# مصر
مِصرُ (رسميًّا: جُمْهُوْرِيَّةُ مِصْرَ العَرَبيَّةُ) دولةٌ عربية، عابرة للقارات، تمتد على الركن الشَّمالي الشرقي لإفريقيا والركنِ الجَنوبي الغربي من آسيا بجسر بري شكلته شبه جزيرة سَيناء. قُدِّر سكانها بأكثرَ من 107 مليون نسَمة؛ فتكون الثالثةَ عشْرة بين دول العالم سكانًا، والأكثر سكاناً عربيًّا وشرقًا أوسطيًّا. يحدها شَمالاً: البحر المتوسط، وجَنوباً: السودان، وشرقاً: البحر الأحمر، ومن الشَّمال الشرقي: فِلَسطين (إسرائيل)، وقِطَاع غزة، وغرباً: ليبيا. مِساحتها نحو 1,010,408 كيلومترًا مربعًا،  المأهولة منها 78,990 كم2، فهي 7.8% من مِساحتها كلِّها. ومِصر، إداريًّا، 27 محافظة، كل منها على تقسيماتٍ إدارية أصغر، وهي المراكز أو الأقسام.
ويتركَّز أغلب سكان مصر في وادي النيل وفي الحضر ويشكل وادي النيل والدلتا أقلَّ من 4% من المساحة الكلية للبلاد أي نحو 33000 كم2، وأكبر الكتل السكانية هي القاهرة الكبرى التي بها تقريبًا ربع السكان، تليها الإسكندرية؛ كما يعيش أغلب السكان الباقين في الدلتا وعلى ساحلي البحر المتوسط والبحر الأحمر ومدن قناة السويس، وتشغل هذه المناطق ما مساحته 40 ألف كيلومتر مربع. بينما تشكل الصحراء غير المعمورة غالبية مساحة البلاد بنسبة بين 95% و 96%.
تشتهر مصر بأنَّ بها إحدى أقدم الحضارات على وجه الأرض حيث بدأ البشر بالنزوح إلى ضفاف النيل والاستقرار، وبدأ في زراعة الأرض وتربية الماشية منذ نحو 10,000 سنة. وتطوَّر أهلها سريعًا وبدأت فيها صناعات بسيطة وتطوَّر نسيجها الاجتماعي المترابط، وكوَّنوا إمارات متجاورة مسالمة على ضفاف النيل تتبادل التجارة. تشهد على ذلك حضارة البداري منذ نحو 7000 سنة وحضارة نقادة (4400 سنة قبل الميلاد - نحو 3000 سنة قبل الميلاد). وكان التطوَّر الطبيعي لها أن تندمج مع بعضها البعض شمالًا وجنوبًا وتوحيد الوجهين القبلي والبحري وبدأ الحكم المركزي الممثل في بدء عصر الأسرات (نحو 3000 سنة قبل الميلاد). وتبادلت التجارة مع جيرانها حيث تعد مصر من أوائل الدول التجارية. وكان لابتكار الكتابة في مصر أثرًا كبيرًا على مسيرة الحياة في البلاد وتطورها السريع، وكان المصري القديم مولعًا بالكتابة، كذلك شهدت مصر القديمة تطورًا في مجالات الطب والهندسة والحساب.
تواكبت على مصر العديد من العصور والحقب التاريخية، مرورًا بالفرس (نحو 343 قبل الميلاد) ثمَّ قدوم الإسكندر الأكبر (323 قبل الميلاد)، والذي تأسَّست بعده الدولة البطلمية، وبعدها غزاها الرومان (31 قبل الميلاد) وظلَّت تحت حكمهم 600 عام. وفي فترة حكم الرومان شهدت مصر ظهور المسيحية وانتشارها في مصر، وبعدها جاء الفتح الإسلامي (نحو 640 بعد الميلاد) وتحولت مصر إلى دولة إسلامية. وتأسَّست في مصر العديد من الدول مثل: الدولة الطولونية ثمَّ الإخشيدية ثمَّ الفاطمية ثمَّ الأيوبية ثمَّ المماليك، وبعدها أصبحت تحت حكم العثمانيين حتَّى عام 1914 عندما أعلنت السلطنة، ثمَّ تحولت إلى مملكة (1922)، ثم تحولت بعد ذلك إلى جمهورية (1953).
تشتهر مصر بالعديد من الآثار؛ مثل أهرام الجيزة وأبي الهول، ومعبد الكرنك والدير البحري ووادي الملوك وآثارها القديمة الأخرى، مثل الموجودة في مدينة منف وطيبة والكرنك، ويُعرض بعضٌ من هذه الآثار في المتاحف الكبرى في جميع أنحاء العالم. وقد وجد علم خاص بدراسة آثار مصر سمِّي بعلم المصريات، وكذلك هناك الآثار الرومانية والإغريقية والقبطية والإسلامية بمختلف عصورها.
تعدُّ اللغة المصرية القديمة من أقدم لغات العالم واستمرت أكثر من 3000 سنة، واخترع المصريون القدماء الكتابة الهيروغليفية. تعدُّ اللغة العربية هي اللغة الرسمية لها، ووفقًا للدستور الدين الرسميّ الإسلام، ونظام الحكم فيها جمهوري ديمقراطي. وتُعدُّ مصر من الأعضاء المؤسسين لجامعة الدول العربية ويوجد بها المقر الرئيسي لها، كذلك تعد من الأعضاء المؤسسين للأمم المتحدة حيث انضمَّت لها عام 1945، بالإضافة إلى عضويتها بالاتحاد الإفريقي، وكذلك تعدَُّ مصر عضوًا في العديد من الاتحادات والمنظمات الدولية، ولديها العديد من العلاقات الدبلوماسية مع أغلب دول العالم. في 2016، أخذت مصر مركز جنوب إفريقيا لتصبح ثاني أكبر اقتصاد في إفريقيا (بعد نيجيريا).

## أصل التسمية

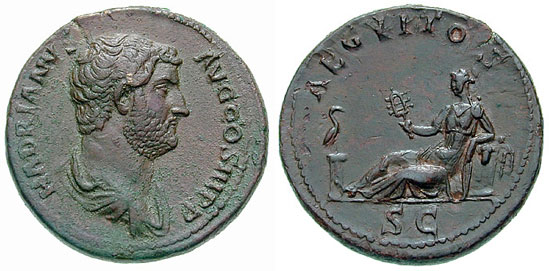
اسم مصر "AEGYPTOS" والتي تعني معبد روح الإله بتاح (إله الخلق في الديانة المصرية القديمة) يظهر على عملة رومانية قديمة.

اسم مصر في اللغة العربية واللغات السامية الأخرى نسبة إلى مصرايم بن حام بن نوح، وقالت عنه النصوص الآرامية السوريانية «مصرين»، ويفسره البعض بأنه مشتق من جذر سامي قديم قد يعني البلد أو البسيطة (الممتدة)، وقد يعني أيضًا الحصينة أو المكنونة. يعرفها العرب باسم «مِصر» ويسميها المصريون في لهجتهم «مَصر». أما الاسم الذي عرف به الفراعنة موطنهم في اللغة هو كِمِيت أو كيمى "ⲭⲏⲙⲓ " وتعني «الأرض السوداء»، كناية عن أرض وادي النيل السوداء تمييزا لها عن الأرض الحمراء الصحراوية دِشْرِت المحيطة بها. «مجر» التي كانت تعني معني «الدرء»، ومعني (البلد) «المكنون» أو «المحصور» واشتقت من كلمة «جرو» بمعني الحد، أو من كلمة «جري» بمعني السور، ثم أضيفت إليها ميم المكانية فأصبحت «مجر» وكتبت بعد ذلك بصور كثيرة مثل «مجري» و«إمجر». وقد استعملها المصريون القدماء فوصف أحد شعرائهم فرعونه سنوسرت الثالث بأنه «أمجر»؛ أي درء وأنه أشبه بأسوار الحدود.
الأسماء التي تعرف بها في لغات أوربية عديدة مشتقة من اسمها في اللاتينية إجبتوس Aegyptus المشتق بدوره من اللفظ اليوناني أيجيبتوس Αίγυπτος، الذي يرجع إلى وحي خيال هوميروس في أسطورته التي ألفها في وقت يقع بين عامي 1600 و 1200 قبل الميلاد، وأطلق البطالمة لفظ «إيجيبتوس» على مصر وسكانها من وحي أسطورة هوميروس المشار إليها. فقد أطلق الإغريق اسم آيجوبتوس على النيل وأرض النيل في آن واحد، ثم قصروه على مصر نفسها، وكتبه الرومان بعدهم آيجيبتوس، ولعل أقرب المسميات المصرية المحتملة إلى اسم آيجوبتوس ومشتقاته هو اسم آجبي ومترادفاته آجب وآجبة، وإجب وإكب، وكانت كلها مترادفات رمزت المتون المصرية بها إلى الماء الأزلي الذي برزت الأرض منه، وإلى النيل والفيضان ورب الفيضان، وربما إلى الأرض المغمورة بالفيضان أيضًا، وذلك على نحو ما عبر الإغريق باسم آيجوبتوس في العصور المتأخرة عن النيل وأرض النيل معًا، بعد أن حوروا كتابته إلى ما يتفق مع نطقهم له وبعد أن أضافوا في نهايته حرفي الواو والسين اللذين اعتادوا على إضافتهما إلى نهاية أغلب مسمياتهم.

## جغرافيا
تقع أراضي جمهورية مصر العربية بين خطيّ عرض 22° و36' 31° شمالًا، وهذا يعني أن مدار السرطان يمر بالطرف الجنوبي للبلاد ماسًّا بالطرف الجنوبي لمدينة أسوان تقريبًا، وبين خطي طول 24° و37° شرقي خط جرينتش.
تتكون أرض مصر من نواة أركية قديمة، هي جزء من الكتلة العربية النوبية والتي تُعد جزءًا من الدرع الإفريقي؛ والذي كان يُمثل قلب قارة جوندوانا في العصر الأركي. وقد تعرّض الدرع الإفريقي بمختلف أجزائه لتأثيرات العديد من العوامل عبر العصور، لذلك أخذت أرض مصر تنمو صوب الشمال على حساب بحر تيثيس. وبلغت مصر عند منصرم الزمن الجيولوجي الثالث مساحتها الحالية، وتشكلت ملامح سطحها وسواحلها كما هي الآن في الزمن الرابع. وقد تكونت التربة المصرية في وادي النيل ودلتاه من تراكم طمي النيل الذي اُشتق أصلًا من فتات صخور هضبة الحبشة، والذي بدأ يرد إلى مصر منذ نحو 10 آلاف سنة، ويُمكن تقسيم التربة المصرية إلى أنواع هي: التربة الصلصالية السوداء الثقيلة القوام العميقة والتربة الصلصالية السوداء الثقيلة القوام الضحلة والتربة الصلصالية الرملية الخفيفة والتربة الرملية الحصوية.
يُمكن تقسيم تضاريس البلاد إلى أربعة أقسام رئيسية:
- وادي النيل والدلتا
- الصحراء الغربية
- الصحراء الشرقية
- شبه جزيرة سيناء

### الحدود

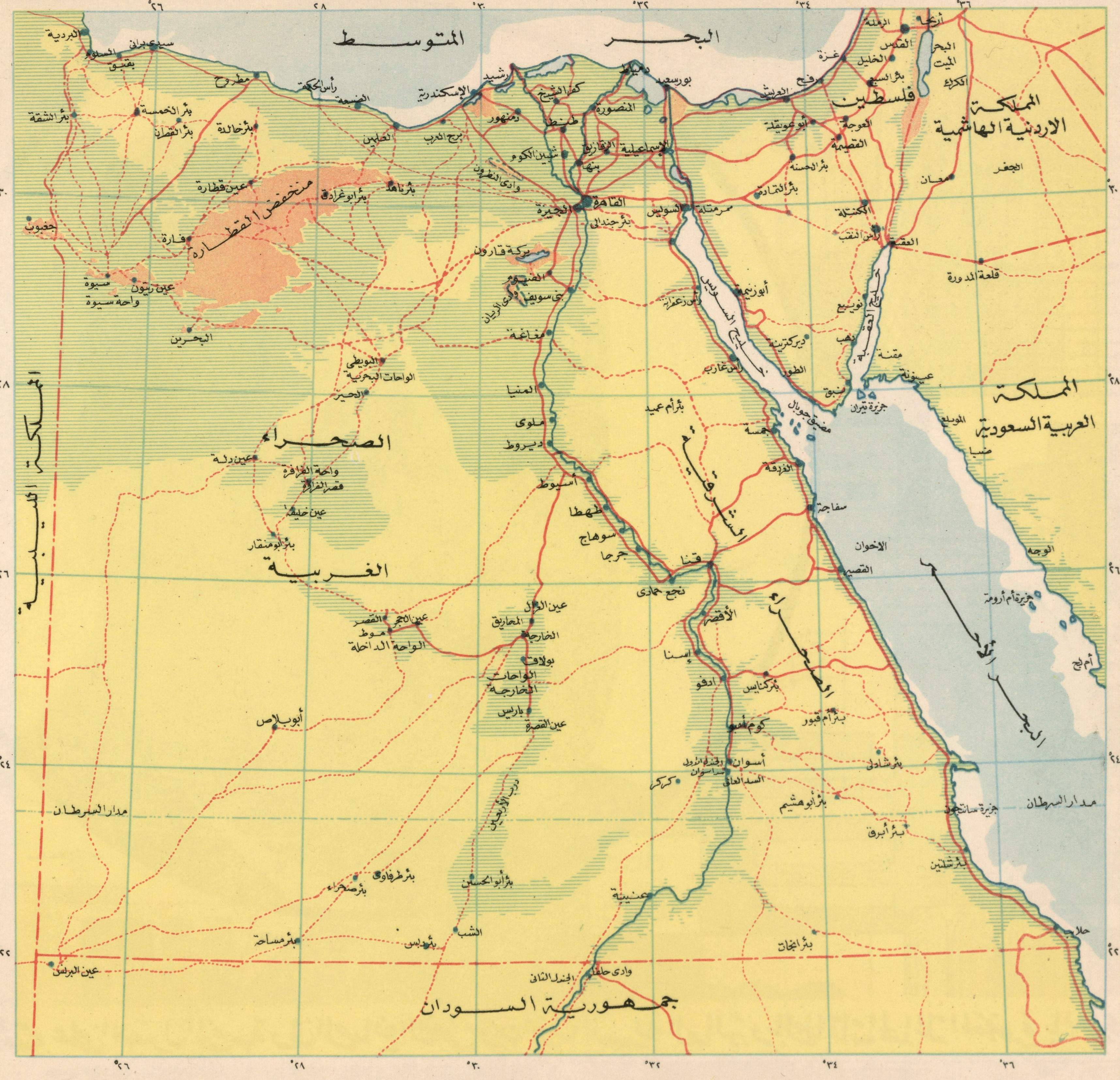
خريطة مفصلة لمصر باللغة العربية من صنع الجهاز المركزي للتعبئة العامة والإحصاء من عام 1967، تظهر المدن الرئيسة وخطوط النقل والسمات الجغرافية البارزة.

تُعد الحدود السياسية الحالية لمصر حديثة للغاية، فأقدم اتفاقية للحدود ترجع إلى عام 1899م. أما قبل ذلك فكانت تخومًا، وبحكم طبيعة موقع مصر الجغرافي الرابط بين قارتي آسيا وإفريقيا؛ فكانت تخوم مصر تتمدد وتنكمش حسب درجة قوة الدولة المصرية. والحدود البرية المصرية فلكية هندسية، وتتجاور مصر مع 4 دول: فلسطين (قطاع غزة) وإسرائيل جهة الشمال الشرقي، وليبيا جهة الغرب، والسودان جهة الجنوب. فيحد جمهورية مصر العربية اليوم من الشمال البحر المتوسط بساحل يبلغ طوله 995 كم، ويحدها شرقا البحر الأحمر بساحل يبلغ طوله 1941 كم، ويحدها في الشمال الشرقي منطقة فلسطين (إسرائيل وقطاع غزة) بطول 265 كم، ويحدها من الغرب ليبيا على امتداد خط بطول 1115 كم، كما يحدها جنوبا السودان بطول 1280 كم.

### المناخ

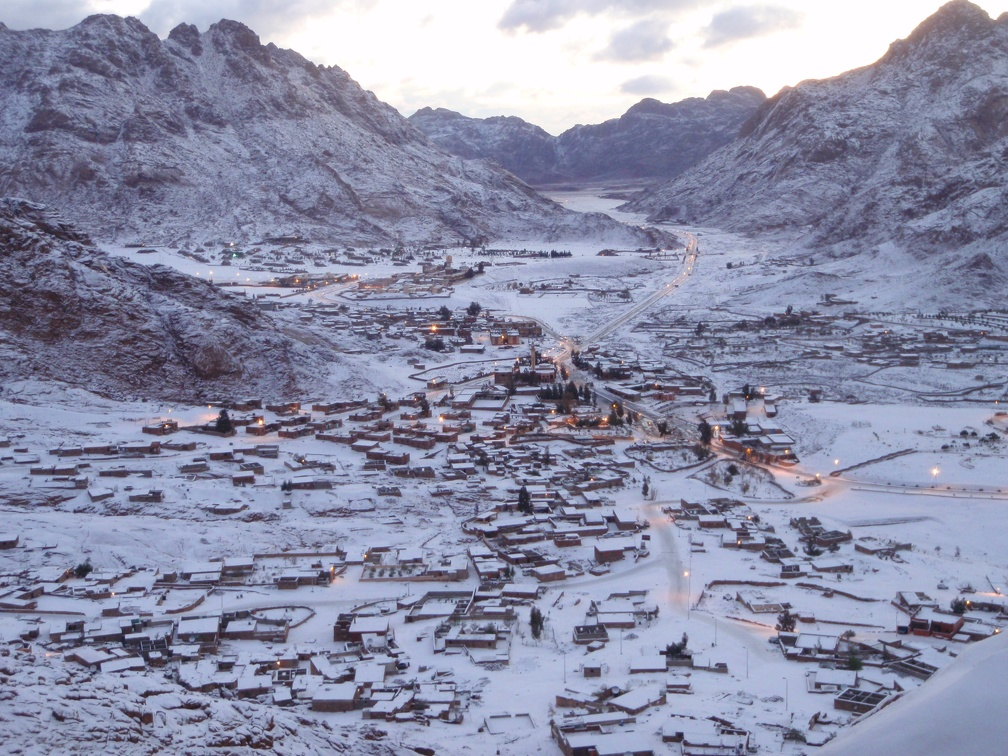
سانت كاترين في جنوب سيناء خلال فصل الشتاء.

يتأثر مناخ مصر بعدة عوامل أهمها الموقع ومظاهر السطح والنظام العام للضغط والمنخفضات الجوية والمسطحات المائية، حيث ساعد ذلك كله على تقسيم مصر إلى عدة أقاليم مناخية متميزة فتقع مصر في الإقليم المداري الجاف فيما عدا الأطراف الشمالية التي تدخل في المنطقة المعتدلة الدفيئة التي تتمتع بمناخ شبيه بإقليم مناخ البحر المتوسط الذي يتميز بالحرارة والجفاف في أشهر الصيف وبالاعتدال في الشتاء مع سقوط أمطار قليلة تتزايد على الساحل.
بحسب الموقع الفلكي للبلاد، فإن أطرافها الشمالية تقع على مشارف العروض الوسطى، كما أن باقي أجزائها تقع داخل العروض المدارية الحارة والجافة حيث يسيطر الضغط المرتفع دون المداري وما يصحبه من هواء هابط يقلل من فرص سقوط الأمطار. كما أن هذه العروض تسود بها على السطح الرياح التجارية الجافة والتي تتميز بقابليتها لحمل بخار الماء؛ لأنها تسخن كلما تقدمت جنوبًا إلى خط الاستواء.
خلال فصل الشتاء تغلب على شمال مصر الرياح الجنوبية الشرقية والشمالية الغربية والغربية؛ خاصةً الساحل الشمالي الغربي والدلتا. وفي مصر الوسطى ومصر العليا تسود الرياح الشمالية. أما في الربيع فتبدأ الرياح الغربية في التراجع بينما تتقدم الرياح الشمالية وذلك بشكل عام. ولفصل الصيف نمطًا مختلفًا للرياح السطحية، فالرياح الشمالية وأفرعها تطغى على كل الاتجاهات وتستحوذ على أكبر نصيب من اتجاهات الرياح، وتعرف بالرياح التجارية وهي رياح جافة وتعرف بين العوام بـالهواء البحري. ويعد فصل الخريف فترة انتقالية بين ظروف الصيف والشتاء في مصر، فتبدأ الرياح الشمالية بالتراجع وقد يحدث بعض الخلل في توزيعات الرياح.
بالنسبة للرطوبة، فإنها ترتفع في فصل الشتاء خاصةً في القسم الشمالي للبلاد؛ ويصل متوسط الرطوبة النسبية إلى 80% شمال البلاد، و40% في أقصى جنوب البلاد، وتصل ما بين 60% و70% على سواحل البحر الأحمر وشبه جزيرة سيناء. أما في فصل الصيف فإنها تنخفض في شهر يوليو، وتصل الرطوبة النسبية في المناطق الساحلية ما بين 60% و70% في يوليو وأغسطس، بينما تنخفض إلى 20% في أقصى جنوب البلاد. أما في الفصول الانتقالية وهما الربيع والخريف فتكون الرطوبة النسبية وسطًا بين الشتاء والصيف.
| البيانات المناخية لـمصر | البيانات المناخية لـمصر | البيانات المناخية لـمصر | البيانات المناخية لـمصر | البيانات المناخية لـمصر | البيانات المناخية لـمصر | البيانات المناخية لـمصر | البيانات المناخية لـمصر | البيانات المناخية لـمصر | البيانات المناخية لـمصر | البيانات المناخية لـمصر | البيانات المناخية لـمصر | البيانات المناخية لـمصر | البيانات المناخية لـمصر |
| الشهر | يناير                   | فبراير                  | مارس                    | أبريل                   | مايو                    | يونيو                   | يوليو                   | أغسطس                   | سبتمبر                  | أكتوبر                  | نوفمبر                  | ديسمبر                  | المعدل السنوي           |
| --- | ----------------------- | ----------------------- | ----------------------- | ----------------------- | ----------------------- | ----------------------- | ----------------------- | ----------------------- | ----------------------- | ----------------------- | ----------------------- | ----------------------- | ----------------------- |
| الدرجة القصوى °م (°ف) | 31 (88)                 | 34.2 (93.6)             | 37.9 (100.2)            | 43.2 (109.8)            | 47.8 (118.0)            | 46.4 (115.5)            | 42.6 (108.7)            | 43.4 (110.1)            | 43.7 (110.7)            | 41 (106)                | 37.4 (99.3)             | 30.2 (86.4)             | 47.8 (118.0)            |
| متوسط درجة الحرارة الكبرى °م (°ف) | 18.9 (66.0)             | 20.4 (68.7)             | 23.5 (74.3)             | 28.3 (82.9)             | 32 (90)                 | 33.9 (93.0)             | 34.7 (94.5)             | 34.2 (93.6)             | 32.6 (90.7)             | 29.2 (84.6)             | 24.8 (76.6)             | 20.3 (68.5)             | 27.7 (81.9)             |
| المتوسط اليومي °م (°ف) | 13.6 (56.5)             | 14.9 (58.8)             | 16.9 (62.4)             | 21.2 (70.2)             | 24.5 (76.1)             | 27.3 (81.1)             | 27.6 (81.7)             | 27.4 (81.3)             | 26 (79)                 | 23.3 (73.9)             | 18.9 (66.0)             | 15 (59)                 | 21.4 (70.5)             |
| متوسط درجة الحرارة الصغرى °م (°ف) | 9 (48)                  | 9.7 (49.5)              | 11.6 (52.9)             | 14.6 (58.3)             | 17.7 (63.9)             | 20.1 (68.2)             | 22 (72)                 | 22.1 (71.8)             | 20.5 (68.9)             | 17.4 (63.3)             | 14.1 (57.4)             | 10.4 (50.7)             | 15.8 (60.4)             |
| أدنى درجة حرارة °م (°ف) | 1.2 (34.2)              | 3.6 (38.5)              | 5 (41)                  | 7.6 (45.7)              | 12.3 (54.1)             | 16 (61)                 | 18.2 (64.8)             | 19 (66)                 | 14.5 (58.1)             | 12.3 (54.1)             | 5.2 (41.4)              | 3 (37)                  | 1.2 (34.2)              |
| الهطول مم (إنش) | 5 (0.2)                 | 3.8 (0.15)              | 3.8 (0.15)              | 1.1 (0.04)              | 0.5 (0.02)              | 0.1 (0.00)              | 0 (0)                   | 0 (0)                   | 0 (0)                   | 0.7 (0.03)              | 3.8 (0.15)              | 5.9 (0.23)              | 24.7 (0.97)             |
| متوسط أيام هطول الأمطار (≥ 0.01 mm) | 3.5                     | 2.7                     | 1.9                     | 0.9                     | 0.5                     | 0.1                     | 0                       | 0                       | 0                       | 0.5                     | 1.3                     | 2.8                     | 14.2                    |
| متوسط الرطوبة النسبية (%) | 59                      | 54                      | 53                      | 47                      | 46                      | 49                      | 58                      | 61                      | 60                      | 60                      | 61                      | 61                      | 56                      |
| ساعات سطوع الشمس الشهرية | 213                     | 234                     | 269                     | 291                     | 324                     | 357                     | 363                     | 351                     | 311                     | 292                     | 248                     | 198                     | 3٬451                   |
| المصدر #1: المنظمة العالمية للأرصاد الجوية (UN) (1971–2000), الإدارة الوطنية للمحيطات والغلاف الجوي for mean, record high and low and humidity |                         |                         |                         |                         |                         |                         |                         |                         |                         |                         |                         |                         |                         |
| المصدر #2: Danish Meteorological Institute for sunshine (1931–1960)                                                                            |                         |                         |                         |                         |                         |                         |                         |                         |                         |                         |                         |                         |                         |

### الموارد الطبيعية
تتمتع مصر بالعديد من الموارد الطبيعية، فمن الموارد المائية بها ساحلي البحر الأحمر والبحر الأبيض المتوسط، إضافة إلى وجود 10 بحيرات طبيعية منها بحيرة المنزلة وبحيرة البرلس وبحيرة قارون إضافة إلى بحيرة ناصر الصناعية، بالإضافة إلى مورد المياه العذبة الرئيسي وهو نهر النيل الذي يمتد بطول مصر وينتهي بشطريه رشيد ودمياط، ويبلغ حجم الموارد المائية المتاحة عام 2000 / 2001 حوالي 68 مليار متر مكعب يستخدم منها في الزراعة نحو 85% سنويا، وفي الصناعة 9.5% وفي الشرب 5.5%. ساهم وجود نهر النيل أيضًا في انتشار الرقعة الزراعية على طول ضفتيه، كذلك يوجد بمصر سلاسل جبلية تمتد في جبال البحر الأحمر وجبال سانت كاترين في سيناء، وتوجد مساحات واسعة تتمثل في الصحراء الشرقية والغربية (والتي تتميز بوجود عدد من الواحات بها مثل: سيوة والفرافرة والداخلة والخارجة) بالإضافة إلى شبه جزيرة سيناء.
التنوع في التضاريس والأماكن الجغرافية ساهم أيضًا في توفر العديد من الثروات الطبيعية مثل الحديد والذهب والمنجنيز والفوسفات، وكذلك الأحجار مثل: الجرانيت والبازلت والرخام والحجر الجيري ورمل الزجاج، بالإضافة إلى الفحم والبترول والغاز الطبيعي.

### الجيولوجيا والأحياء

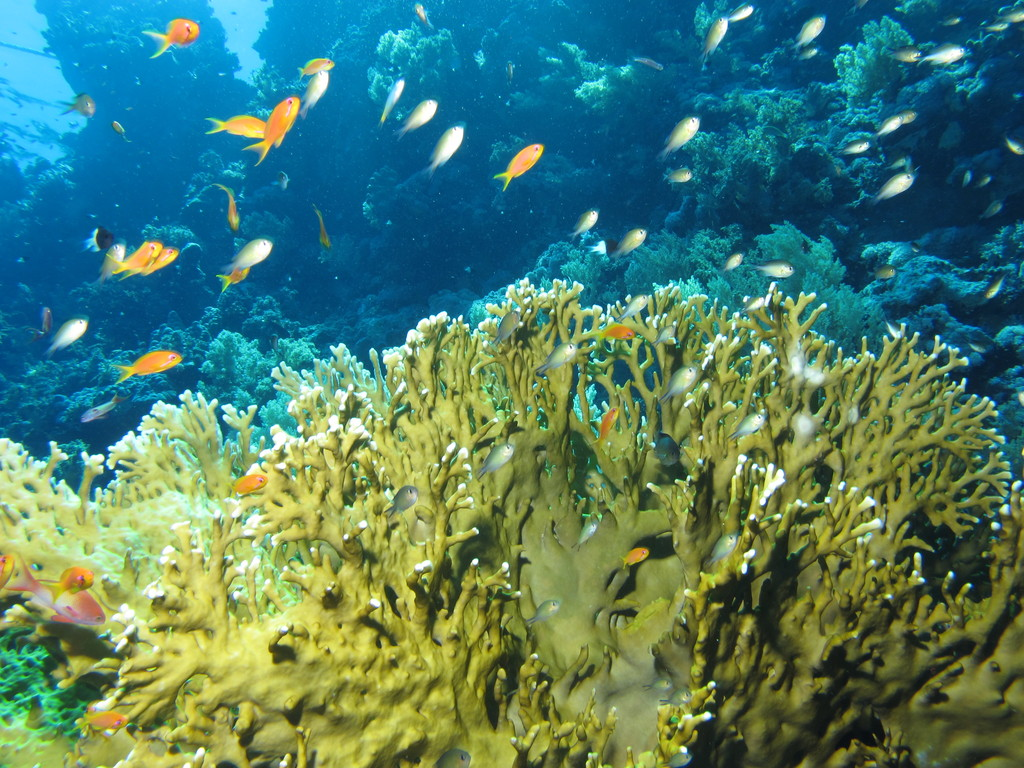
صورة للشعاب المرجانية في محمية رأس محمد بسيناء.

ساهم تعاقب العديد من الحقب والعصور الجيولوجية على مصر في وجود العديد من الأماكن الجيولوجية والمحميات الطبيعية وجعلها واحدة من أكثر دول العالم في التنوع الجغرافي والأحيائي. يوجد في مصر العديد من المحميات وقامت اليونسكو بضم 30 موقعًا في مصر إلى قائمة التراث العالمي، ومن أهم هذه المناطق:
محمية رأس محمد بسيناء، والتي تتميز بالشواطئ المرجانية والأسماك الملونة والسلاحف البحرية المهددة بالانقراض والأحياء المائية النادرة، وجزيرة تيران التي تبعد حوالي 6 كم من ساحل سيناء الشرقي وهي من الجزر والشعاب المرجانية العائمة وتتكون من صخور القاعدة الجرانيتية القديمة وتختفي تحت أغطية صخور رسوبية. محمية الزرانيق وسبخة البردويل بشمال سيناء والتي تعد أحد المفاتيح الرئيسية لهجرة الطيور في العالم من أوروبا وأسيا خلال الخريف متجهة إلى إفريقيا كما تقيم بعض الطيور في المنطقة بصفة دائمة وتتكاثر فيها. تم تسجيل أكثر من 270 نوعًا من الطيور في المحمية، محمية الغابة المتحجرة بالمعادي بمحافظة القاهرة وتزخر منطقة الغابة المتحجرة بكثافة من السيقان وجذوع الأشجار المتحجرة ضمن تكوين جبل الخشب والذي ينتمى إلى العصر الأوليجوسيني ويتكون من طبقات رملية وحصى وطفلة وخشب متحجر وهي غنية بدرجة ملحوظة ببقايا وجذوع وسيقان الأشجار الضخمة المتحجرة التي تأخذ أشكال قطع صخرية ذات مقاطع أسطوانية تتراوح أبعادها من سنتيمترات إلى عدة أمتار وتتجمع مع بعضها على شكل غابة متحجرة، وادي الحيتان هي منطقة للحفريات في الشمال الغربي لمحمية وادي الريان يرجع عمرها إلى حوالي 40 مليون عام وهذه الحفريات لهياكل متحجرة لحيتان بدائية وأسنان سمك القرش وأصداف وغيرها.

صورة لمحمية وادي الحيتان بالصحراء الغربية.

كذلك محمية بحيرة قارون بالفيوم وتعدّ من أقدم البحيرات الطبيعية في العالم وهي البقية الباقية من بحيرة موريس القديمة والتي اشتهرت عالميًّا بتوافر رواسب حفرية بحرية ونهرية وقارية يرجع عمرها إلى حوالي 40 مليون سنة، وادي دجلة بمحافظة القاهرة من الأودية الهامة التي تمتد من الشرق إلى الغرب بطول حوالي 30 كم، ويمر بصخور الحجر الجيري الذي ترسب في البيئة البحرية خلال العصر الأيوسيني بالصحراء الشرقية (60 مليون سنة)، ويضم الوادي مجموعة من الكائنات الحية الحيوانية النادرة، محمية سيوة الطبيعية بمطروح الغنية بالمقومات السياحية المتميزة وتتميز أيضًا بوجود أكثر من 40 نوعًا من النباتات البرية التي تشمل أنواع طبية ورعوية وغيرها، وكذلك حوالي 28 نوعًا من الحيوانات البرية الثديية ومنها أنواع نادرة مهددة بالانقـراض وأيضًا 32 نوعًا من الزواحف وحوالي 164 نوعًا من الطيور بالإضافة إلى أعداد كثيرة من اللافقاريات والحشرات.
واكتُشف مؤخرًا منطقة نيزك جبل كامل بالوادي الجديد التي أعلنت محمية طبيعية، وقد اكتُشف نيزك جبل كامل في فبراير 2010 أثناء الرحلة الاستكشافية الجيوفيزيقية التي ضمت فريق من الباحثين، تقع منطقة فوهة نيزك جبل كامل أعلى تكوينات الحجر الرملي المتكون من الكوارتز آرنيت والتي يرجع عمرها إلى العصر الكريتاسي السفلي يعلوه طبقة محدودة (سنتيمترات) من الرمال شمالًا وبأسفله توجد صخور القاعدة من عصر ما قبل الكمبري ويحيط بالمنطقة العديد من الجبال ومسارات الأودية الجافة القديمة مما يعطى للمنطقة مظهرًا جماليًا فريدًا.

## التاريخ

### عصور ما قبل التاريخ

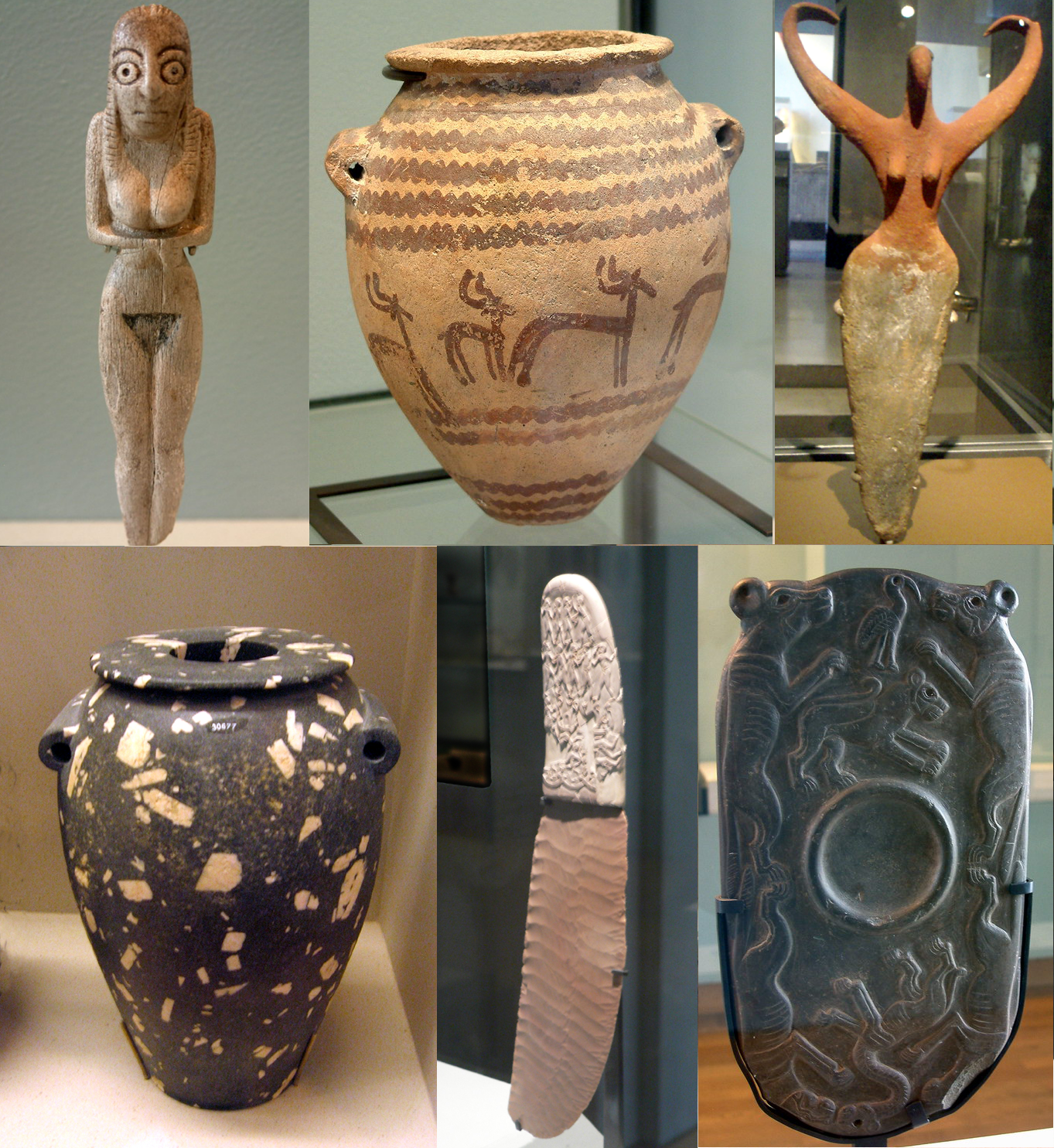
تماثيل وأدوات وأواني من عصر ما قبل الأسرات في مصر.

تعد مصر من أقدم الحضارات بالعالم التي ظهرت قبل كتابة وتدوين التاريخ، حيث استوطنتها الشعوب البدائية منذ القدم تعود إلى أواخر العصر الحجري القديم (110 آلاف عام قبل الميلاد)، واستخدم فيها الإنسان المصري القديم أدوات من الحجر المنحوت نحتا بسيطا، وكان يستخدم الأخشاب والأحجار كأسلحة للصيد والدفاع عن نفسه.

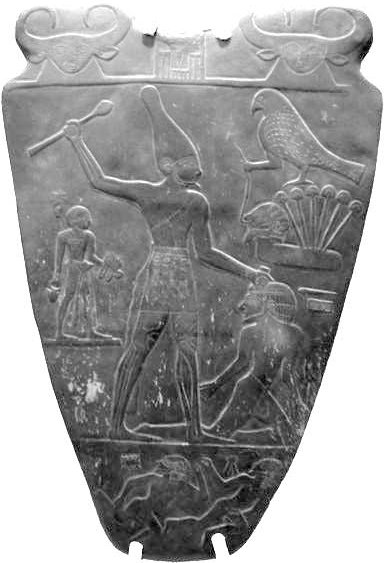
لوحة نعرمر

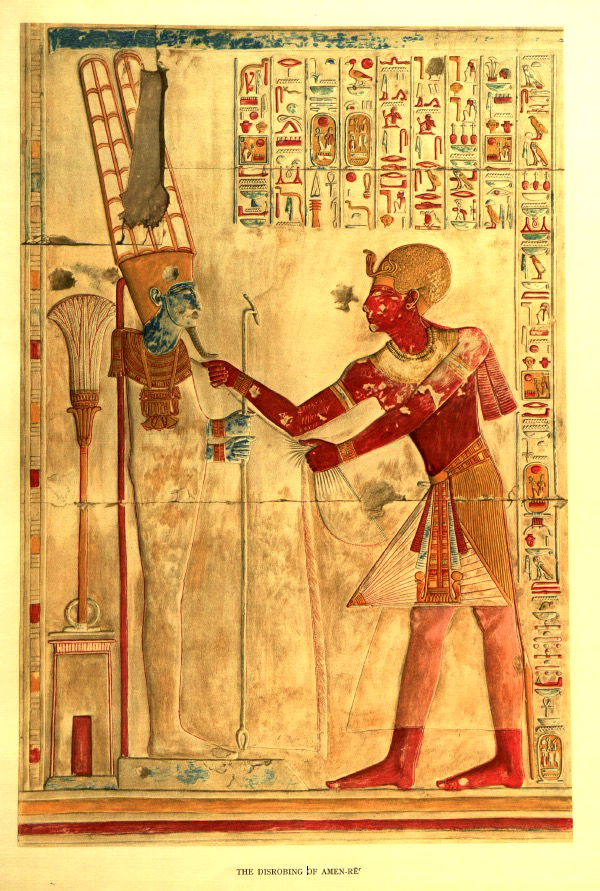
معبد آمون في أبيدوس.

وفي الفترة التي ترجع إلى 6000 أو 5500 قبل الميلاد بعد أن قلت الأمطار وساد الجفاف واختفت النباتات في أواخر العصر الحجري القديم، اضطر الإنسان إلى ترك الهضبة واللجوء إلى وادى النيل (الدلتا والفيوم ومصر الوسطى) بحثًا عن الماء، في هذه البيئة الجديدة اهتدى الإنسان إلى الزراعة، وأنتج الحبوب مثل القمح والشعير، واستأنس الحيوان واعتنى بتربية الماشية والماعز والأغنام، وعاش حياة الاستقرار والنظام والإنشاء بدلًا من حياة التنقل، وتعلم الزراعة، وكانت حضارة سابقة لحضارات ذلك الوقت، وأقام المساكن من الطين والخشب، فظهرت التجمعات السكانية على شكل قرى صغيرة، واعتنى الإنسان بدفن موتاه في قبور، كما تطورت في هذا العصر صناعة الآلات والأدوات حيث تميزت بالدقة وصغر الحجم، أيضًا صنع الأواني الفخارية، ويتميز العصر الحجري الحديث بالتحول إلى الزراعة والاستقرار واستئناس الحيوان، وارتقاء صناعة الأدوات والأسلحة وبناء المساكن والقبور وصناعة الفخار.
عرف المصريون الأوائل الكتابة، واستقروا في مجتمعات صغيرة وبدؤوا في تكون نواة المدنية قبل أربعين قرنًا تقريبًا، وبدأ تكوين الدولة أثناء تلك الحقبة فكانت كثير من المدن على جانبي نهر النيل مثل طيبة وممفيس وبوتو وهيراكونوبليس وأليفاتانين وبوباستيس وتانيس وأبيدوس وسايس وأكسويس وهليوبوليس، ولكنها تقلصت على مر القرون إلى ثلاث مدن كبيرة في صعيد مصر هم: ثينيس ونخن ونقادة.
ويقسم عصر ما قبل الأسرات إلى ثلاث أجزاء رئيسية نسبة إلى الموقع الذي توجد فيه المواد الأثرية: المواقع الشمالية من حوالي عام 5500 قبل الميلاد وخلفت آثار تدل على استقرار ثقافي ولكنه ليس كمثيله في الجنوب، وتدل الآثار على أنه في حوالي عام 3000 قبل الميلاد تواجدت قوة سياسية كبيرة كانت العامل الذي أدى إلى اندماج أول مملكة موحدة في مصر القديمة حيث تعود إلى هذه الفترة أقدم الكتابات الهيروغليفية المكتشفة، وبدأت تظهر أسماء الملوك والحكام على الآثار، واستمر الحال كذلك حتى القرن الحادي والثلاثين 3200 قبل الميلاد حيث جاء مينا أو نعرمر موحد القطرين الشمالي والجنوبي (الدلتا والصعيد)، ويعتقد كثير من علماء المصريات بأن الملك نعرمر هو آخر ملوك هذا العهد، والبعض الآخر يضعه في الأسرة الأولى.

### مصر القديمة

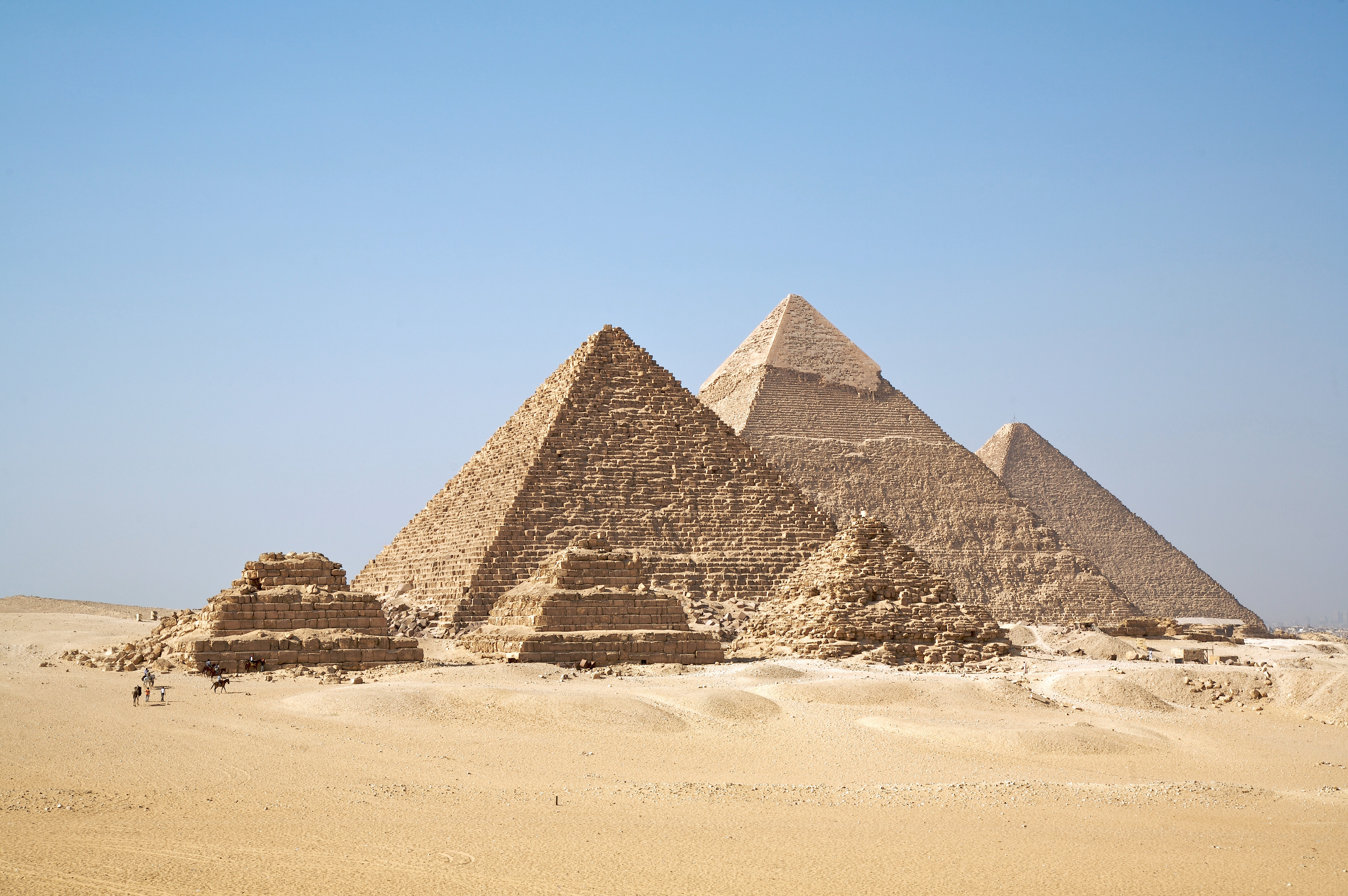
أهرامات الجيزة.

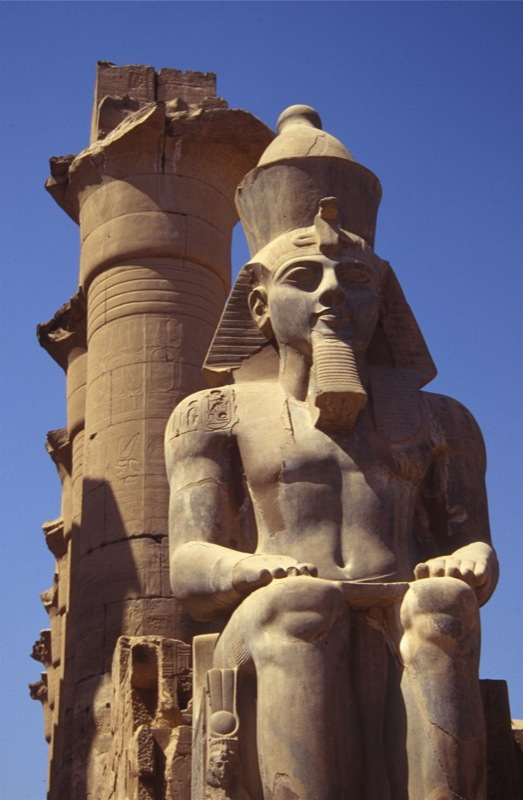
الملك رمسيس الثاني أحد أقوى وأشهر الملوك في تاريخ مصر القديمة.

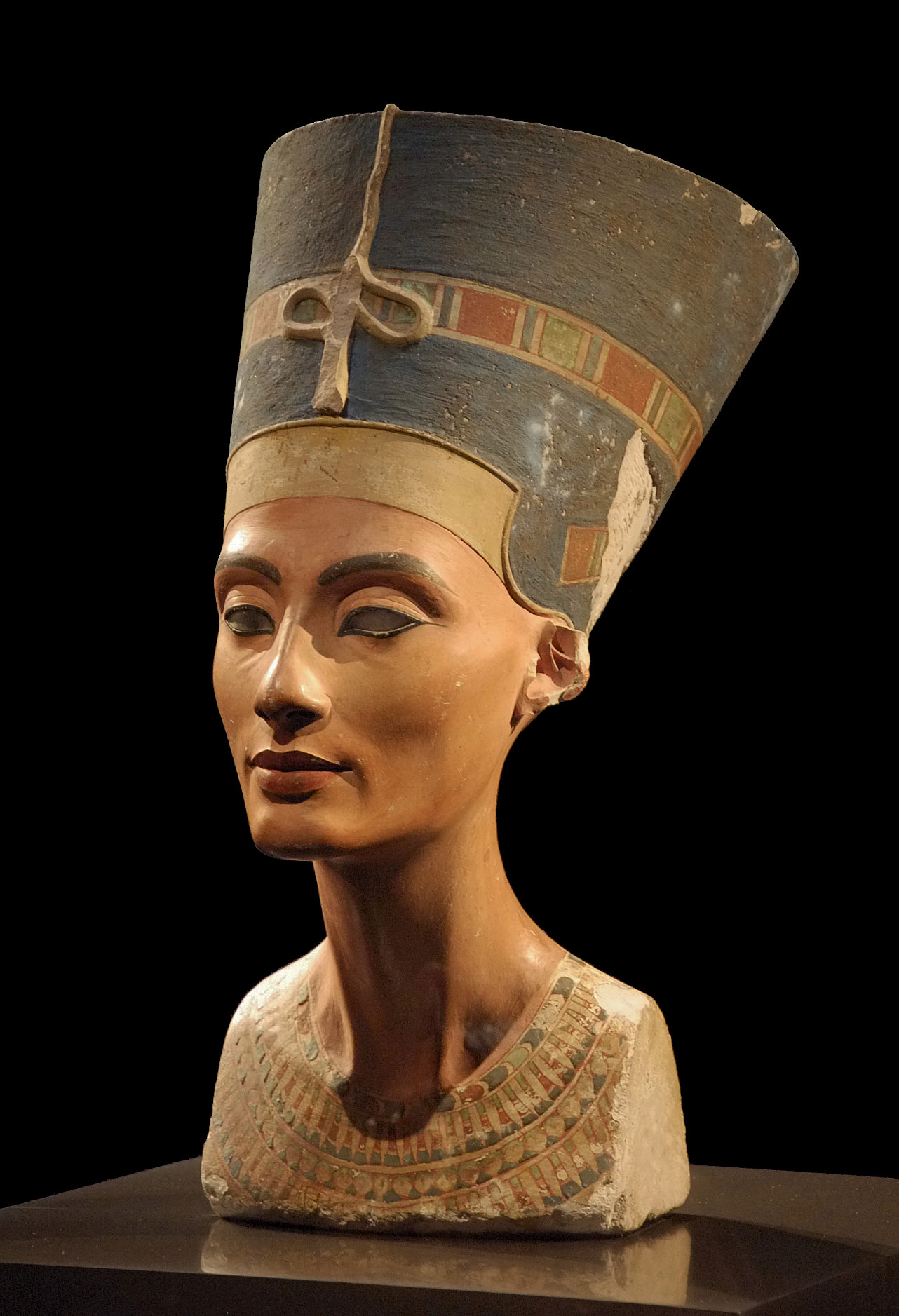
تمثال للملكة نفرتيتي من اشهر روائع الفن المصري القديم.

يبدأ تاريخ مصر القديمة من عام 3150 ق.م، عندما وحد الملك نارمر مصر العليا والسفلى ونشأة الأسرة الأولى، ضمت تاريخيًّا سلسلة من الممالك المستقرة سياسيًّا، يتخللها فترات عدم استقرار نسبي تسمى الفترات المتوسطة. بلغت مصر القديمة ذروة حضارتها في عصر الدولة الحديثة، وبعد ذلك دخلت البلاد في فترة انحدار بطئ ثم التدهور.

استمد نجاح الحضارة المصرية القديمة في القدرة على التكيف مع ظروف وادي نهر النيل. وساعد التنبؤ بالفيضانات والسيطرة على أضرارها في إنتاج محاصيل زراعية وافرة أسهمت في التنمية الاجتماعية والثقافية. وقامت السلطات ومع توافر المواد اللازمة باستغلال المعادن الموجودة في منطقة الوادي والمناطق الصحراوية المحيطة به، وقامت بوضع نظام كتابة مستقل، ونظمت البناء الجماعي والمشاريع الزراعية، بالإضافة للتجارة مع المناطق المحيطة بها، وتعزيز القوى العسكرية للدفاع العسكري ضد الأعداء الخارجيين وتأكيد الهيمنة الفرعونية على البلاد. وقد كان تنظيم تلك الأنشطة وتحفيزها يتم من خلال نخبة من البيروقراطيين والزعماء الدينيين والإداريين تحت سيطرة الفرعون الذي حرص على التعاون والوحدة للمصريين في سياق نظام محكم للمعتقدات الدينية.

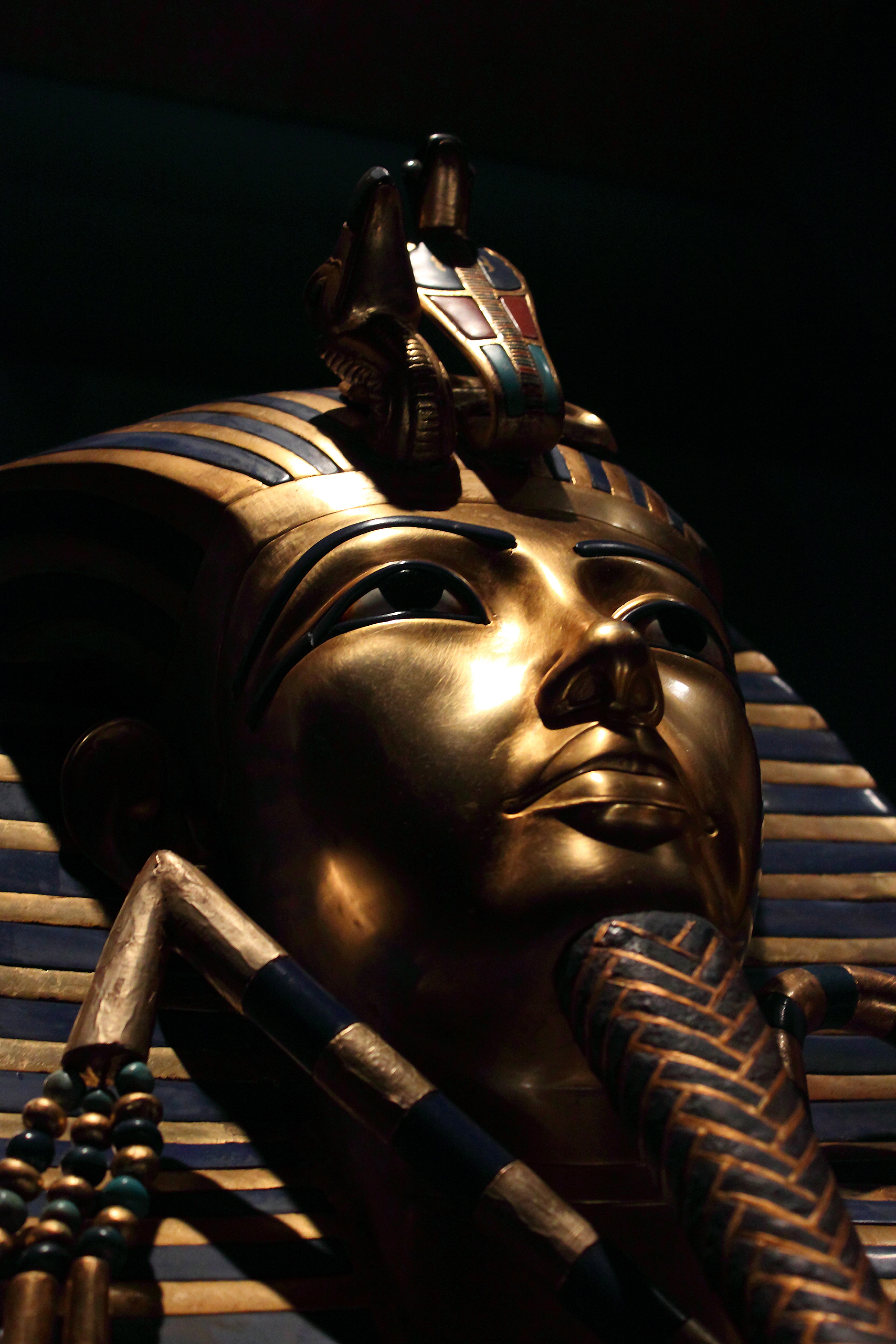
الملك توت عنخ أمون أحد ملوك الأسرة الثامنة عشر، تم اكتشاف مقبرته عام 1922م في وادي الملوك وسط كنوز كثيرة حيث كان يعتقد المصريين القدماء بالحياة بعد الموت والحساب.

تضمنت إنجازات قدماء المصريين استغلال المحاجر إضافة إلى المسح وتقنيات البناء التي سهلت بناء الأهرام الضخمة والمعابد والمسلات، بالإضافة لنظام رياضيات عملي وفعال في الطب، وأنظمة الري وتقنيات الإنتاج الزراعي، وأول ما عرف من السفن، والقيشاني المصري وتكنولوجيا الرسم على الزجاج، وأشكال جديدة من الأدب، وأول معاهدة سلام معروفة. تركت مصر القديمة إرثًا دائمًا. ونُسخت وقُلدت الحضارة والفن والعمارة المصرية على نطاق واسع في العالم، ونقلت آثارها إلى بقاع بعيدة من العالم. وألهمت الأطلال والبقايا خيال المسافرين والكُتَابُ لعدة قرون، وأدت اكتشافات في مطلع العصر الحديث عن آثار وحفريات مصرية إلى أبحاث علمية للحضارة المصرية تجلت في علم أطلق عليه علم المصريات، ومزيدًا من التقدير لتراثها الثقافي في مصر والعالم.
في عصر الدولة القديمة بنى الملوك أهرامًا كثيرة ليُلقَّب هذا العصر بعصر بناة الأهرام؛ من أشهرهم الملك زوسر وهرم سقارة المدرج الذي بناه المهندس إمحوتب والملك خوفو والهرم الأكبر الذي يعد من عجائب الدنيا السبع.
وفي عام 1786 ق.م قام الهكسوس الذين قدموا إلى مصر كتجار وأجراء في القرن المضطرب السابق، باحتلال شمال مصر واستقدموا الحصان والعجلات الحربية وقوي نفوذهم بسبب المشاكل الداخلية بمصر، ولكن في عام 1560 ق.م قام الملك أحمس بطرد الهكسوس وباقي القبائل الآسيوية، مؤسسًا الدولة الحديثة وأصبحت مصر إمبراطورية سيطرت على الشام والنوبة وأجزاء من الصحراء الليبية وشمال السودان لتصبح مصر أول إمبراطورية في تاريخ البشرية لكنها سقطت بعد أن دخل الآشوريين مصر؛ وكانت الأسرة الثلاثون آخر الأسر الفرعونية بعد أن أسقطها الفرس عام 343 ق.م.

### العصر الأخميني

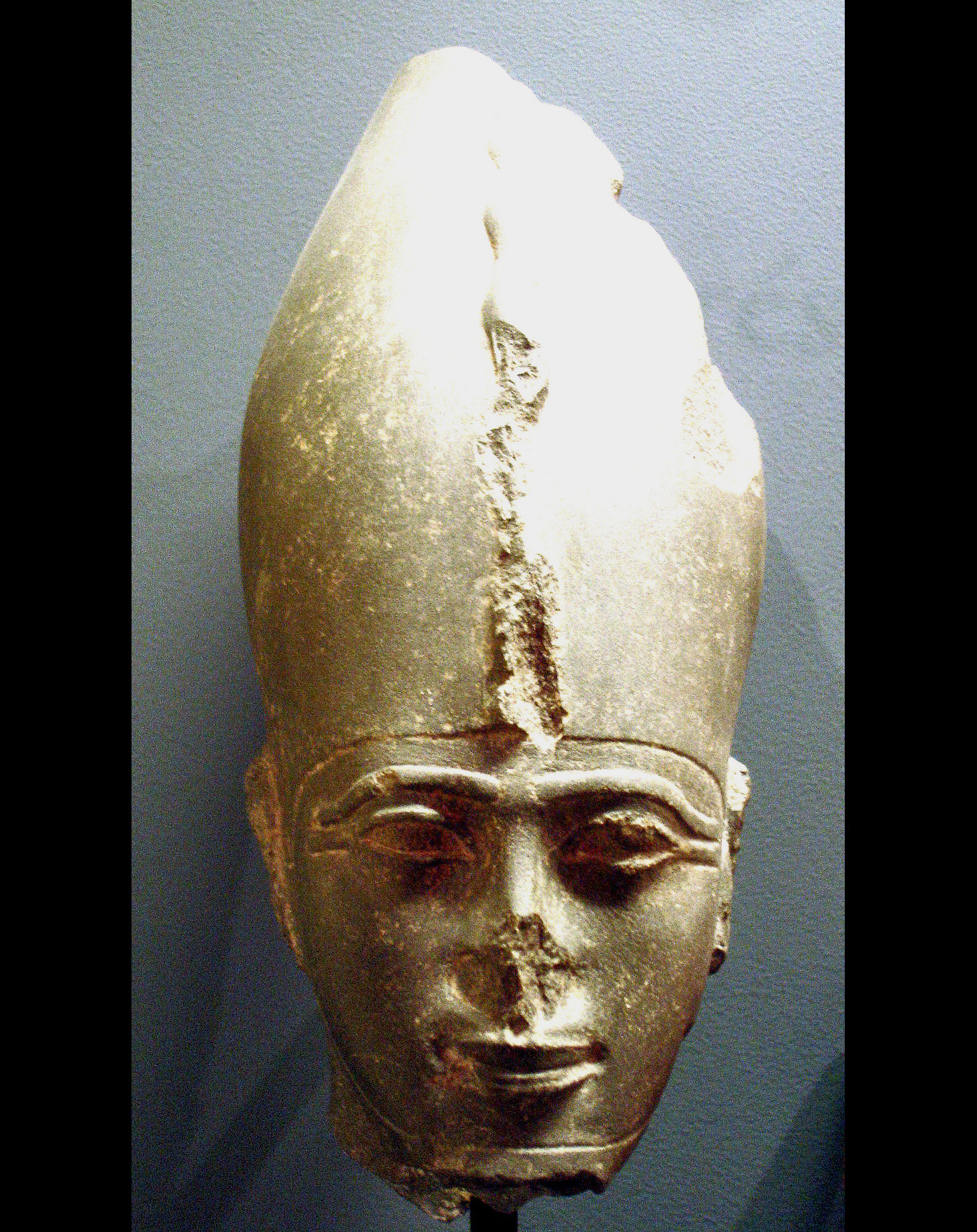
بسماتيك الثالث أخر الفراعنة المصريين.

في عام 525 قبل الميلاد بدأ الفرس الأخمينيون الأقوياء بقيادة قمبيز الثاني، غزوهم لمصر واستولوا في النهاية على الفرعون بسماتيك الثالث آخر الفراعنة المصريين، وآخر الأسرة السادسة والعشرون في معركة الفرما أو معركة بيلوسيوم عام 525 قبل الميلاد في الفرما إحدى المدن الثلاث لمنطقة بورسعيد القديمة، وأدت المعركة إلى هزيمة مصر ودخول قمبيز الثاني لمدينة ممفيس وبداية العدوان الفارسي على مصر وتأسيس الأسرة المصرية السابعة والعشرين. وتولى قمبيز الثاني اللقب الرسمي لفرعون، لكنه حكم مصر من موطنه سوسة في بلاد فارس ( إيران الحديثة )، تاركًا مصر تحت سيطرة الساتراب. سلالة مصر السابعة والعشرون بأكملها، من 525 إلى 402 قبل الميلاد، باستثناء بيتوباستيس الثالث، كانت فترة حكم فارسي بالكامل، حيث مُنح جميع الأباطرة الأخمينيين لقب فرعون. شهد القرن الخامس قبل الميلاد بعض الثورات الناجحة مؤقتًا ضد الفرس، لكن مصر لم تكن قادرة على الإطاحة بالفرس بشكل دائم.
كانت الأسرة الثلاثين هي آخر سلالة حاكمة محلية خلال العصر الفرعوني. سقطت في أيدي الفُرس الأخمينيون مرة أخرى في 343 قبل الميلاد بعد هزيمة الفرعون الأصلي الأخير الملك نختنبو الثاني في المعركة. ومع ذلك فإن هذه الأسرة الحادية والثلاثون في مصر لم تدم طويلاً، حيث أطاح الإسكندر الأكبر بالفٌرس بعد عدة عقود. أسس الجنرال اليوناني المقدوني الإسكندر، بطليموس الأول سوتير سلالة البطالمة.

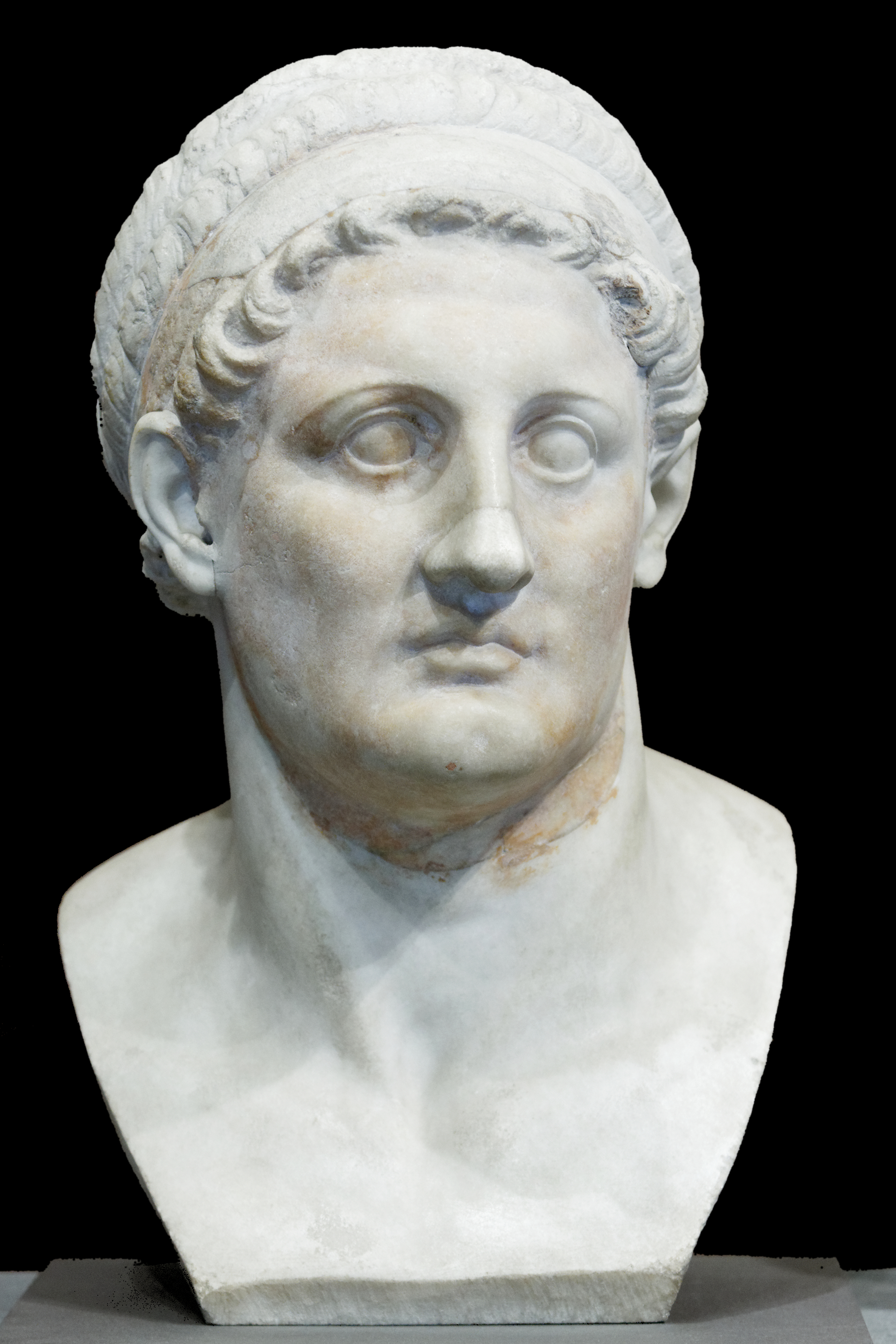
بطليموس الأول مؤسس الدولة البطلمية.

### العصر البطلمي
في عام 332 ق.م استطاع الإسكندر الأكبر غزو مصر وإنهاء حكم الساسانيين فيها، ولكن بعد وفاة الإسكندر الأكبر قُسِّمت إمبراطوريته بين كبار قادته، حيث تولى «بطليموس الأول» حكم مصر وأسس فيها الدولة البطلمية. اهتم بطليموس الأول ببناء مدينة الإسكندرية التي أسسها الإسكندر الأكبر قبل مغادرته مصر في حملة عسكرية إلى بلاد الشرق، وجعل بطليموس الأول الإسكندرية عاصمة لمصر، وصل نفوذ الدولة البطلمية إلى فلسطين وقبرص وشرق ليبيا، وتكونت أسرة البطالمة من 16 حاكما، وظلت أسرة بطليموس تحكم مصر حتى دخلها الرومان في عام 30 ق.م، وآخر البطالمة كانت الملكة كليوباترا وابنها بطليموس الخامس عشر (قيصرون).
عرفت مصر ازدهارا خلال عهود بطليموس الأول وبطليموس الثاني وبطليموس الثالث. كون البطالمة ذوى أصول إغريقية لم يمنعهم من التشبع بالتقاليد والعادات المصرية، فمعمارهم المصري ومعابدهم للآلهة المصرية وطريقة عيشهم مصرية وساعد على ذلك تزاوجهم من المصريين. جميع ملوك البطالمة حملوا اسم بطليموس. واتخذوا من الإسكندرية عاصمة لهم، وظلت كذلك حتى معركة أكتيوم البحرية عام 31 ق.م عندما انتصر أكتافيوس على أنطونيوس وكليوباترا لتصبح مصر ولاية رومانية منذ ذلك التاريخ.

### العصر الروماني

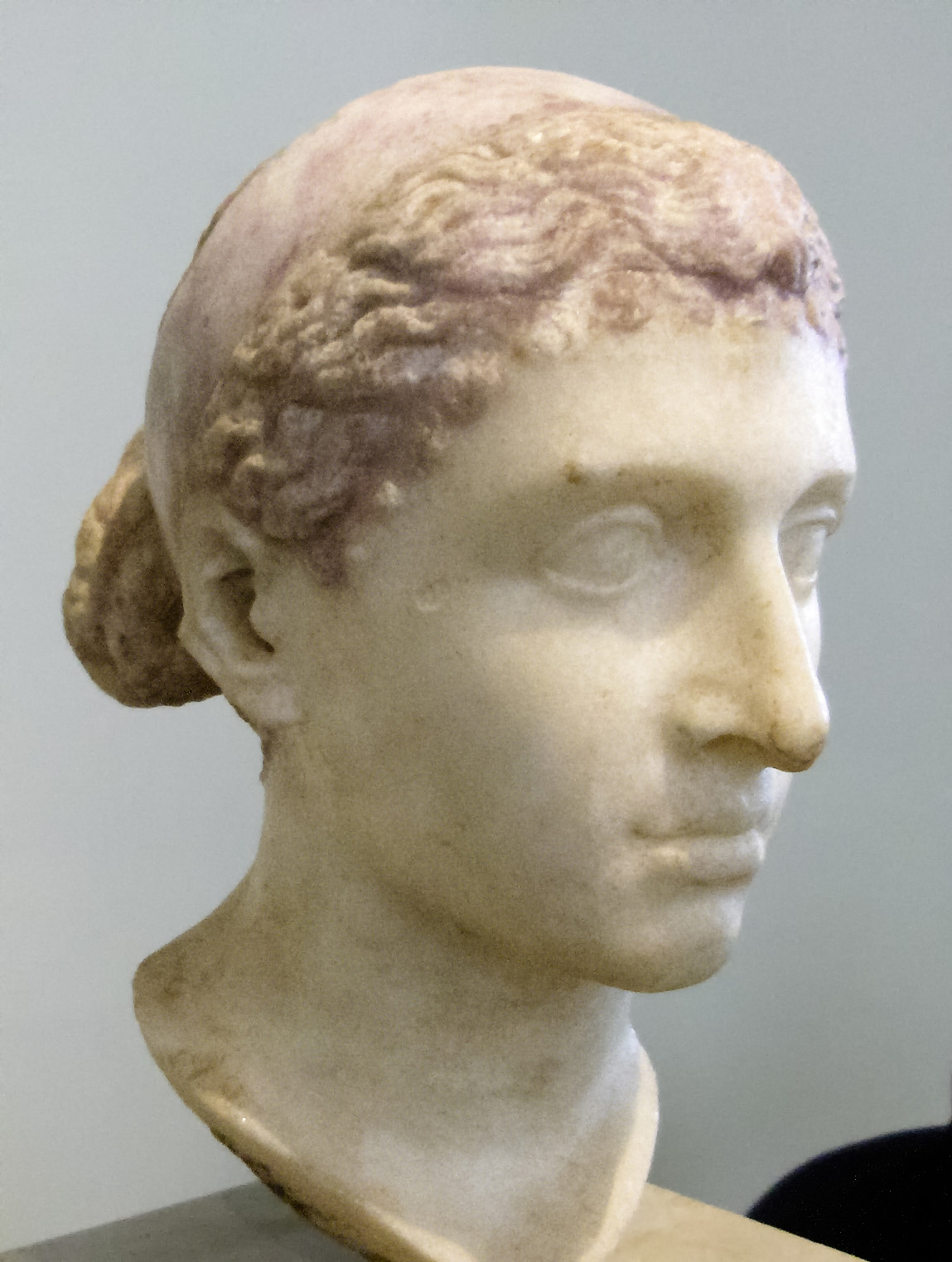
كليوباترا السابعة أخر ملكة من الأسرة المقدونية.

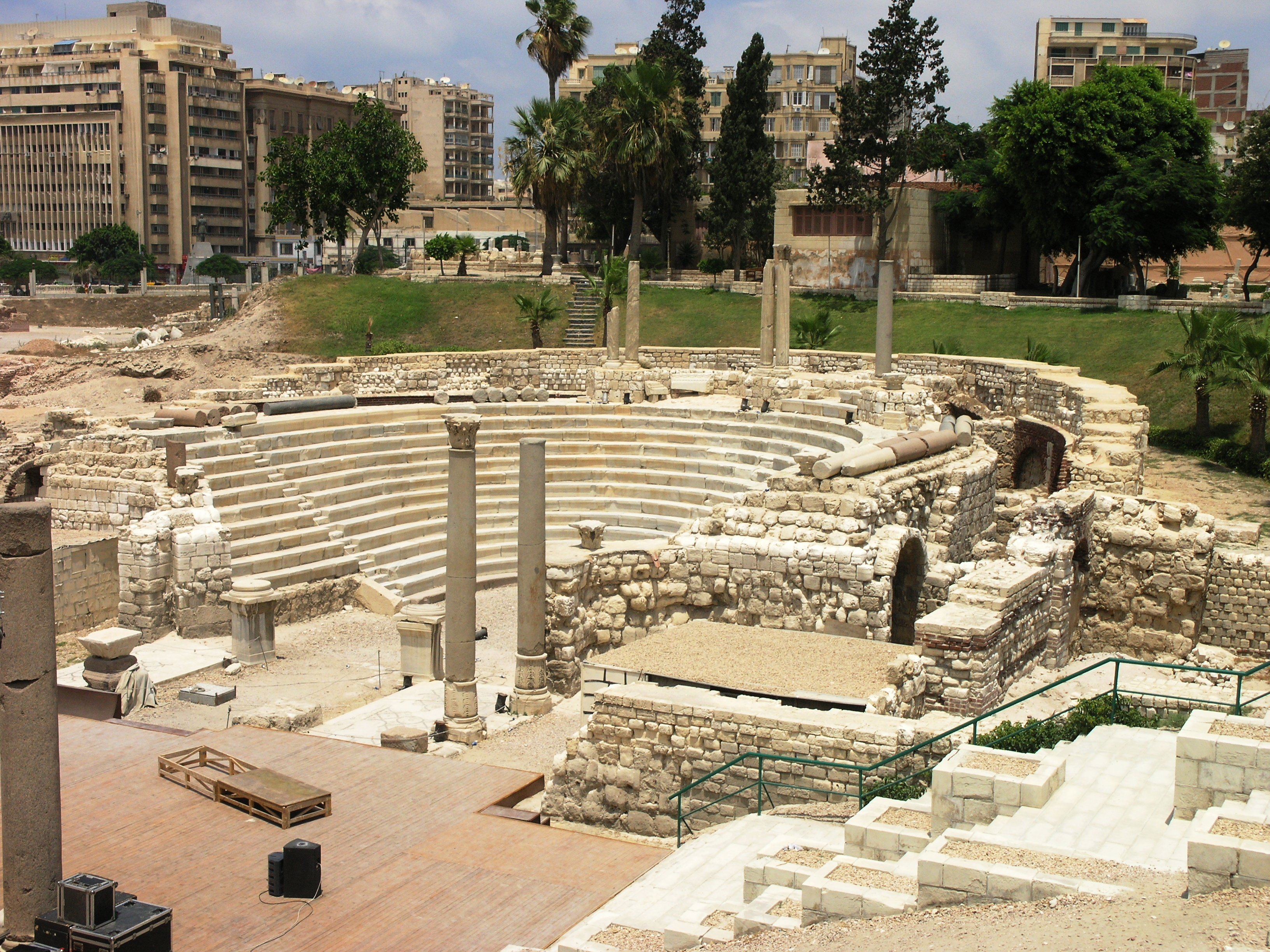
المسرح الروماني بالإسكندرية، أحد أهم معالم الحقبة الرومانية في مصر.

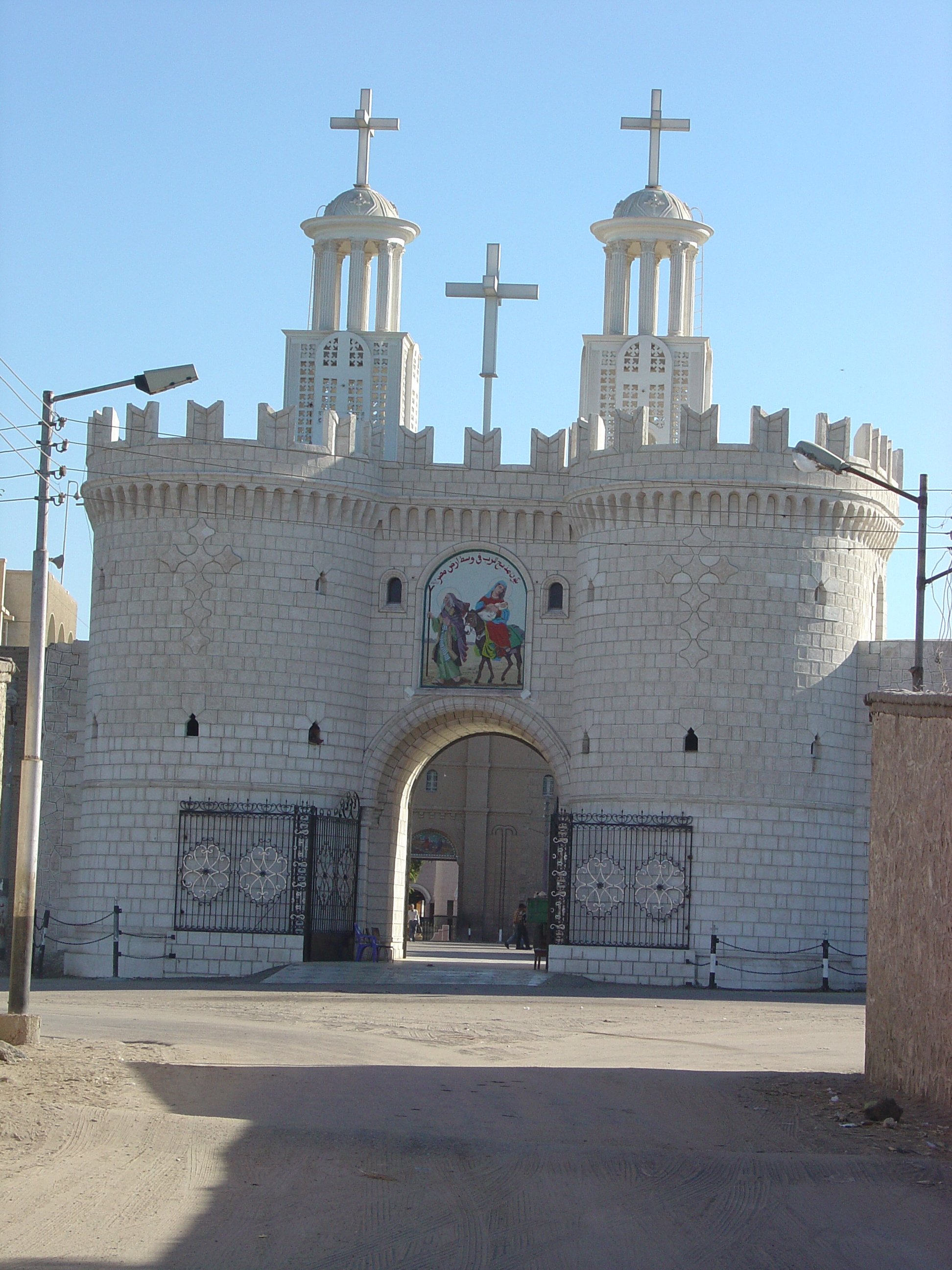
دير المحرق في أسيوط أقدم دير مسيحي في مصر ويعود للعصر البيزنطي.

بعد انتصار أوكتافيوس في معركة أكتيوم عام 31 ق.م أصبحت مصر تابعة للدولة الرومانية، واعتمدت روما في توطيد سلطانها على مصر بالقوة العسكرية فأقامت الثكنات في أنحاء البلاد، فكان هناك حامية شرق الإسكندرية وحامية بابليون وحامية أسوان وغيرها من الحاميات التي انتشرت في أرجاء البلاد، ولم يهتم الرومان كثيرا بتحسين الأوضاع في مصر فقد كانوا ينظرون لها على أنها «سلة الغلال» بالنسبة للإمبراطورية الرومانية.
وكان يتولى حكم مصر والٍ يبعثه الإمبراطور نيابة عنه ومقره الإسكندرية يهيمن على إدارة البلاد وشؤونها المالية وهو مسؤول أمام الإمبراطور مباشرة، وكانت مدة ولايته قصيرة حتى لا يستقل بها، وهذا ما جعل الولاة لا يهتمون بمصالح البلاد بل صبوا اهتماماتهم على مصالحهم الشخصية وحرموا المصريين من الاشتراك في إدارة بلادهم مما جعلهم كالغرباء فيها، بالإضافة إلى منعهم من الانضمام للجيش حتى لا يدفعهم ذلك إلى جمع صفوفهم ومقاومة الرومان في المستقبل.
وأدت هذه السياسة الجائرة إلى توتر الأوضاع واشتعال الثورات ضد الرومان، وكانت الحاميات الرومانية تقضى على هذه الثورات بكل عنف ومن أخطر هذه الثورات ما حدث في عهد الإمبراطور ماركوس أوريليوس (161-180 م) وعرف بحرب الزرع أو الحرب البكولية (نسبة إلى منطقه في شمال الدلتا) وتمكن المصريون من هزيمة الفرق الرومانية وكادت الإسكندرية أن تقع في قبضة الثوار لولا وصول إمدادات للرومان من سوريا قضت على هذه الثورة.
ازدادت حدة الثورات مع دخول المسيحية إلى مصر، والتي قوبلت بأشد أنواع الاضطهاد للمسيحيين بالتعذيب والصلب والقتل حتى لم ينج منهم إلا من فر إلى الصحاري أو التجأ إلى المقابر والكهوف، استطاعت الملكة زنوبيا ملكة تدمر «بالميرا» من الاستيلاء على مصر (269 م) لمدة عامين فقط ثم نجح الإمبراطور أوريليانوس (270 – 275 م) في القضاء على نفوذ تدمر في مصر، بل واستولى على تدمر نفسها، ثم استطاع الفرس مجددًا السيطرة على مصر لفترة وجيزة عام 618 ميلادية، قبل أن يستردها منهم البيزنطيون عام 629، وعندما تولى الإمبراطور قسطنطين (323 – 337 م) أصبح أول إمبراطور مسيحي للإمبراطورية الرومانية واعترف رسميًّا بالديانة المسيحية، ويعدّ هذا هو بداية العصر البيزنطي الذي انتهى تماما مع دخول الإسلام مصر مع قدوم عمرو بن العاص عام 641 م.

### العصر الإسلامي

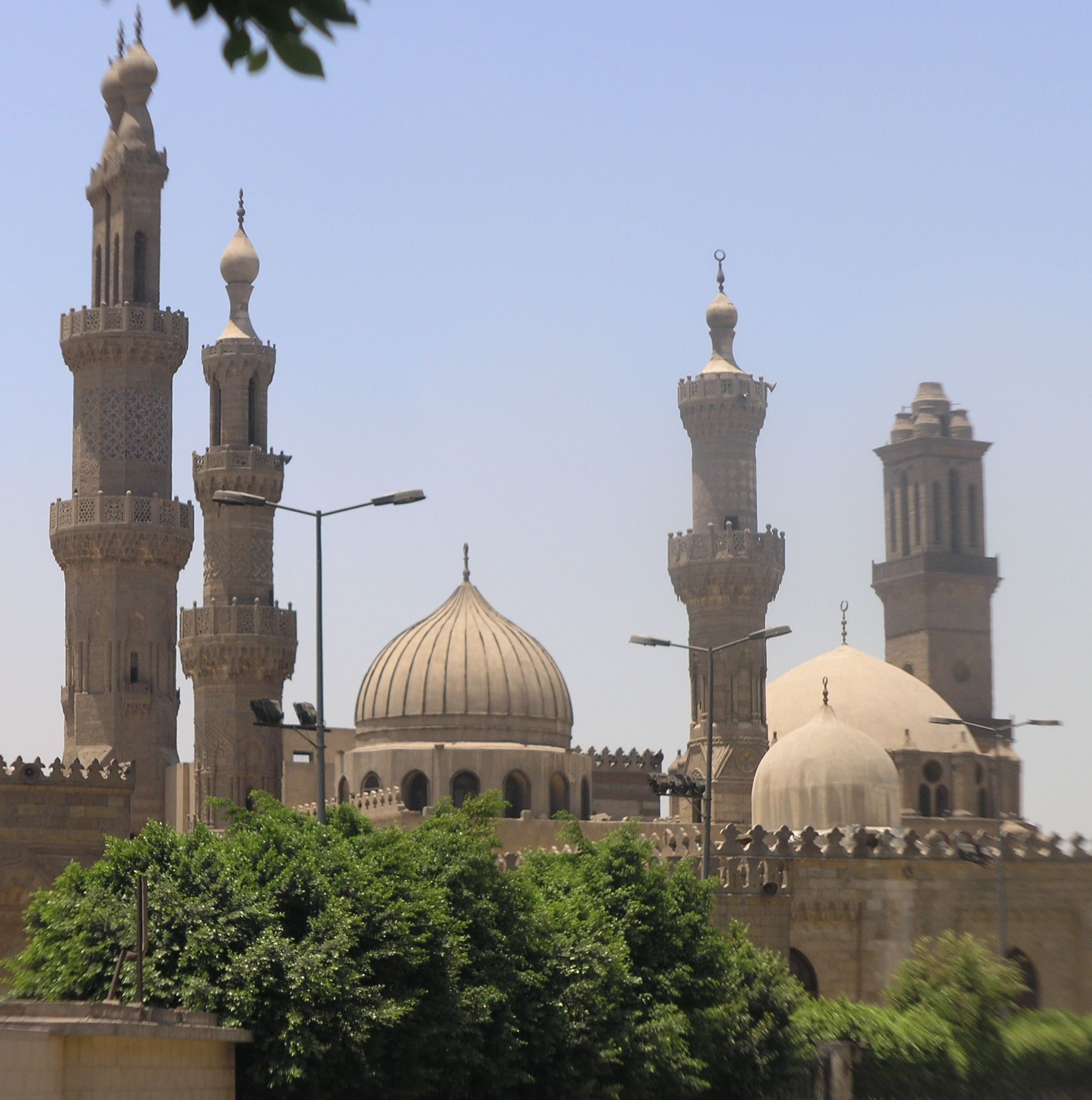
صورة للجامع الأزهر ومآذن أخرى في القاهرة الإسلامية.

في عام 639 ميلادية، قاد عمرو بن العاص في عهد الخليفة عمر بن الخطاب جيشًا إسلاميًا قدِمَ من الشام عدده 4 الآف جندي، واستطاع هزيمة البيزنطيين في مصر والاستيلاء عليها عام 641 م بعد معارك استمرت لسنتين، وقام بإنشاء مدينة الفسطاط وأصبحت ولاية إسلامية تابعة للخلافة وقاعدة لانطلاق الفتوحات الإسلامية في شمال إفريقيا، وبدأت عملية أسلمة السكان في مصر.
تعاقبت ممالك ودول على مصر، فبعد الخلفاء الراشدين والدولة الأموية حكمها العباسيون، واستطاع أحمد بن طولون تأسيس أول دولة في مصر (الدولة الطولونية) ثم أعقبه الإخشيديون، حتى انتزعها منهم الفاطميون وجعلوا عاصمتهم القاهرة التي أسسها الخليفة الفاطمي المعز لدين الله الفاطمي، وذلك حتى أعادها الأيوبيون اسميًا إلى الخلافة العباسية، وأسس صلاح الدين الدولة الأيوبية التي كانت تحكم مصر والحجاز وأجزاء من الشام والعراق. شهدت مصر بداية من العصر الأخشيدي جلب العديد من المماليك وهم رقيق من عدة مناطق في آسيا، زاد شأنهم في عهد الدولة الأيوبية واستعان بهم الحكام، ثم ما لبثوا أن ارتفع شأنهم وتولوا المناصب في الدولة وأمور الجيش، وعقب وفاة نجم الدين أيوب تمكن المماليك من الوصول للسلطة عام 1250 م، وشهدت مصر وقتها معركة عين جالوت والتصدي لخطر المغول، ثم أعقبها استعادة العديد من المدن من الصليبيين، وتم نقل مقر الخلافة العباسية إلى القاهرة عام 1260 م، واستمر حكمهم حتى بعد أن فتحها العثمانيون، لتصبح مصر ولاية عثمانية عام 1517 م، واستمر حكم العثمانيين لمصر حتى قدوم الحملة الفرنسية والتي أعقبها تولي محمد علي حكم مصر فانتقل الحكم بعدها إلى سلالته.

#### العصر العباسي
تميزت الفترة العباسية بفرض ضرائب جديدة، وثار الأقباط مرة أخرى في العام الرابع للحكم العباسي. تمكن عبد الله بن طاهر من إعادة الحكم العباسي في مصر في بداية القرن التاسع، لكنه قرر الإقامة في بغداد، وإرسال نائب إلى مصر ليحكم نيابة عنه. قامت ثورة أخرى في 828، وفي 831 انضم الأقباط إلى العامة المسلمين وعرفت بثورة البشموريين ولجأ الوالي للبطريرك يوسف الأول لإرسال رسائل وأساقفة لمناشدة البشموريين للتصالح، لكن البشموريين أساءوا معاملة الأساقفة ورفضوا التصالح، تدخل الخليفة المأمون بنفسه وشن هجومًا كبيرًا من شبرا بالقرب من سمنيد وتم القضاء علي التمرد وأدي ذلك لإضطهاد للمسيحيين في مصر بسبب تهديدهم السياسي للسلطة. في نهاية المطاف، أدى ضعف سلطة العباسيين في بغداد إلى تكليفهم لولاة عسكريين الواحد تلو الآخر حكم مصر، ومع ذلك فقد كانت السلالة الطولونية (868-905) وسلالة الأخشيديون (935-969) من بين أكثر السلالات نجاحًا في تحدي الخليفة العباسي.

#### الطولونيون والفاطميون والأيوبيون والمماليك

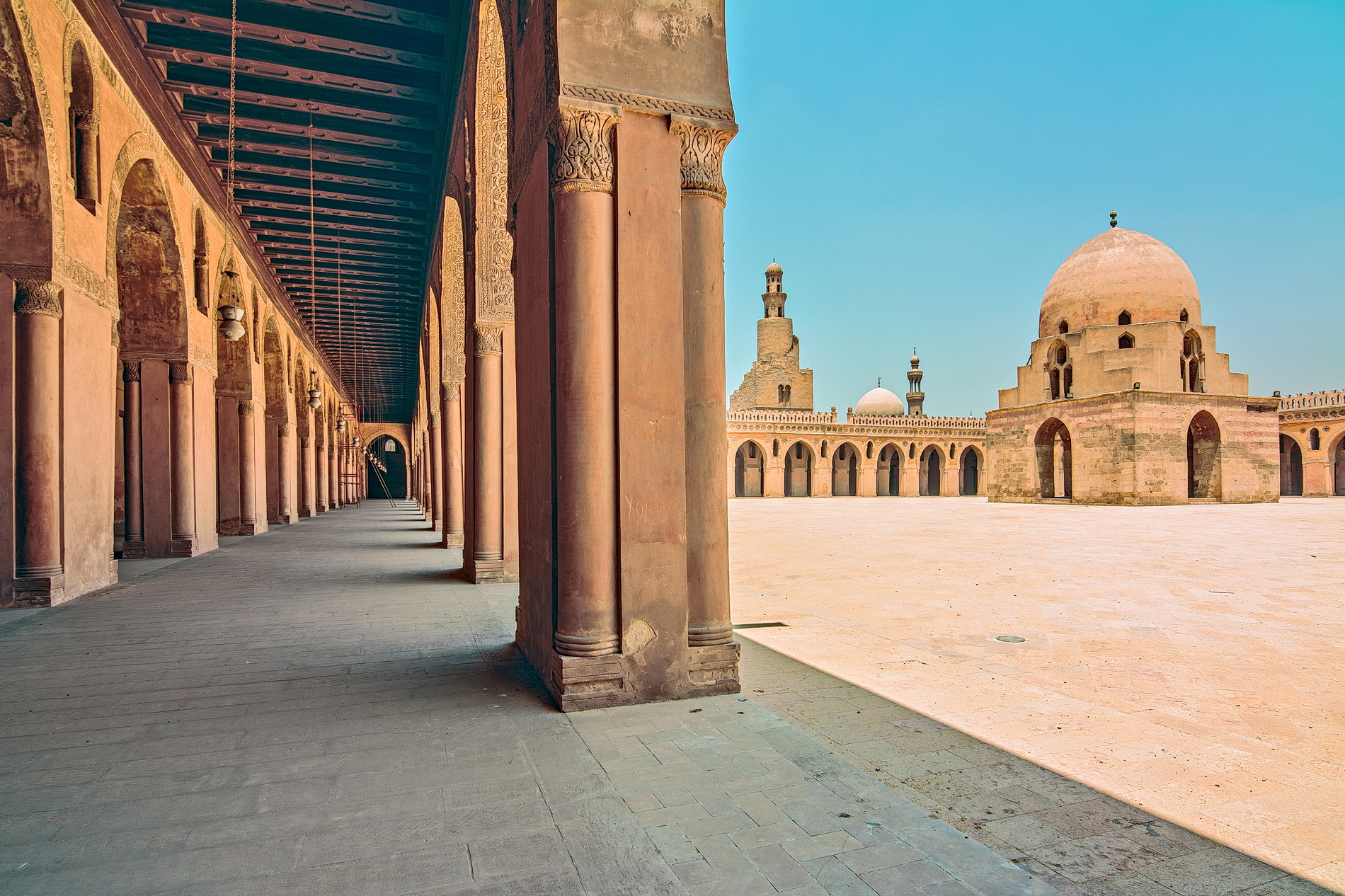
مسجد احمد بن طولون مؤسس الدولة الطولونية.

ظل الحكام المسلمون مسيطرين على مصر على مدى القرون الستة التالية، نشأت بعدها حركات تمرد شعبوية تركية فتأسست الدولة الطولونية في مصر وامتدت للشام لاحقًا، كانت القاهرة مقراً للدولة العبيدية الفاطمية. مع نهاية السلالة الأيوبية، سيطر المماليك، وهم طائفة عسكرية تركية شركسية، على حوالي عام 1250م. وبحلول أواخر القرن الثالث عشر، ربطت مصر البحر الأحمر والهند والملايا وجزر الهند الشرقية. قتل الموت الأسود في منتصف القرن الرابع عشر حوالي 40٪ من سكان البلاد.

#### العصر العثماني
المقال الرئيسي  إيالة مصر

علم إيالة مصر العثمانية.

غزا الأتراك العثمانيون مصر بقيادة السلطان سليم الأول عام 1517، وبعد ذلك أصبحت مقاطعة تابعة للإمبراطورية العثمانية. لقد أضرت العسكرة الدفاعية بالمجتمع المدني والمؤسسات الاقتصادية. ضعف النظام الاقتصادي مقرونًا بآثار الطاعون جعل مصر عرضة للغزو الأجنبي. استغرق التجار البرتغاليين على تجارتها. شهدت مصر ست مجاعات بين عامي 1687 و1731. كلفت المجاعة عام 1784 ما يقرب من سدس سكانها.
كانت مصر دائمًا مقاطعة يصعب على السلاطين العثمانيين السيطرة عليها، ويرجع ذلك جزئيًا إلى استمرار قوة وتأثير المماليك، الطبقة العسكرية المصرية التي حكمت البلاد لقرون.
ظلت مصر شبه مستقلة تحت حكم المماليك حتى غزاها الفرنسيون بقيادة نابليون بونابرت عام 1798م (انظر الحملة الفرنسية على مصر ). بعد هزيمة البريطانيين للفرنسيين، نشأ فراغ في السلطة في مصر، وتبع ذلك صراع ثلاثي على السلطة بين الأتراك العثمانيين والمماليك المصريين الذين حكموا مصر لقرون، والمرتزقة الألبان في خدمة العثمانيين.

### التاريخ الحديث

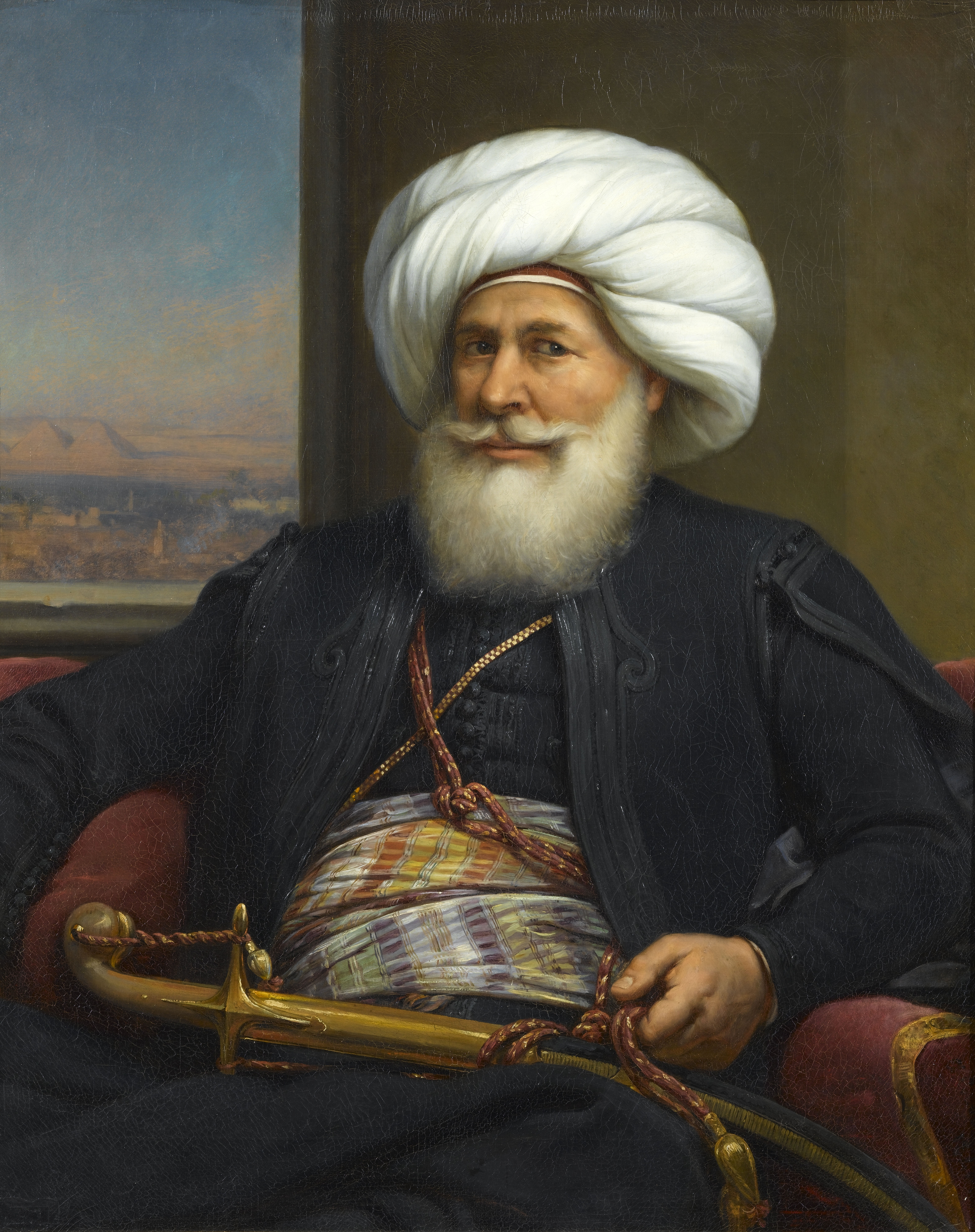
محمد علي باشا مؤسس مصر الحديثة عام 1841.

يعدّ الوالي العثماني محمد علي باشا مؤسس مصر الحديثة لما قام به من إصلاحات شملت جميع نواحي الحياة بما يتفق مع روح العصر الحديث بما في ذلك تبنيه العلمانية وفصل الدين عن الدولة نتيجة تأثره بالأوروبيين خاصة الفرنسيين خلال شبابه وتأسيس الدولة على النمط الأوروبي، فبدأ ببناء جيش مصر القوي وأنشأ المدرسة الحربية، ونشأت صناعة السفن في بولاق، والترسانة البحرية في الإسكندرية، وأصلح أحوال الزراعة والري وأنشأ القناطر والسدود والترع، وأنشأ المصانع والمعامل لسد حاجة الجيش وبيع الفائض للأهالي، وفي مجال التجارة عمل محمد علي باشا على نشر الأمن لطرق التجارة الداخلية وقام بإنشاء أسطول للتجارة الخارجية حيث ازدهرت حركة التجارة في مصر. ونشر التعليم لسد حاجة دواوين الحكومة فأنشأ المدارس على اختلاف مستوياتها وتخصصاتها وأرسل البعثات إلى أوروبا ونقل العلوم الحديثة. كما كان له أثر في ازدياد استقلالها عن الإمبراطورية العثمانية وإن ظلت تابعة لها رسميًا، مع استمرار حكم أسرته من بعده، وازداد نفوذها السياسي والعسكري في منطقة الشرق الأدنى إلى أن هددت المصالح العثمانية ذاتها.
بإتمام حفر قناة السويس 18 مارس 1869 ازدادت المكانة الجيوستراتيجية لمصر كمعبر للانتقال بين الشرق والغرب، قام الخديوي إسماعيل بنهضة شاملة وضم السودان إلى حكمه وتوغل في إفريقيا ولكن في عهده كثرت ديون مصر مما أدى إلى التدخل الأجنبي في شئون مصر الداخلية خاصةً بريطانيا التي عزلت الخديوي إسماعيل وعينت ابنه توفيق.

#### الاحتلال الإنجليزي لمصر
اُحتلت مصر خلال الحرب الإنجليزية المصرية الثانية التي دارت رحاها عام 1882 بين القوات المصرية بقيادة أحمد عرابي، والقوات البريطانية والأيرلندية، بدأ الأسطول البريطاني بقصف الإسكندرية ثلاثة أيام في الفترة بين (11 يوليو – 13 يوليو) واقتحمت قوات البحرية الإسكندرية بعد أن دمرتها بالكامل. أعلن أحمد عرابي رفضه، واستصدر من شيوخ الأزهر فتوى بتكفير الخديوي توفيق وخيانته للدولة ومساعدة العدو لاحتلال أرض مصر، وصرّح بوجوب التعبئة العامة والتجنيد لمحاربة بريطانيا. وظلت مصر ولاية عثمانية ظاهريًّا حتى الحرب العالمية الأولى؛ وأعلنت بريطانيا الأحكام العرفية والحماية البريطانية على مصر.

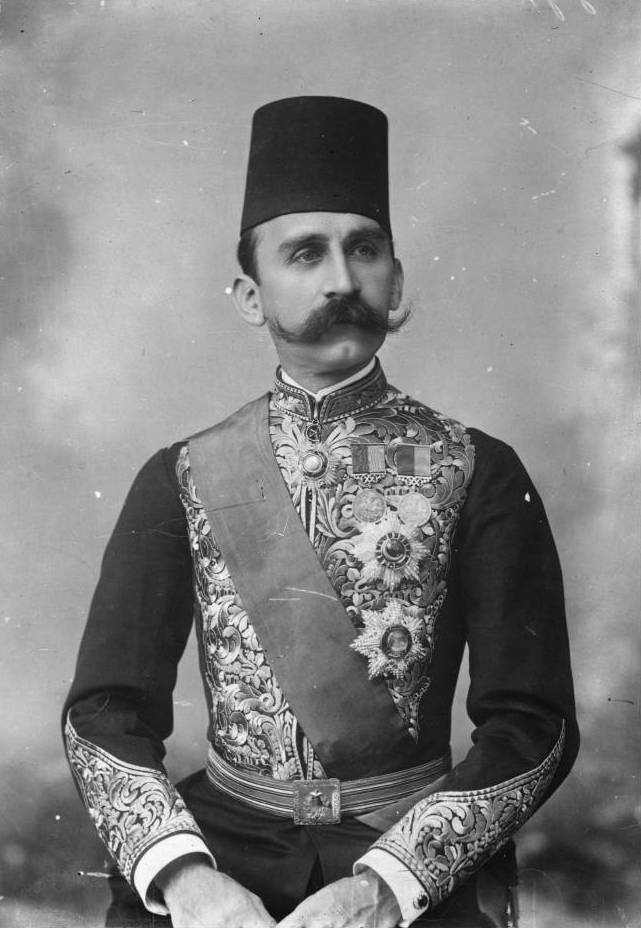
السلطان حسين كامل.

#### السلطنة
أُنشئت في ظل الحماية البريطانية على مصر السلطنة المصرية وكان أول السلاطين هو السلطان حسين كامل (1914-1917) وقد نُصِّب سلطانًا على مصر بعدما عزل الإنجليز ابن أخيه الخديوي عباس حلمي الثاني وأعلنوا مصر محمية بريطانية في 1914 في بداية الحرب العالمية الأولى. وبتغيير اسم الخديوية المصرية للسلطنة المصرية أنهت السيادة الإسمية للعثمانيين على مصر، ووظِّفت لذلك رمزية تغيير اسم الخديوية لسلطنة لمضاهاة لقب رأس الدولة العثمانية؛ «السلطان». تلك الخطوة أنهت السيادة الإسمية للعثمانيين على مصر، ثم تولى الحكم من بعده فؤاد الأول الذي لقب بسلطان مصر حتى عام 1922 وتغيّر لقبه إلى ملك المملكة المصرية.

#### الملكية

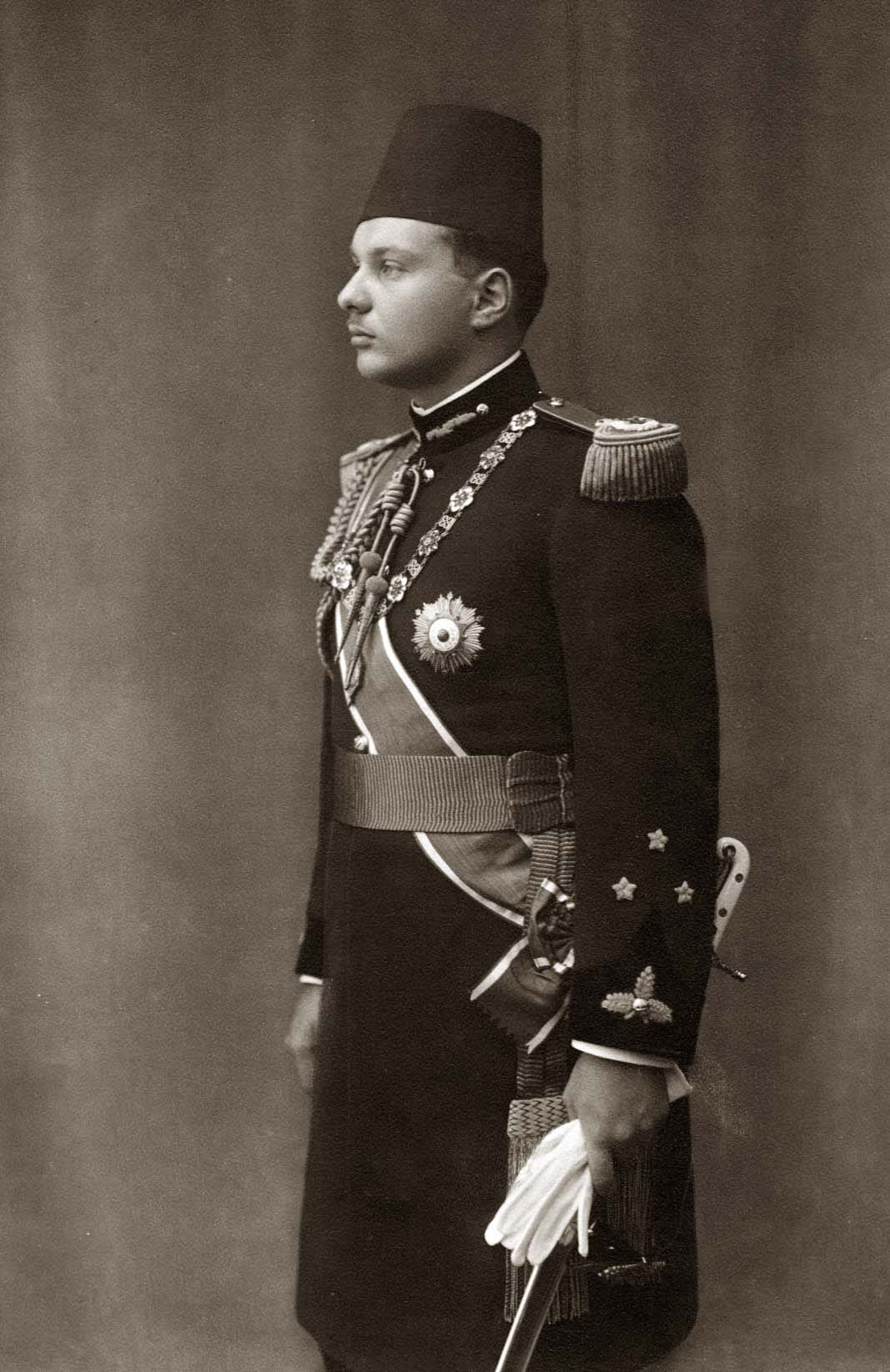
فاروق الأول، آخر ملوك مصر فعليًّا، ملك ابنه أحمد فؤاد الثاني من بعده تحت مجلس وصاية.

شعار المملكة المصرية

بعد إبعاد سعد زغلول وبدء ثورة 1919 والاضطرابات التي تبعتها، أعلنت بريطانيا من طرف واحد إنهاء حماية المملكة المتحدة على مصر بما عرف ب «تصريح 28 فبراير 1922» ليصبح هذا التاريخ هو تاريخ تأسيس المملكة المصرية. وفي عام 1923 شُكِلت «لجنة الثلاثين» التي صاغت دستور 1923، وغُيّر لقب فؤاد الأول من سلطان مصر والسودان إلى ملك مصر والسودان. تم عقد معاهدة 1936 لمدة 20 عاما بين مصر وبريطانيا، وألغتها مصر من طرف واحد يوم 8 أكتوبر 1951 وألغت معها اتفاقية الحكم الثنائي للسودان الموقعة عام 1899، ثم بدأت حرب القنال الفدائية لمدة 3 شهور حتى حريق القاهرة وإقالة آخر حكومة وفدية يوم 27 يناير 1952، ثم انقلب ضباط من الجيش المصري في 1952 على الملك فاروق الأول وأجبروه على الرحيل عن مصر والتنازل لابنه الرضيع أحمد فؤاد الثاني آخر ملوك مصر، ثم أعلنت الجمهورية يوم 18 يونيو 1953.

#### الجمهورية

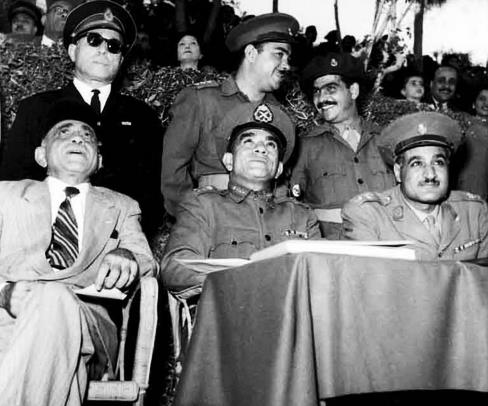
مجلس قيادة ثورة 23 يوليو 1952م.

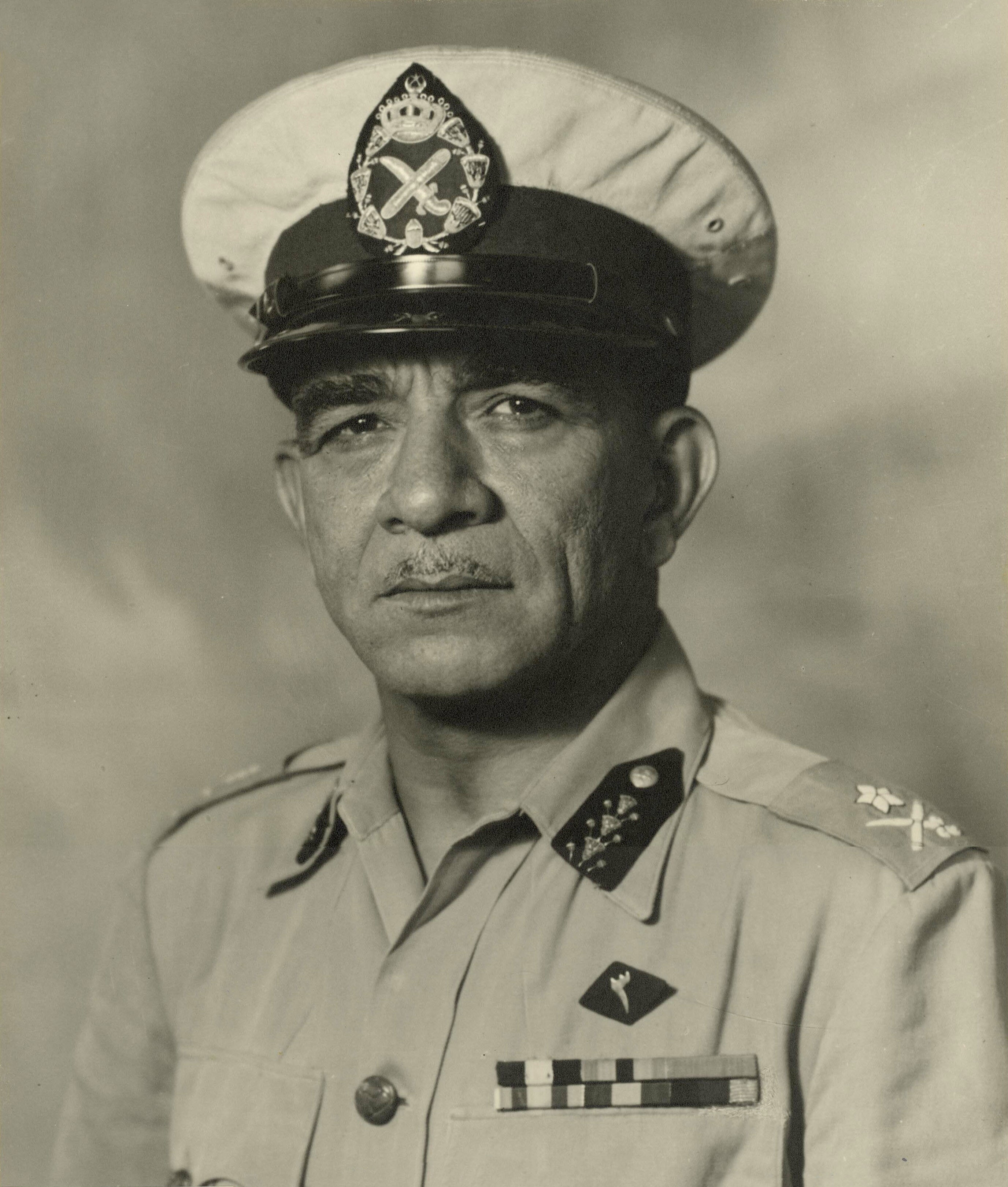
محمد نجيب الرئيس الأول لجمهورية مصر العربية.

في 23 يوليو 1952 قاد اللواء محمد نجيب تنظيم الضباط الأحرار للقيام بانقلاب عسكري للإطاحة بالملك فاروق وإجباره على التنازل عن العرش، سميت في بدايتها «الحركة المباركة» وبعد تأييد الشعب أصبحت «ثورة 23 يوليو»، وفي عام 1953 أعلنت الجمهورية واختير اللواء محمد نجيب أول رئيس للجمهورية ومجلس قيادة الثورة، ثم تلاه جمال عبد الناصر والذي قام بالعديد من المهام من أهمها اتفاقية الجلاء مع بريطانيا ومنح السودان حق تقرير المصير، بالإضافة إلى إصدار قانون الإصلاح الزراعي، في عام 1958 توحدت مصر وسوريا تحت مسمى الجمهورية العربية المتحدة ولكن تفككت عام 1961، وأنشئ السد العالي 1960-1970؛ كما شجعت الثورة حركات التحرير من الاستعمار في عدة دول مجاورة.

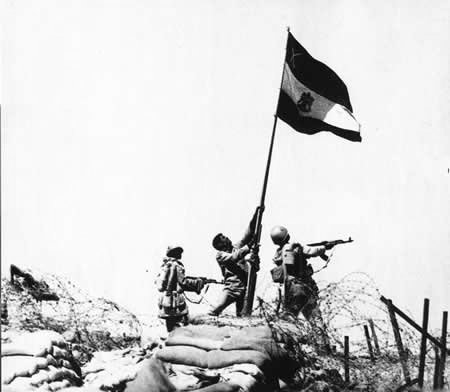
رفع العلم المصري فوق سيناء أثناء حرب أكتوبر

شنت إسرائيل في 5 يونيو 1967 هجومًا على مصر وسوريا والأردن واحتلت سيناء والجولان والضفة الغربية لنهر الأردن· فدخلت مصر حرب الاستنزاف واستمرت حتى توقيع اتفاقية وقف إطلاق النار، وفي عام 1970 توفي جمال عبد الناصر وتولى من بعده نائبه محمد أنور السادات الذي عمل على إعداد الجيش لدخول الحرب مع إسرائيل لتحرير المناطق المحتلة.
في 6 أكتوبر، 1973 في تمام الثانية ظهرًا، نفذت القوات المسلحة المصرية والقوات المسلحة العربية السورية هجومًا متزامنًا على القوات الإسرائيلية في كل من شبه جزيرة سيناء والجولان وهو ما عرف باسم حرب أكتوبر أو حرب العاشر من رمضان. بدأت الحرب على الجبهة المصرية بالضربة الجوية المصرية، وعبرت القوات المصرية إلى الضفة الشرقية واستطاعت السيطرة على الضفة الشرقية وتدمير خط بارليف، وفي 22 أكتوبر وافقت مصر على اتفاقية وقف إطلاق النار، والتي أعقبها اتفاقية فض الاشتباك الأولى والثانية.

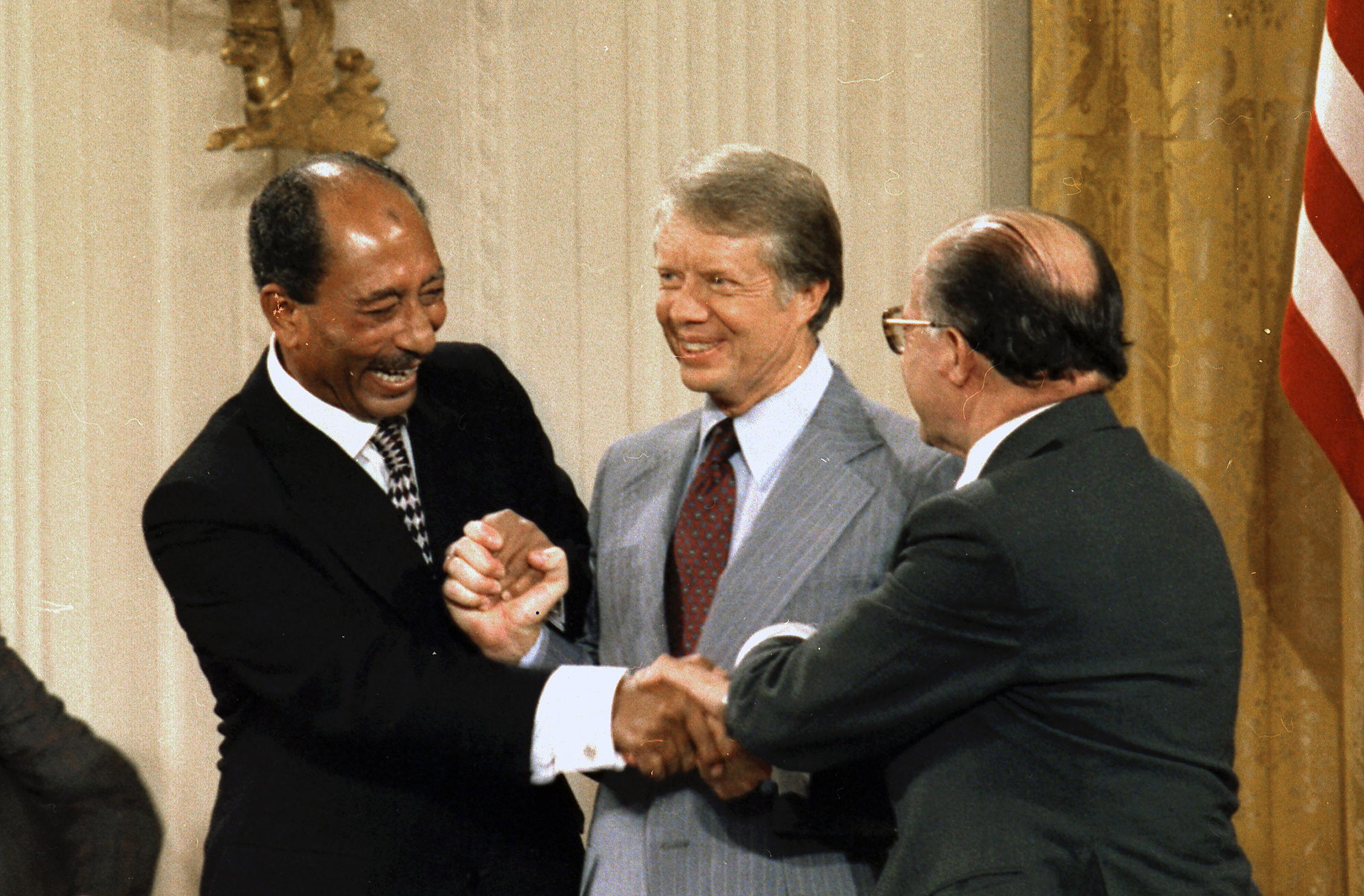
أنور السادات وجيمي كارتر ومناحيم بيغن يوقع اتفاقيات كامب ديفيد للسلام مع إسرائيل عام 1978.

في عام 1977 بادر الرئيس السادات بعقد مباحثات سلام مع الجانب الإسرائيلي لإنهاء الصراع في الشرق الأوسط، والتي أفضت إلى بمعاهدة كامب ديفيد، وحصل السادات ومناحم بيجن على جائزة نوبل في السلام، ونتج عنها انسحاب إسرائيل الكامل من سيناء في 25 أبريل 1982 عدا طابا التي أعادتها محكمة العدل الدولية فيما بعد لمصر، نتج عن هذه الاتفاقية حدوث تغييرات على سياسة العديد من الدول العربية تجاه مصر ومقاطعتها؛ إذ عُلِّقت عضوية مصر في جامعة الدول العربية من عام 1979 إلى عام 1989.
في 6 أكتوبر، 1981، قامت مجموعة من الضباط بالجيش باغتيال السادات في عرض عسكري في ذكرى حرب أكتوبر والذي توفي متأثرًا بجراحه، في أكتوبر 1981 تولى محمد حسني مبارك رئاسة جمهورية مصر العربية، باستفتاء شعبي بعد ترشيح مجلس الشعب له.
امتدت فترة حسني مبارك لما يقرب من 30 عامًا، شهدت خلالها مصر القيام بالعديد من المشروعات القومية، بالإضافة إلى بعض الأحداث الشهيرة مثل: أحداث الأمن المركزي 1986 وحرب تحرير الكويت (والتي شاركت فيها مع القوات الدولية) ومذبحة الأقصر 1997 وحادث قطار الصعيد وحادث عبارة السلام 98 ثم إضراب 6 أبريل وغيرها، حتى انتهت بأحداث ثورة 25 يناير 2011 والتي أطاحت به من الحكم.

#### ثورة 25 يناير

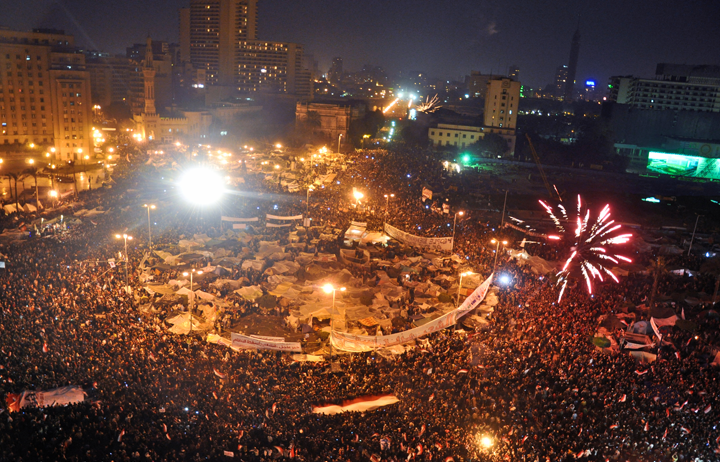
احتفالات في ميدان التحرير بعد بيان عمر سليمان الذي أعلن فيه عن استقالة حسني مبارك.

شهدت فترة حكم مبارك انتقادات واحتجاجات على تردي الأوضاع المعيشية والسياسية والاقتصادية، وانتشار الفساد خاصة في السنوات الأخيرة لحكمه، بالإضافة إلى التزوير والإقصاء في الانتخابات البرلمانية 2010. ودفع تردي الأوضاع وكذلك نجاح ثورة الياسمين في تونس إلى التفكير في تنظيم مظاهرة سلمية يوم 25 يناير 2011 (يوم عيد الشرطة) ولكنها فاقت التوقعات نتيجة تزايد أعداد المتظاهرين تدريجيا، حتى جاء يوم 28 يناير والذي سمي «جمعة الغضب» والذي شارك فيه العديد من الطوائف السياسية وفئات الشعب المختلفة، أدى قطع خطوط الاتصالات واستخدام القوة والعنف الزائد من قبل الشرطة لإخماد المظاهرات إلى زيادة حدة المظاهرات بشكل غير مسبوق، وحدث هجوم على أقسام الشرطة وقامت قوات الشرطة بالانسحاب وحدث فراغ أمني وفوضى على مستوى الجمهورية أعقبها انتشار حالات السرقة والنهب واقتحام السجون، مما دفع رئيس الجمهورية في نفس اليوم إلى إعلان حالة حظر تجول شملت محافظات مصر، وأمر بنزول قوات الجيش إلى الشوارع لحماية المرافق والمنشآت، وقام المواطنون بإنشاء لجان شعبية لحماية أماكنهم، وفي يوم 11 فبراير أعلن نائب الرئيس عمر سليمان بيانًا بتخلي مبارك عن الحكم، وتكليف المجلس الأعلى للقوات المسلحة بإدارة شئون البلاد.
تولى المجلس العسكري إدارة الفترة الانتقالية لمدة تقارب السنة والنصف، شهدت خلالها الاستفتاء على تعديلات دستورية، أعقبها إعلانًا دستوريًا ثم انتخابات مجلس الشعب (والذي تم حله لاحقًا)، ثم انتخابات مجلس الشورى، ثم أُجريت انتخابات رئاسية، وانتخب محمد مرسي رئيسا للبلاد. أعقب ذلك طرح مسودة الدستور الجديد للاستفتاء والذي تمت الموافقة عليه.

#### أحداث 2013

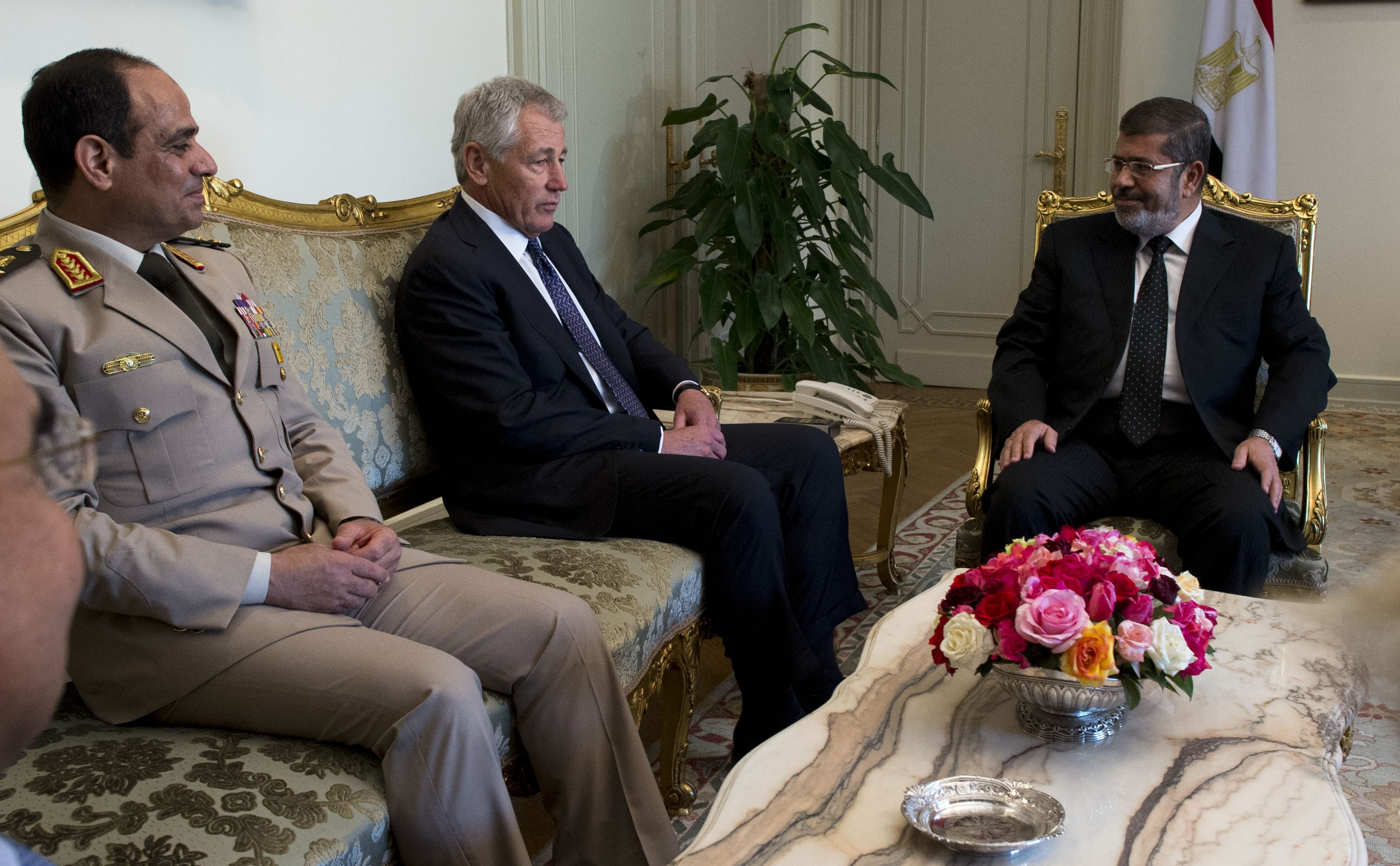
صورة الرئيس الأسبق محمد مرسي، مع تشاك هيغل وزير الدفاع الأمريكي وقتئذٍ وعبد الفتاح السيسي وزير الدفاع وقتئذٍ عام 2013.

شهدت فترة الرئيس محمد مرسي المنتمي لجماعة الإخوان المسلمين العديد من الاحتجاجات، وفي 30 يونيو من عام 2013 خرجت مظاهرات معارضة للرئيس محمد مرسي بالإضافة إلى مظاهرات أخرى مؤيدة له، قام على إثرها القائد العام للقوات المسلحة عبد الفتاح السيسي في 3 يوليو بانقلاب عسكري وإصدار بيان بمشاركة بعض ممثلي المؤسسات الدينية والمدنية وبعض الأحزاب السياسية أعلن فيه عزل الرئيس محمد مرسي من الحكم، وتنصيب رئيس المحكمة الدستورية رئيسًا مؤقتًا للبلاد لعدم وجود مجلسًا للنواب، وأُعلنت عدة إجراءات أخرى سُميت بخارطة الطريق، وهي: تشكيل حكومة جديدة وتشكيل لجنة لتعديل دستور 2012، ثم إجراء انتخابات البرلمان المصري وإجراء انتخابات رئاسية مبكرة، شهد هذا البيان تباينًا واسعًا في ردود الأفعال ما بين مؤيد ومعارض، حيث أيدت بعض الأطراف البيان واعتبروا ذلك تأييدًا لمطالب شعبية وموجه ثورية جديدة، بينما رفضه بشدة الأطراف الأخرى واعتبروا أن ما حدث هو انقلابًا عسكريًا على شرعية الرئيس.
عقب هذه البيان خرجت عدة مظاهرات واعتصامات ببعض الميادين، والتي شهدت لاحقًا عملية فض رافقتها أحداث دموية مؤسفة، وفي يناير 2014 طُرحت مسودة دستور جديد للاستفتاء والذي تمت الموافقة عليه، وفي مايو من نفس العام انتُخب عبد الفتاح السيسي رئيسًا للجمهورية.

## التقسيم الإداري
تنقسم جمهورية مصر العربية إلى 7 أقاليم، وتضم هذه الأقاليم إجمالًا 27 محافظة، كل محافظة لها عاصمة ويتبعها مراكز أو أقسام أو مراكز وأقسام معًا، المراكز الإدارية توجد في المحافظات التي بها ريف، وينقسم المركز الواحد إلى وحدات محلية؛ وعاصمة المركز أكبر بلاده وتكون مدينة، وعاصمة الوحدة المحلية تكون قرية رئيسية أو مدينة (إذا كان المركز يتبعه أكثر من مدينة)؛ والقرية الرئيسية يتبعها عدد من القرى، وكل قرية قد يتبعها عزب وكفور ونجوع. وإذا كانت عاصمة المركز مدينة كبيرة فإنها تكون قسمًا أو مقسمة لعدة أقسام ويكون لكل قسم رئيس يُسمى برئيس الحي، أما إذا كانت قسمًا واحدًا فيكون حاكمها رئيس المدينة وتقسّم لعدة أحياء صغيرة أو شياخات، ويعين رئيس المدينة رؤساء تلك الأحياء الصغيرة أو الشياخات. أما المحافظات الحضرية غير الريفية فتقسم إلى أقسام، وتكون المحافظة نفسها محافظة مدينة أي تتبع سلطة المحافظ مباشرة، وكل قسم يرأسه رئيس حي. أما المحافظات الحدودية أو الصحراوية فتقسم إلى أقسام كذلك، وكل قسم عاصمته مدينة من مدن هذه المحافظات، وكل قسم قد يتبعه عددًا من القرى الصغيرة. والحكم للقسم الواحد يكون لرئيس المدينة الذي يُعين من قِبل المحافظ مباشرة.
ظهر التقسيم الإداري المصري بشكل نظامي لأول مرة بعد توحد القطر المصري في نظام مركزي للحكم؛ حيث قسمت إداريًّا إلى ما بين 20 إلى 48 مقاطعة على رأس كل منها حاكم يديره، لكنه يتبع الفرعون ويطيعه. وعرفت البلاد نظامًا للحكم المحلي مشابهًا للنظام الحالي في عهد الاحتلال الفرنسي (1798 - 1801) حيث قسم نابليون بونابرت البلاد إلى 16 مديرية، ولما تولى محمد علي باشا حكم مصر منذ عام 1805؛ قسّم البلاد إلى 14 مديرية بجانب محافظات حضرية وقسمت كل مديرية إلى عدة مراكز كما هو معمول الآن.
| رمز      | المحافظة      | المساحة (كم2)    | عدد السكان (1 يوليو 2024) | العاصمة     | عدد المدن | عدد المراكز | عدد الأحياء | الإقليم        |
| -------- | ------------- | ---------------- | ------------------------- | ----------- | --------- | ----------- | ----------- | -------------- |
| 02       | الإسكندرية    | 2300             | 5,593,569                 | الإسكندرية  | 2         | 1           | 9           | الإسكندرية     |
| 19       | الإسماعيلية   | 5953.44          | 1,472,907                 | الإسماعيلية | 7         | 7           | 3           | القناة         |
| 28       | أسوان         | 62,726           | 1,681,130                 | أسوان       | 10        | 5           | 0           | جنوب الصعيد    |
| 25       | أسيوط         | 25,926           | 5,158,015                 | أسيوط       | 11        | 11          | 2           | وسط الصعيد     |
| 29       | الأقصر        | 2409.68          | 1,423,279                 | الأقصر      | 7         | 6           | 0           | جنوب الصعيد    |
| 31       | البحر الأحمر  | 119,099          | 409,968                   | الغردقة     | 7         | 0           | 2           | القناة         |
| 18       | البحيرة       | 9826             | 6,970,866                 | دمنهور      | 15        | 15          | 0           | الإسكندرية     |
| 22       | بني سويف      | 12,323           | 3,653,029                 | بني سويف    | 7         | 7           | 0           | شمال الصعيد    |
| 03       | بورسعيد       | 1344.96          | 795,912                   | بورسعيد     | 1         | 0           | 7           | القناة         |
| 35       | جنوب سيناء    | 31,272           | 118,659                   | الطور       | 9         | 6           | 0           | القناة         |
| 21       | الجيزة        | 13,184           | 9,634,563                 | الجيزة      | 11        | 9           | 10          | القاهرة الكبرى |
| 12       | الدقهلية      | 3538.23          | 7,117,955                 | المنصورة    | 19        | 16          | 2           | الدلتا         |
| 11       | دمياط         | 910.26           | 1,632,468                 | دمياط       | 5         | 10          | 0           | الدلتا         |
| 26       | سوهاج         | 11,218.05        | 5,834,314                 | سوهاج       | 11        | 11          | 3           | جنوب الصعيد    |
| 04       | السويس        | 9002.21          | 800,691                   | السويس      | 0         | 0           | 5           | القناة         |
| 13       | الشرقية       | 4911             | 8,007,934                 | الزقازيق    | 17        | 13          | 2           | القناة         |
| 34       | شمال سيناء    | 28,992           | 516,264                   | العريش      | 6         | 6           | 0           | القناة         |
| 16       | الغربية       | 1943.27          | 5,492,912                 | طنطا        | 8         | 8           | 4           | الدلتا         |
| 23       | الفيوم        | 6068.00          | 4,147,360                 | الفيوم      | 6         | 6           | 0           | شمال الصعيد    |
| 01       | القاهرة       | 3085.12          | 10,338,508                | القاهرة     | 0         | 0           | 38          | القاهرة الكبرى |
| 14       | القليوبية     | 1124.28          | 6,206,308                 | بنها        | 10        | 7           | 2           | القاهرة الكبرى |
| 27       | قنا           | 8979.84          | 3,704,483                 | قنا         | 9         | 9           | 0           | جنوب الصعيد    |
| 15       | كفر الشيخ     | 3466.69          | 3,761,518                 | كفر الشيخ   | 14        | 10          | 2           | الدلتا         |
| 33       | مطروح         | 166,563          | 566,280                   | مرسى مطروح  | 8         | 8           | 0           | الإسكندرية     |
| 17       | المنوفية      | 2499             | 4,793,640                 | شبين الكوم  | 9         | 10          | 2           | الدلتا         |
| 24       | المنيا        | 32,279           | 6,452,807                 | المنيا      | 9         | 9           | 0           | شمال الصعيد    |
| 31       | الوادي الجديد | 440,098          | 270,835                   | الخارجة     | 5         | 5           | 0           | وسط الصعيد     |
| الإجمالي | 27 محافظة     | 1,011,042.48 كم2 | 106,556,174 نسمة          | ـــ         | 228 مدينة | 189 مركز    | 94 حي       | 7 أقاليم       |

## خصائص السكان

### السكان

الهرم السكاني لمصر عام 2017.

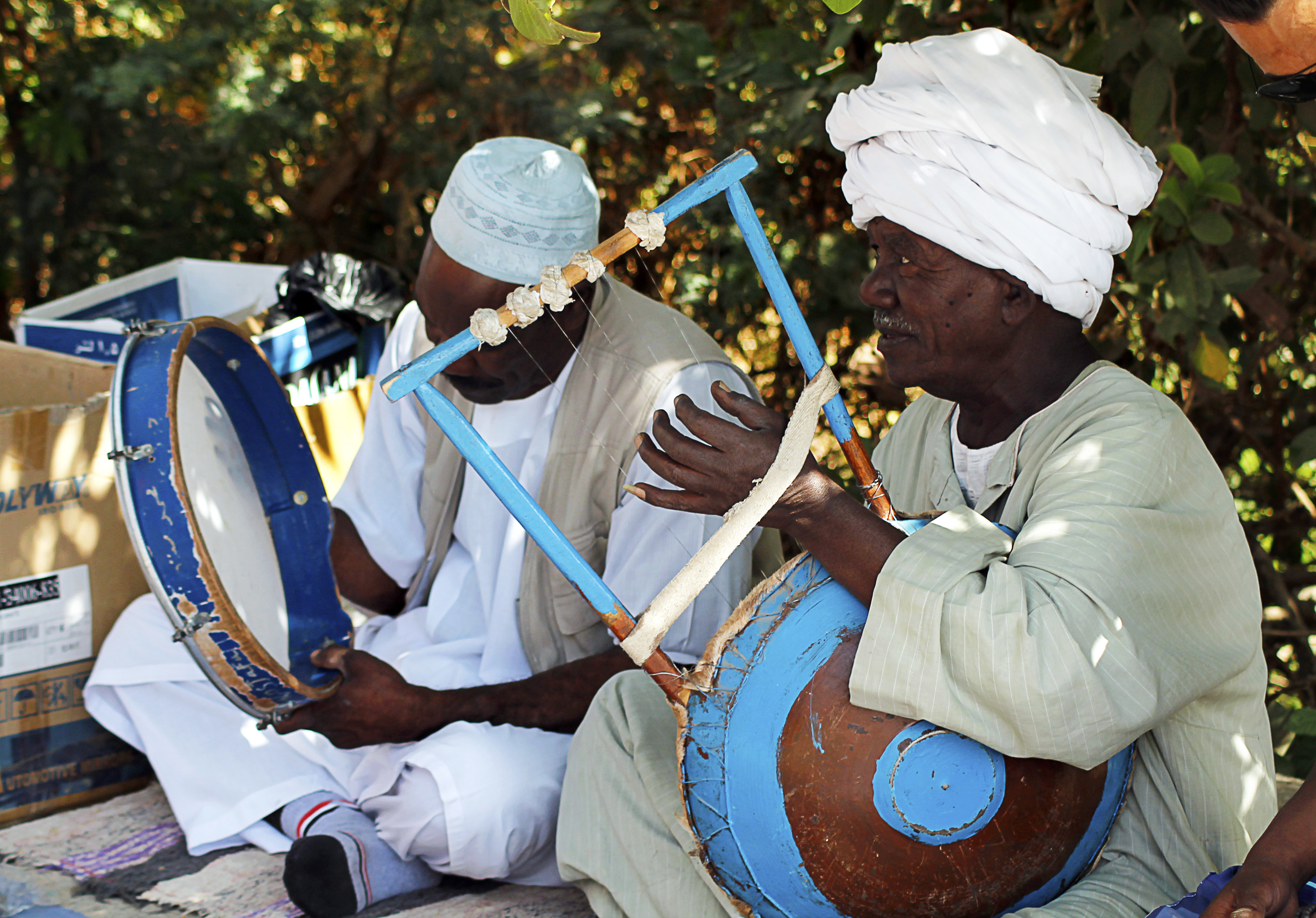
أهل النوبة في أسوان.

يتركز معظم سكان مصر في وادي ودلتا النيل (7.7%) لذلك فإن كثافة المعمور المصري من أعلى الكثافات السكانية في العالم، بينما تُعد الصحاري المصرية من أشدها إقفارًا. وقد بلغ عدد سكان البلاد 106,556,174 نسمة في تقدير 1 يوليو 2024، وهو عدد السكان داخل البلاد وعدد المغتربين 11.08 مليون نسمة في عام 2022. وبلغت معدل المواليد مولود كل 14 ثانية؛ بمعدل 4.2 فرد لكل دقيقة تقريبًا. تبلغ الكثافة السكانية للجمهورية 105.6 نسمة/كم2 بالنسبة لإجمالي المساحة في عام 2024 و937.6 نسمة/كم2 للمساحة المأهولة فقط في العام الذي قبله. وتحتل مصر المرتبة الأولى عربيًّا والمرتبة رقم 14 عالميًّا في عدد السكان.
تعدّ محافظة القاهرة أكبر محافظات الجمهورية سكانًا، حيث بلغ عدد سكانها 10 مليون نسمة تليها محافظة الجيزة 9,6 مليون نسمة. بينما تعدّ محافظة جنوب سيناء أقل المحافظات سكانًا فبلغ عدد سكانها 118 ألف نسمة تسبقها محافظة الوادي الجديد 270 ألف نسمة. وقد سُجلت أعلى كثافة سكانية مأهولة بمحافظة القاهرة 5,668.4 نسمة/كم2؛ تليها محافظة القليوبية 5,250.4 نسمة/كم2، بينما سُجلت أقل نسبة كثافة سكانية بمحافظة جنوب سيناء 8.3 نسمة/كم2 تسبقها محافظة شمال سيناء 39.8 نسمة/كم2.

### اللغة

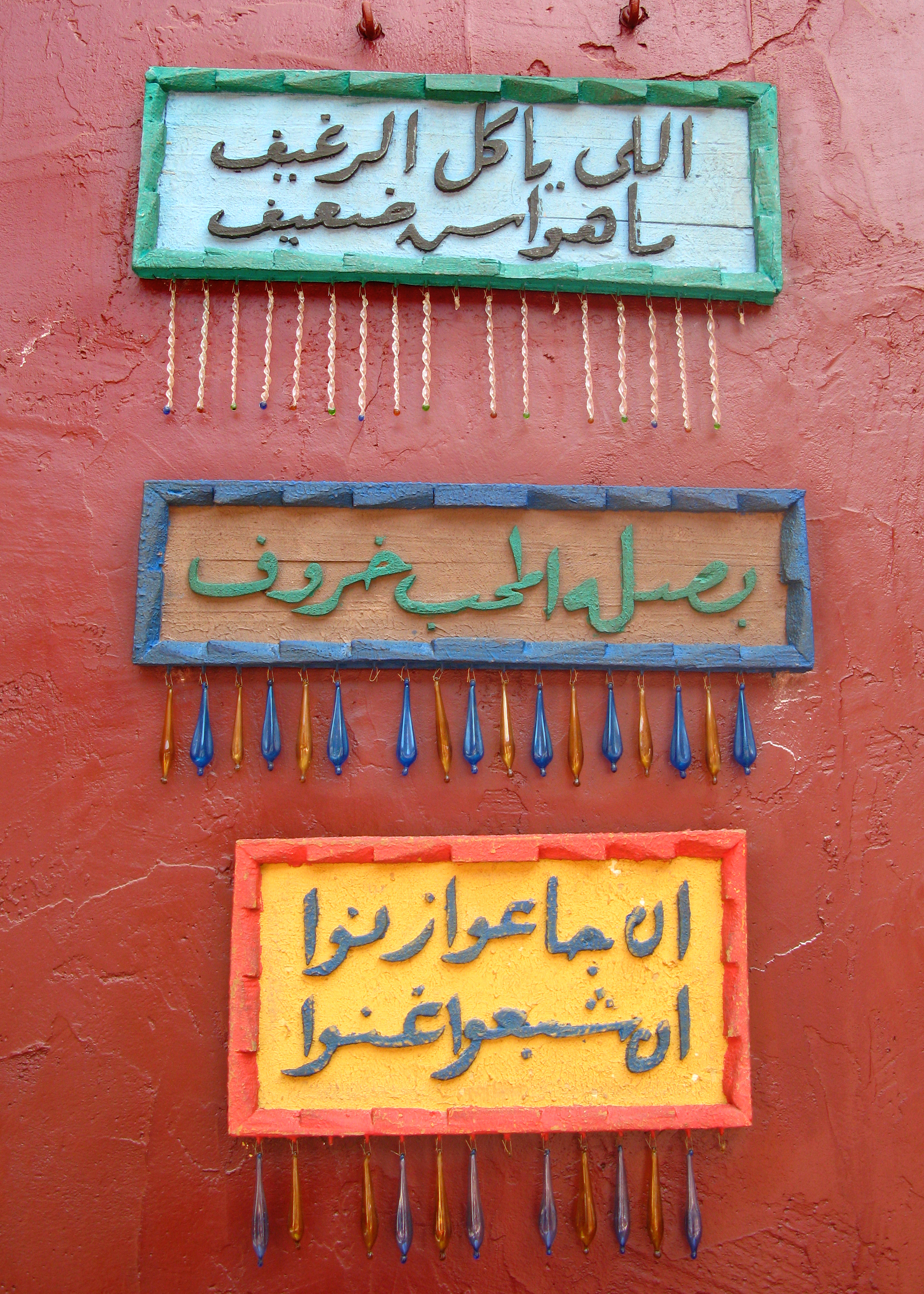
من الأمثال الشعبية باللهجة المصرية.

اللغة العربية هي اللغة الرسمية الوحيدة في البلاد بحسب الدستور المصري، وتُكتب بها المعاملات الرسمية الحكومية وغير الحكومية والرسائل العلمية للعلوم النظرية، بينما تكتب الرسائل العلمية للعلوم التطبيقية باللغة الإنجليزية. أما اللهجة المحكية فهي اللهجة المصرية، وهي لغة عربية مخلوطة ببعض الألفاظ والكلمات من العصور القديمة، وتعدّ اللهجة المصرية مفهومة في جميع أرجاء البلاد على الرغم من اختلاف اللكنات وبعض الكلمات في أرجاء مصر المختلفة، ويظهر الاختلاف بوضوح نسبي خاصةً بين مناطق الوجه البحري والصعيد والمناطق الصحراوية وسيناء.
تحدّث المصريون العربية بعد الفتح الإسلامي لمصر، وذلك بعد اعتناق أغلب المصريين للإسلام لفهم الدين خاصةً القرآن الكريم. وكان المصريون قبل ذلك يتحدثون اللغة القبطية، وهي الطور الأخير للغة المصرية القديمة، وما زالت تُستخدم في الشعائر الدينية للكنيسة القبطية الأرثوذكسية وكنائس أخرى بجانب اللغة العربية.
يتحدث النوبيون في جنوب البلاد اللغة النوبية مخلوطة بالعربية، كذلك أهل واحة سيوة يتحدثون الأمازيغية السيوية مخلوطة باللهجة المصرية. يفهم المصريون بشكل عام بعض اللغات الأجنبية خاصةً الإنجليزية وبدرجة أقل الفرنسية لتدريسها في بعض مراحل التعليم.

### الدين
| الدين في مصر (1986) | الدين في مصر (1986) | الدين في مصر (1986) | الدين في مصر (1986) | الدين في مصر (1986) |
| ------------------- | ------------------- | ------------------- | ------------------- | ------------------- |
| الدين               | الدين               |                     | النسبة المئوية      | النسبة المئوية      |
| مسلمون              | مسلمون              |                     | 94.2%               | 94.2%               |
| مسيحيون             | مسيحيون             |                     | 5.78%               | 5.78%               |
| يهود                | يهود                |                     | 0.003%              | 0.003%              |
| أخرى                | أخرى                |                     | 0.0169%             | 0.0169%             |

غالبية سكان مصر من المسلمين من أهل السنة والجماعة، مع وجود أقلية كبيرة من المسيحيين من الأقباط الأرثوذكس، وهي أكبر طائفة مسيحية عددًا في الشرق الأوسط، ويعود تاريخ المسيحية في مصر إلي القرن الأول الميلادي حيث جاء مرقس الرسول والمسيحيون الأوائل  لمصر في حوالي 33م وقاموا بالتبشير بالمسيحية وأدي لاضطهاد شديد لهم من قبل الإمبراطورية الرومانية خاصة في عهد دقلديانوس، ومع مرسوم ميلانو عام 313، أنهى قسطنطين الأول اضطهاد المسيحيين. قمعت الوثنية وفقدت أتباعها على مدار القرن الرابع وفي إحدى هذه الأحداث دمر معبد سيرابيس الكبير معقل الوثنية. وأصبحت المسيحية الدين الرسمي في مصر وظل المسيحيون غالبية سكان البلاد حتي مجئ الفتح الإسلامي لمصر في القرن السابع الميلادي مما أدي لتراجع نسبة المسيحيين تدريجيًا. والأقليات الأخرى من طوائف مسيحية أخرى بجانب اليهود. كما يظهر في البلاد أتباع لديانات وطوائف أخرى غير معترف بها كالبهائية، خاصةً أن الإحصاءات السكانية الدورية في البلاد لا تدرج إحصاءات عن أتباع الديانات والطوائف منذ إحصاء عام 1986. حيث ذكر هذا الإحصاء أن المسلمين يمثلون 94% من جملة السكان، في حين شَكّل المسيحيون 5.78%، واليهود وأتباع أي معتقدات أخرى أقل من 1% من جملة السكان. كما يوجد عدد غير معلوم من الملحدين واللادينيين.
وأهم المؤسسات الدينية العاملة في الدولة: الجامع الأزهر الذي تأسس عام 972؛ والذي يعدّ أحد أهم أعمدة الإسلام السني في العالم، ويتولى حاليًا مشيخة الأزهر الإمام الأكبر أحمد الطيب. كذلك تحتل الكنيسة القبطية الأرثوذكسية مكانة هامة باعتبارها كنيسة وطنية، فقد تأسست في القرن الأول على يد مرقس الرسول، وحاليًا يتولى رئاسة الكنيسة البابا تواضروس الثاني. كذلك تعمل عدد من المؤسسات الدينية المسيحية لترعى طوائفها مثل: الكنيسة القبطية الكاثوليكية والكنيسة الإنجيلية المشيخية والكنيسة المعمدانية المستقلة وكنيسة الروم الأرثوذكس وكنيسة الأرمن الأرثوذكس والسبتيون. أما اليهود فليس لهم مؤسسة دينية ترعاهم لقلة عددهم ولكن هناك طائفة لهم رئيستها الحالية ماجدة هارون، وتقدر أعداد اليهود في مصر بأقل من عشرين شخص.

### الجنسية والتجنس
يتم تنظيم الجنسية في مصر بحسب قواعد قانون الجنسية المصرية وكان أول قانون هو رقم 391 لعام 1956 ثم صدر القانون رقم 82 لسنة 1958 بشأن جنسية الجمهورية العربية المتحدة، ثم بعد ذلك القانون 26 لسنة 1975، ويستند قانون الجنسية المصرية على خليط من مبادئ حق الدم وحق الإقليم. وبحسب القانون يعتبر الشخص مصرياً إذا كان بالميلاد لأب أو لأم مصريين أو أحد الذين استقروا في مصر منذ 5 نوفمبر 1914 وليسوا من رعايا الدول الأجنبية وحافظوا على إقامتهم في مصر، أو من كان في 22 فبراير 1958 يتمتع بالجنسية المصرية وفقا لأحكام القانون رقم 391 لعام 1956 بشأن الجنسية المصرية.
ويمكن لغير المصريين اكتساب الجنسية المصرية عن طريق: الإقامة في مصر 10 سنوات بشكل قانوني أو إذا كانت زوجة لمواطن مصري أو لمن يولدون في مصر بشروط خاصة، أقر البرلمان المصري في 2018 تعديلات تسمح بتسهيلات لحصول الأجانب على الجنسية المصرية من المقيمين بوديعة قيمتها سبعة ملايين جنيه (350 ألف دولار أمريكي) بعد خمس سنوات بشرط أن تؤول قيمة الوديعة للخزانة العامة للدولة ويحصل على الجنسية بقرار من وزير الداخلية. كما توجد أربعة برامج أخرى للحصول على الجنسية هي شراء عقار بحد أدنى 300 ألف دولار وإنشاء مشروع استثماري بحد أدنى 450 ألف دولار ووديعة نقدية بمبلغ 500 ألف دولار لمدة ثلاث سنوات وإيرادات مباشرة بقيمة 250 ألف دولار.

## السياسة

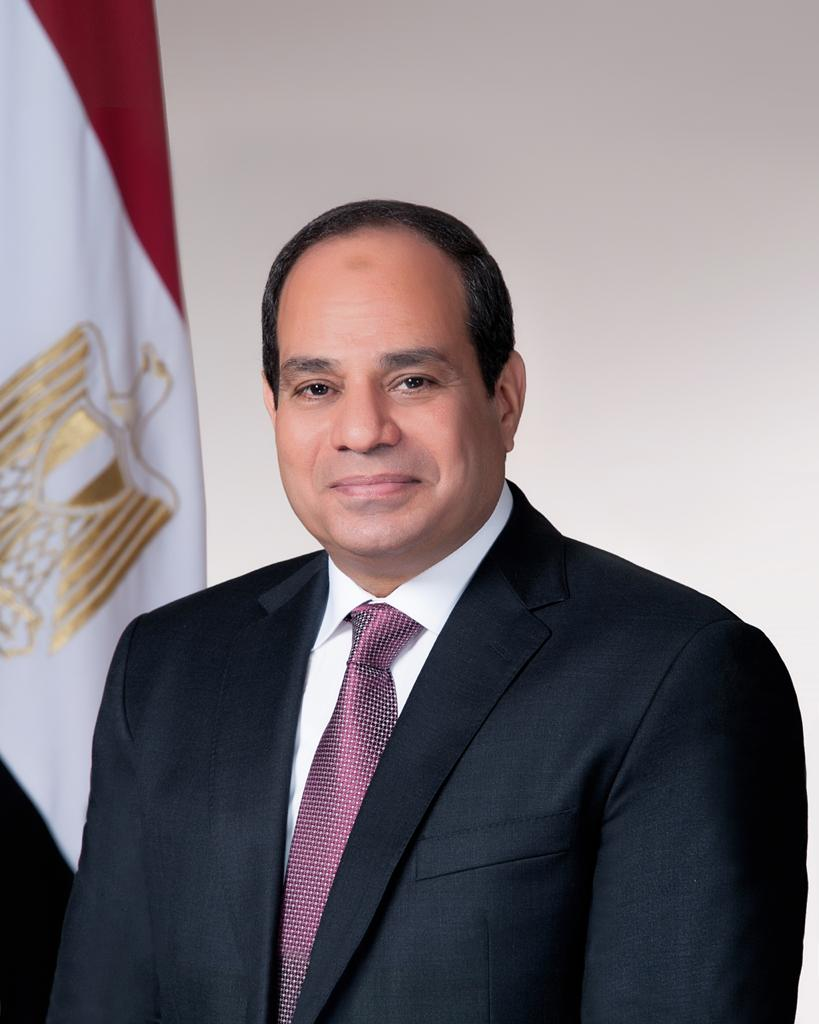
عبد الفتاح السيسي، رئيس جمهورية مصر العربية منذ يونيو 2014.

جمهورية مصر العربية دولة نظامها جمهوري ديمقراطي، وتنقسم السُلطة فيها إلى ثلاث سلطات: السُلطة التنفيذية والسُلطة التشريعية والسُلطة القضائية؛ وذلك بموجب أحكام مواد الدستور المصري،
رئيس الجمهورية هو رئيس الدولة ورئيس السلطة التنفيذية، ويُنتخب عن طريق الاقتراع العام السري المُباشر لمدة ست سنوات ميلادية، ولا يجوز إعادة انتخابه إلا لمرة واحدة، ولا يجوز له أن يشغل أي منصب حزبي طوال مدة الرئاسة. والرئيس الحالي هو عبد الفتاح السيسي منذ 8 يونيو 2014، وهو الرئيس السادس منذ إعلان الجمهورية في البلاد في 18 يونيو 1953. أما الحكومة فهي الهيئة التنفيذية والإدارية العُليا للدولة، وتتكون من رئيس مجلس الوزراء ونوابه والوزراء ونوابهم. ويتولى رئيس مجلس الوزراء رئاسة الحكومة للإشراف على أعمالها وتوجيهها، ورئيس الوزراء الحالي هو مصطفى مدبولي.
أما السُلطة التشريعية فيتولاها مجلس النواب لإقرار السياسة العامة للدولة والخطط العامة التنموية والموازنة العامة للدولة، ويمارس الرقابة على أعمال السلطة التنفيذية، وعدد أعضائه لا يقل عن 450 عضوًا ينتخبون من قِبل الشعب.
أما السُلطة القضائية فهي سلطة مستقلة، تتولاها المحاكم على اختلاف أنواعها ودرجاتها، وتنقسم إلى شقين: القضاء العادي ويرأسه رئيس محكمة النقض، والقضاء الإداري الذي يرأسه رئيس مجلس الدولة. كما توجد المحكمة الدستورية العليا وهي التي تفصل في دستورية القوانين. والقضاة المصريون -بحسب الدستور- مستقلون غير قابلين للعزل؛ ولا سُلطان عليهم من أي منصب بالدولة.
بدأت الحياة الحزبية الحقيقية في مصر منذ عام 1907 بتأسيس 3 أحزاب سياسية، وفي عام 2014 بلغ عدد الأحزاب السياسية العاملة في مصر 84 حزبًا.

### السياسة الخارجية

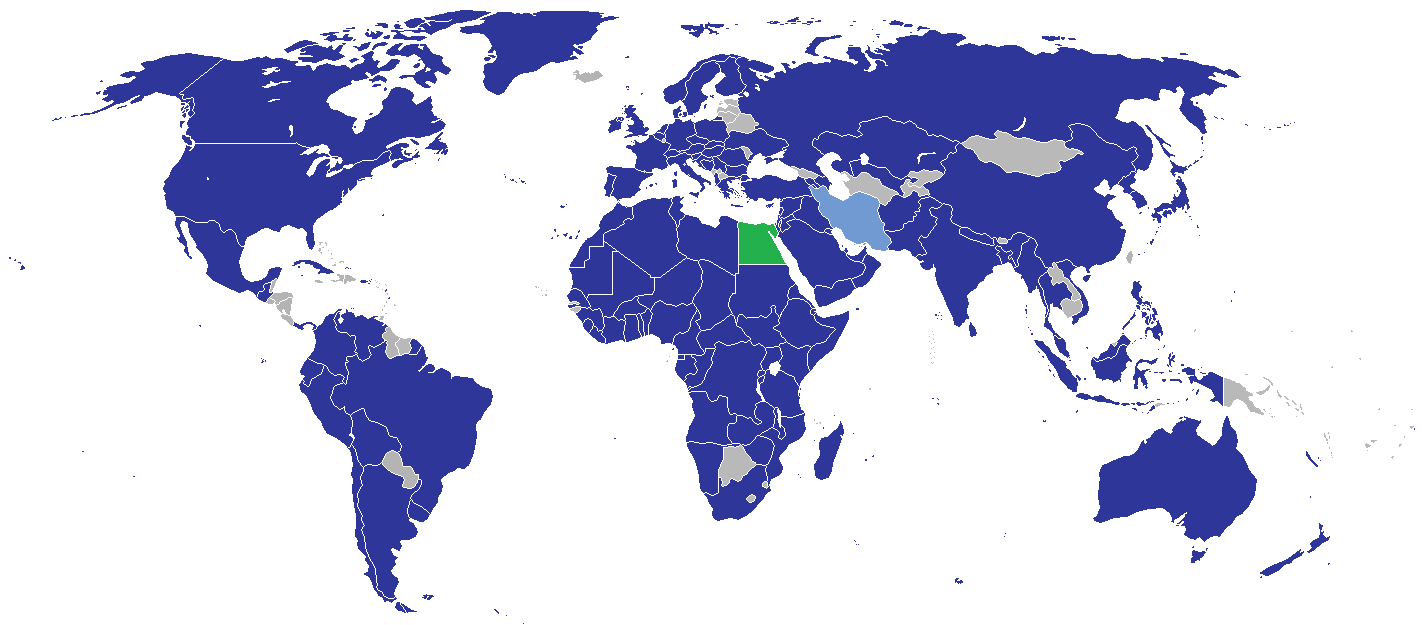
علاقات مصر الدبلوماسية:
مصر.
بعثات دبلوماسية مُقيمة.
مكاتب رعاية المصالح.
تمثيل دبلوماسي غير مُقيم.

بحسب السياسة الخارجية المصرية الرسمية؛ فإنه نظرًا لموقع الجمهورية الجغرافي الرابط للعالم القديم، ودورها التاريخي وحضارتها عبر العصور، فإن لها تأثيرًا مُباشرًا لضمان التضامن والتكامل في علاقتها العربية والإفريقية والإسلامية فيما لا يتعارض مع خصوصية واستقلال القرار المصري. لذلك تسعى السياسة الخارجية المصرية لضمان إنجاز هدفين مترابطين، الأول حماية الأمن القومي المصري والمصالح المصرية العليا، والثاني تحقيق التنمية الشاملة بأبعادها المختلفة بما يحقق الهدف الأول.
لدى مصر العديد من البعثات الدبلوماسية المتبادلة حول العالم، سواء كانت بعثات دبلوماسية مقيمة في البلد ذات العلاقة أو غير مقيمة، أو مكاتب دبلوماسية لرعاية المصالح. وذلك بالتبادل مع الدول التي تُقيم علاقات مع مصر وتتبادل معها السفراء. كذلك مصر منضمة إلى عدد من المنظمات الدولية كعضو مؤسس كما في الجمعية العامة للأمم المتحدة ومنظمة التعاون الإسلامي وجامعة الدول العربية والاتحاد الإفريقي. وحركة عدم الانحياز والمنظمة الدولية للفرنكوفونية ومجموعة الدول الثماني الإسلامية النامية، بجانب التعاون الدولي مع منظمات أخرى في النطاقات الثقافية والاقتصادية والبرلماني.
كذلك وقعت مصر على عدد من الاتفاقات الدولية من أبرزها معاهدة السلام المصرية الإسرائيلية عام 1979، وترى الخارجية المصرية أن ذلك لا يتعارض مع وضع قضية فلسطين في صدارة اهتمامات السياسة الخارجية للبلاد، وترى وجوب إنهاء احتلال إسرائيل للمناطق التي احتلتها عام 1967.

### العلم
استخدم المصريون الأعلام منذ آلاف السنين قبل توحيد القطرين. تغير العلم المصري عدة مرات مع تغير الأحداث والنظام السياسي، خاصةً في العصر الحديث ما بين الخديوية إلى السلطنة إلى المملكة ثم الجمهورية، حتى استقر العلم الحالي في عام 1984 بموجب القانون رقم 144. ويتكون من ثلاثة مستطيلات عرضيّة متساوية الأبعاد، ومكونًا مستطيل الشكل عرضه ثُلثا طوله، وهي بحسب ترتيب الألوان من الأعلى للأسفل: اللون الأحمر يدل على الإشراق والأمل والقوة، والأبيض تعبيرًا عن النقاء والسلام، والأسود يعبر عن عصور الاستعمار التي تخلصت منها مصر، في وسط المستطيل الأوسط نسر صلاح الدين وهو النسر المصري وهو من الطيور القوية بلون ذهبي وينظر ناحية اليمين ويعبر عن قوة مصر وعراقة حضاراتها. ومكتوب على قاعدته «جمهورية مصر العربية» بالخط الكوفي.
أعلام مصر خلال القرن العشرين حتى الآن

(1914-1881)
(1914–1922)
(1922–1958)
(1958–1972)
(1972–1984)
(1984-حتى الآن)

## القوات المسلحة
القوات المسلحة المصرية هي الجيش النظامي للجمهورية، وهو أقدم جيش نظامي في العالم. يتكون الجيش حاليًا من ثلاث أفرع رئيسية هي: قوات الدفاع الجوي والقوات الجوية والقوات البحرية. صُنف الجيش المصري على مدار سنوات طويلة بأنه الأقوى والأكثر عتادًا وجنودًا على المستوى العربي والإفريقي؛ وعلى المستوى العالمي يعد من ضمن أكثر الجيوش عتادًا من حيث عدد المجندين من كافة الرتب العسكرية بحوالي 468 ألف مقاتل؛ بجانب 479 ألف مقاتل على قوة الاحتياط وأكثر من 41 مليونًا قادرين على حمل السلاح. كما أن الأسطول الحربي البري والجوي والبحري هو الأكبر في إفريقيا والشرق الأوسط، وتمتلك القوات المسلحة شبكة دفاع جوي من أعقد الأنظمة في العالم وهي رابع أقوي منظومة دفاع جوي على مستوى العالم.
بدأ الجيش النظامي أول حروبه في عهد الملك مينا عام 3200 ق.م من أجل توحيد شمال وجنوب مصر بشكل دائم ونهائي. وعلى مدى تاريخه خاض الجيش المصري معارك وحروب في العديد من مناطق العالم، غالبيتها دفاعية، من أشهر هذه الحروب: حرب الهكسوس ومعركة مجدو والحرب المصرية البابلية ومعركة حطين ومعركة عين جالوت والحرب المصرية الوهابية وحرب الاستقلال اليونانية وحرب القرم وحرب استقلال المكسيك والحرب العالمية الأولى والحرب العالمية الثانية وحرب فلسطين 1948 وحرب 1956 وحرب اليمن وحرب 1967 وحرب أكتوبر 1973 وحرب الخليج الثانية والحرب على الإرهاب في سيناء. وشارك الجيش كذلك في العديد من بعثات الأمم المتحدة لحفظ السلام، وكانت أول مشاركة مصرية في عمليات حفظ السلام في الكونغو عام 1960، وساهمت مصر منذ ذلك التاريخ في 37 بعثة أممية لحفظ السلام في 24 دولة بإجمالي عدد قوات يزيد عن 30 ألف عنصر عسكري ومدني. وحاليًا لمصر وجود عسكري ضمن هذه القوات في السودان والكونغو الديمقراطية وإفريقيا الوسطى والصحراء الغربية وليبيريا ومالي وهايتي.
القائد الأعلى للقوات المسلحة هو رئيس جمهورية مصر العربية، ووزير الدفاع هو القائد العام للقوات المسلحة ورئيس المجلس الأعلى للقوات المسلحة. وزارة الدفاع هي الجهة التي تدير الجيش وأفرعه المختلفة، وتدرب المجندين بها من خلال كلياتها ومعاهدها العسكرية.
توفر وزارة الإنتاج الحربي السلاح والعتاد اللازم للجيش عبر التصنيع المحلي، أو بشراكة التصنيع مع دول أخرى، وتُصنّع الوزارة أيضًا منتجات مدنية في العديد من المجالات بجانب المنتجات الحربية  في شركاتها؛ بجانب الهيئة العربية للتصنيع التي تملك 13 مصنعًا بالإضافة لمركز بحوث التنمية العسكرية، إذ تنتج المدرعات وطائرات التدريب والصواريخ كصناعات عسكرية على سبيل المثال، وفي المجال المدني تنتج السيارات والشاشات والقطارات بأنواعها وصوامع الغلال والصناعات المرتبطة بإنتاج الطاقة المتجددة.

## الاقتصاد

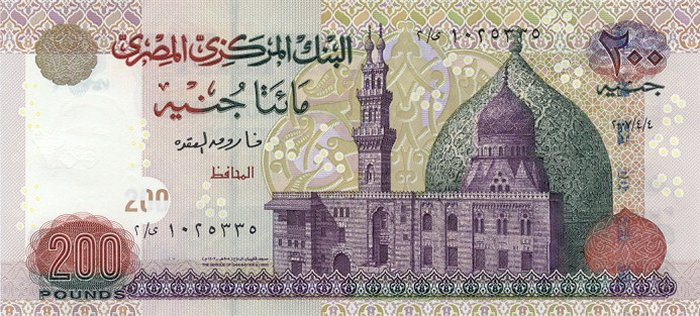
عُملة ورقية من فئة 200 جنيه مصري.

يعد الاقتصاد المصري من أكثر اقتصاديات دول منطقة الشرق الأوسط تنوعًا، حيث تشارك قطاعات الزراعة والصناعة والسياحة والخدمات بنسب شبه متقاربة في تكوينه الأساسي. ويبلغ متوسط عدد القوى العاملة في مصر نحو 26 مليون شخص بحسب تقديرات عام 2010، يتوزعون على القطاع الخدمي بنسبة 51%، والقطاع الزراعي بنسبة 32% والقطاع الصناعي بنسبة 17%. ويعتمد اقتصاد البلاد بشكل رئيسي على الزراعة وعائدات قناة السويس والسياحة والضرائب والإنتاج الثقافي والإعلامي والصادرات البترولية. والعملة الرسمية المتداولة في مصر هي الجنيه المصري منذ عام 1836 ويصدر عن البنك المركزي المصري.
انعكست مؤشرات المشهد الاقتصادي المصري في يونيو 2014 في شكل معدلات تضخم مرتفعة تتراوح بين 10% و 11%، وتراجع معدلات النمو الاقتصادي إلى حدود 2%، وذلك أدى لزيادة معدل البطالة لتسجل ما بين 13% و 14% من جملة القوة العاملة. وقد قدرت استخدامات الموازنة العامة للدولة للسنة المالية 2014 - 2015 بمبلغ حوالي 1 تريليون و 16 مليارًا و 606 مليون جنيه.

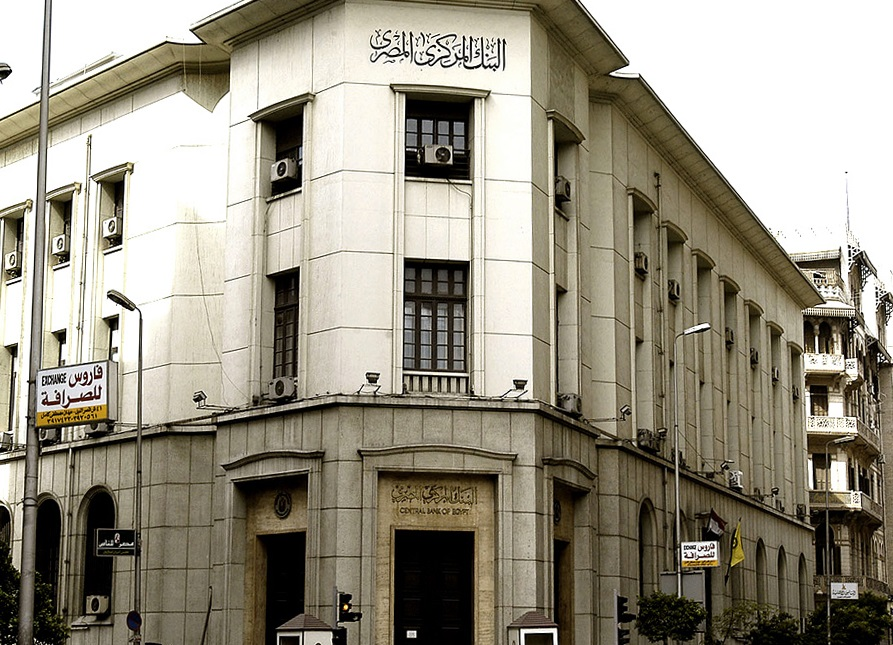
مقر البنك المركزي المصري.

تشير بيانات النصف الأول من العام المالي 2013 - 2014 إلى تحقيق معدل نمو قدره 1.2% للناتج المحلي الإجمالي، وهو معدل انخفض بشكل كبير عن الطاقات المتاحة في الاقتصاد، وذلك تأثرًا بتراجع معدل النمو في معظم القطاعات وتحقيق قطاعي الصناعات الاستخراجية والسياحة لمعدلات نمو سالبة تأثرًا بمراحل الانتقال السياسي والأحوال الأمنية ما بين عاميّ 2011 و 2014. فقد تراجع معدل نمو قطاع السياحة بنحو 30%، كما تراجع معدل نمو الصناعات الاستخراجية بنسبة 4% خاصةً قطاع استخراج الغاز الطبيعي. وعلى نحو آخر، يعدّ كلا من قطاعيّ الزراعة والحكومة العامة من أهم القطاعات المحركة للنمو خلال النصف الأول من العام المالي 2014 - 2015، حيث سجلا معدلات نمو تقدر بـ3.5% و 5.5% على التوالي، كما شهد قطاع الصناعات التحويلية غير البترولية والتشييد والبناء معدلات نمو تبلغ 2.3% و 3.9% على التوالي.
في العام 2016، لجأت الحكومة المصرية إلى طلب تمويل من صندوق النقد الدولي لتدبير فجوة تمويلية، وذلك لتمويل برنامج إصلاح اقتصادي تتباه الدولة بهدف استعادة استقرار الاقتصاد الكلي وتمهيد السبيل لنمو قابل للاستمرار على المدى الطويل. في نفس العام وقعت مصر اتفاقية مع صندوق النقد الدولي على قرض لمدة ثلاث سنوات بقيمة 12 مليار دولار أمريكي. ويؤيد البرلمان إلى حد كبير السياسات التي طرحها الرئيس عبد الفتاح السيسي، والتي من شأنها أن تسهل من تنفيذ الإصلاحات الهيكلية الحساسة اجتماعيا. غير أن المخاطر القصيرة الأجل الناجمة عن التحديات الأمنية والأثر الاجتماعي للانتقال إلى التعويم الحر للجنيه في نوفمبر 2016 لا تزال ذات أهمية. أرتفع النمو الاقتصادي من 4.2٪ إلى 5.3٪ خلال السنة المالية 2017/2018، بينما انخفض معدل البطالة من 12٪ إلى 9.9٪. وبحسب معدل النمو، ساهم التحسن في البنية التحتية وزيادة الاستثمارات في رفع الناتج المحلي الإجمالي إلى 5.3 في المائة من 4.2 في المائة. وصل النمو الاقتصادي المصري في عام 2019 الي5.6٪ وفي عام الوباء 2020 الاقتصاد المصري أبدى قدرا كبيرا من التماسك والصلابة والقدرة على التعامل مع تداعيات جائحة كورونا، حيث أشارت البيانات المعلنة من قبل صندوق النقد الدولي إلى تحقيق الاقتصاد المصري ثاني أعلى نمو اقتصادي عالمي في هذه الفترة بمعدل قدره 3.6%، إلى جانب كون مصر ضمن 15% فقط من الدول التي حققت معدل نمو إيجابيا على مستوى العالم، والوحيدة التي حققت أعلى من 2% خلال 2020 في منطقة الشرق الأوسط وشمال إفريقيا.

### التجارة

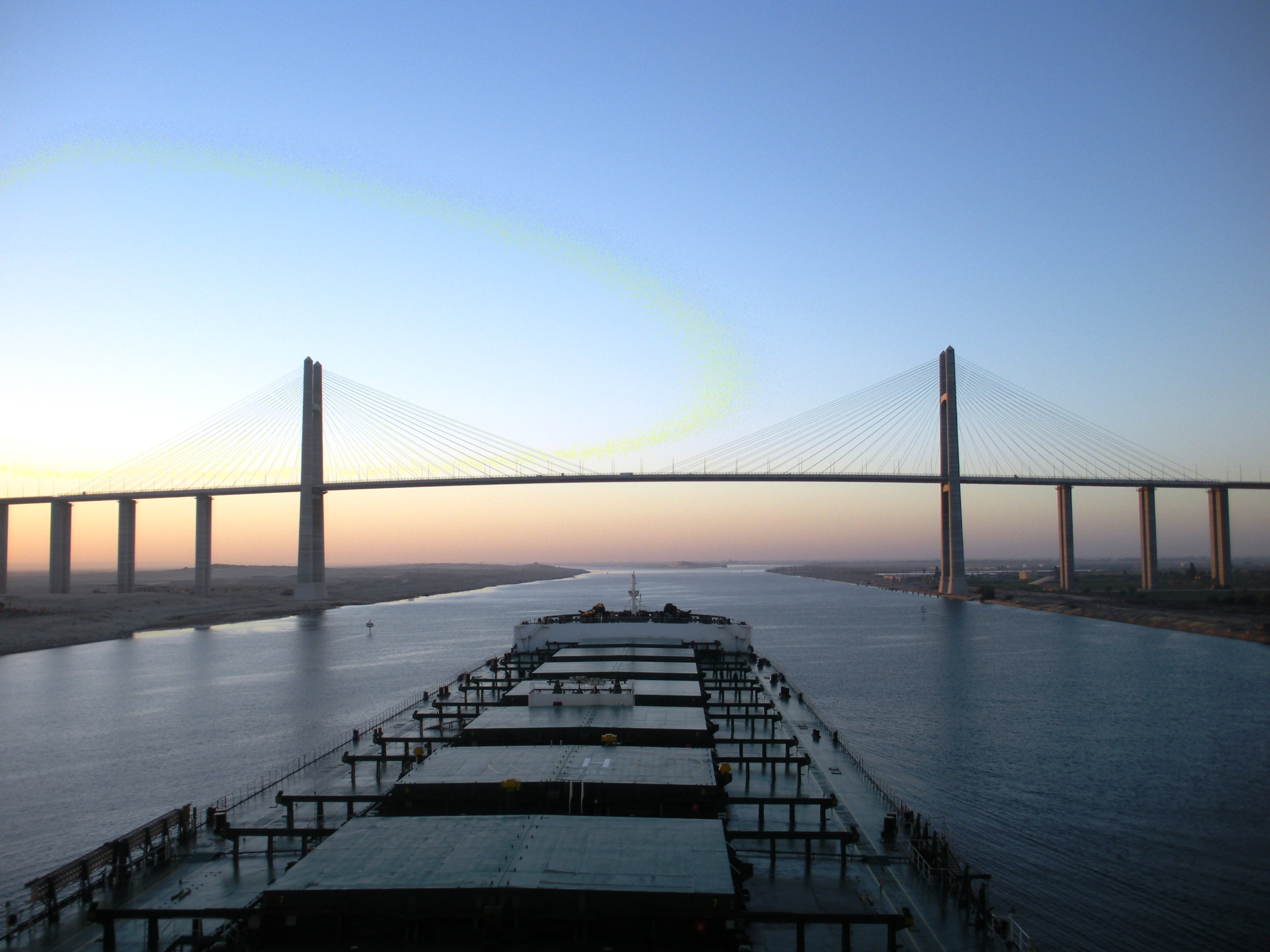
قناة السويس

يرجع تاريخ التجارة في مصر إلى عهد الدولة القديمة، حيث ظهرت نقوش على المعابد لرحلات تجارية مع الفينيقين وبلاد النوبة، ساهم الموقع الفريد لمصر لكونها ملتقى قارتي آسيا وإفريقيا في أن تكون من الدول الرائدة في التجارة، حيث كانت الرحلات التجارية بين المشرق والمغرب تمر بها، وفي أواخر الدولة المملوكية قلت حركة التجارة بها نتيجة اكتشاف رأس الرجاء الصالح، ولكن في 1969 وعقب افتتاح قناة السويس أصبحت مصر مركزا هاما للتجارة بين دول العالم. حيث تتحكم القناة حاليًا بنحو 40% من حركة السفن والحاويات في العالم، ويعبر من خلالها سنويًّا نحو 8% من حركة التجارة العالمية المنقولة عبر البحار.
من أهم المنتجات التي تصدرها مصر إلى الخارج النفط ومشتقاته والقطن والمنسوجات والمنتجات المعدنية والكيماويات والمنتجات الزراعية. وأهم الواردات الآلات والمعدات والمركبات والمنتجات الغذائية والكيماويات ومنتجات الأخشاب والمنتجات المعدنية والوقود والزيوت الصناعية، وتعدّ الأسواق الأوروبية من أهم محطات الصادرات المصرية نتيجة الاتفاقيات المبرمة مع المفوضية الأوروبية أبرزها اتفاقية يوروميد لإنشاء منطقة تجارة حرة للبحر المتوسط، تبلغ قيمة الصادرات المصرية عام 2014 نحو 198 مليار جنيه بينما تبلغ قيمة الواردات 457.8 مليار جنيه.
من أبرز الاتفاقيات المبرمة هي اتفاقية الجات التي انضمت لها عام 1978، وفي عام 1998 انضمت إلى اتفاقية الكوميسا، بالإضافة إلى أنها عضو في منظمة التجارة العالمية منذ عام 1995، وعضو في منطقة التجارة العربية الحرة الكبرى منذ عام 1997، والسوق العربية المشتركة ومجموعة الـ15 ومجموعة الثماني الإسلامية ومنظمة الدول العربية المصدرة للنفط ومنظمة التعاون والتنمية الاقتصادية. كما أن مصر موقعة على عدد من الاتفاقيات الاقتصادية مثل اتفاقية الكويز واتفاقية المشاركة الأوروبية واتفاقية أغادير واتفاقية التجارة الحرة مع دول الميركوسور، بالإضافة إلى بروتوكولات تعاون تجارية مع بعض الدول.

### الزراعة

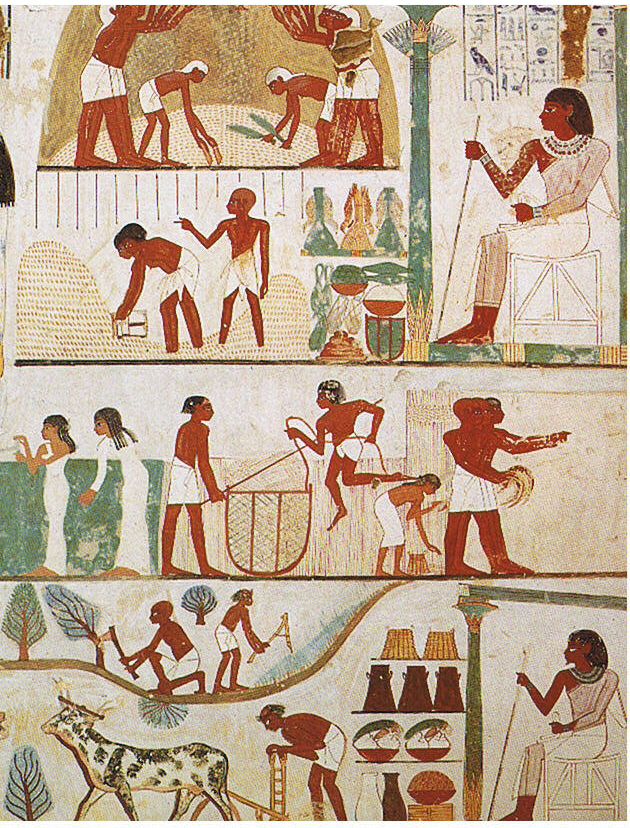
مراحل الزراعة القديمة، لوحة من مقبرة نخت، أسرة طيبة الثامنة عشر.

ظهرت الزراعة في مصر نحو عام 6000 قبل الميلاد، حيث دلت الدراسات التاريخية على أن سكان مدينتي مريدة بني سلامة والفيوم كانوا عارفين بفنون الزراعة حوالي عام 5500 قبل الميلاد. وبشكل عام فقد ارتبطت الزراعة المصرية بنهر النيل. يعد المصريون القدماء أصحاب أقدم مدرسة للري في التاريخ، حيث أرسوا قواعد الري الحوضي على أسس هندسية دقيقة، وأقاموا السدود وشقوا القنوات وأقاموا بعض شبكات الري لتوزيع المياه وتخزينها، وأنشئوا المقاييس لتحديد ارتفاع مياه النيل وتقدير الضرائب على أساسها، وأثر ذلك بالإيجاب في تقدّم المصريين القدماء في علوم الفلك والحساب والإحصاء والمساحة. وقد اقتصرت الزراعة في تاريخ البلاد القديم على المحاصيل الغذائية التقليدية كالحبوب ومحاصيل البقول، وعلى محاصيل الصناعة والدباغة والكتان والقرطم والنيلة، وعرفت الزراعة المصرية الحديثة نفس هذه المحاصيل وأضيف لها محاصيل دخيلة كالأرز والقطن وقصب السكر. وأثر هذا التغير على الهدف من الإنتاج كذلك بجانب المُركَّب المحصولي مقومات الإنتاج، وإذا كانت الزراعة القديمة قد عرفت هدف الإنتاج للاستهلاك المحلي أساسًا؛ فقد عرفت الزراعة الحديثة الإنتاج للاستهلاك المحلي والتصدير، وبالتالي أضاف الإنتاج الزراعي إلى أهميته التي تتمثل في الإشباع المحلي أهميته في تجارة الصادر، ولكلا الهدفين ارتباطه بالعمالة والدخل القومي من المؤشرات التي تُشير إلى أهمية الإنتاج الزراعي في مصر. فقد ظلت الزراعة هي المصدر الرئيسي للدخل القومي للبلاد حتى عام 1950؛ فقد كان الدخل من الزراعة يكوّن 60% من جملة الدخل القومي، وانخفضت هذه النسبة إلى 15.6% عام 1985، ويعزي ذلك إلى نمو واضح في قطاعات النشاط الاقتصادي الأخرى. وحاليًا يعمل بالقطاع الزراعي نحو 30% من إجمالي قوة العمل، كما يسهم بنحو 14.8% من الناتج المحلي الإجمالي، وتسهم الصادرات الزراعية بحوالي 20% من إجمالي الصادرات السلعية، وهو ما يجعل القطاع الزراعي أحد موارد الدخل القومي الهامة.
تبلغ مساحة الرقعة الزراعية في مصر 8.5 مليون فدان، أي حوالي 3.5% من إجمالي مساحة مصر، وساهمت مشروعات التنمية الزراعية الرأسية في أن تصل المساحة المحصولية إلى 15.2 مليون فدان في عام 2007. تنقسم الزراعة في مصر إلى ثلاثة مواسم زراعية، هي الموسم الشتوي والموسم الصيفي والموسم النيلي، بالإضافة إلى الزراعات المستديمة أو السنوية التي يمتد موسم إنتاجها إلى سنة زراعية كاملة أو عدة سنوات مثل محصول قصب السكر ومحاصيل الفاكهة والأشجار الخشبية.

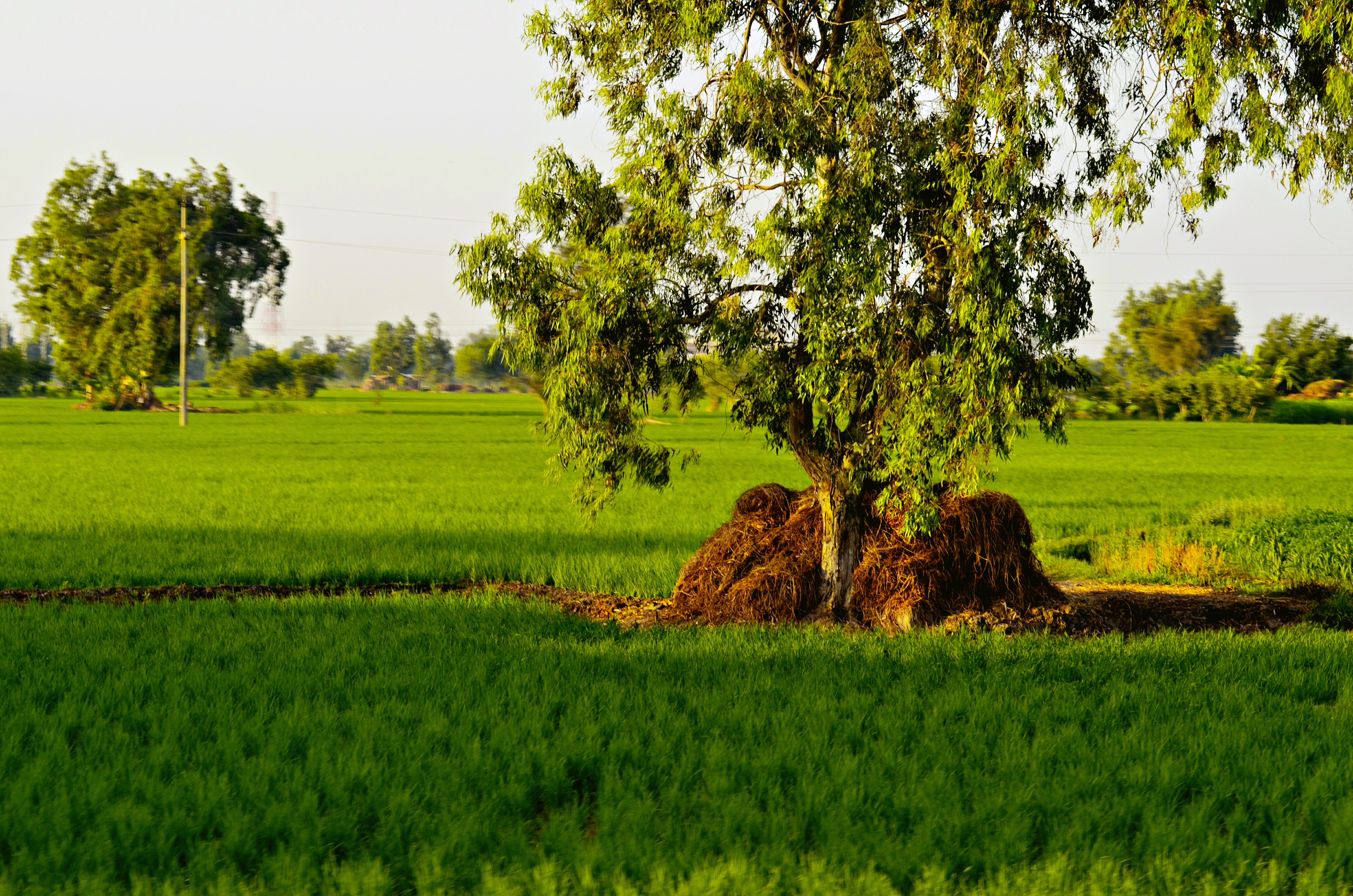
صورة أراضي زراعية في دلتا النيل.

شهدت مصر تطورًا هامًّا في مشروعات الري الحديثة منذ بدء القرن التاسع عشر من خلال إنشاء عدد من مشروعات الري من حفر ترع مثل ترعة الإبراهيمية والرياح البحيري والرياح التوفيقي والرياح المنوفي، إضافة إلى إقامة قناطر وخزانات مثل القناطر الخيرية وسد أسوان، وترتب عليها زيادة الأراضي الزراعية في مصر وإدخال نظام الري الدائم في الوجه البحري بدلًا عن ري الحياض. كذلك شهدت مصر مشروعات حديثة للري واستصلاح الأراضي مثل السد العالي ومشروع توشكى وترعة السلام وشرق العوينات ودرب الأربعين.
شكلت الصادرات الزراعية مصدرًا مهمًا للدخل القومي، وقد ارتفعت قيمة الصادرات الزراعية من 471 مليون جنيه في بداية ثمانينيات القرن العشرين لتصل إلى نحو 6.79 مليارات جنيه مع بداية القرن الواحد والعشرين، ويأتي في مقدمة الصادرات القطن الخام، ويليه محصول الأرز بنسبة تبلغ 40% من إجمالي الصادرات الزراعية، ثم صادرات البطاطس والبرتقال. وتأتي أسواق الاتحاد الأوروبي في مقدمة الأسواق المستقبلة للصادرات المصرية حيث يستوعب 42% من إجمالي الصادرات الزراعية.

### الصناعة

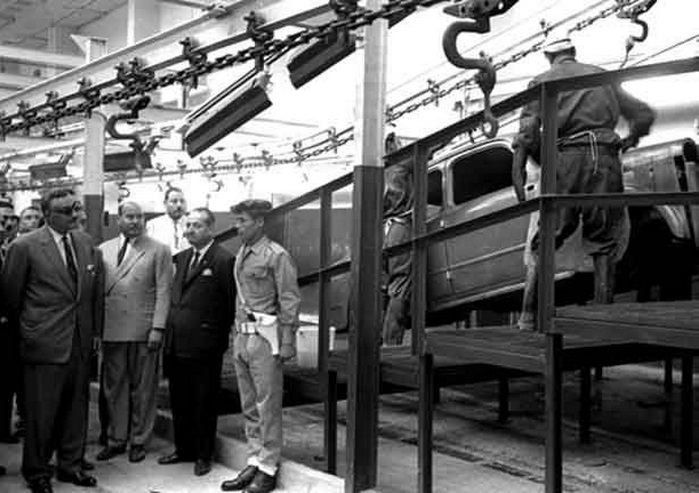
الرئيس الأسبق جمال عبد الناصر يفتتح مصنع شركة النصر لصناعة السيارات في حلوان عام 1963.

بدأت الصناعة في مصر منذ بدء حضارة مصر القديمة، فقد عرف قدماء المصريين استخراج المعادن كالنحاس والذهب والفضة وتصنيعها، كذلك عرفوا صناعة الآلات والأدوات الزراعية والمعدات الحربية وبناء السفن، وصناعات أخرى مثل المنسوجات الكتانية والزيوت والحلي، واستمرت هذه الصناعات مع تطورها حسب كل حقبة. ومع بداية القرن التاسع عشر، بدأ محمد علي باشا في إرساء سياسة صناعية كبيرة فأدخل صناعات جديدة، وكانت الصناعة في عصره متقدمة وتشمل على سبيل المثال صناعة المنسوجات وصناعة السكر وعصر الزيوت ومضارب الأرز والصناعات الحربية؛ وأقام ترسانة لصناعات السفن ومصانع لتحضير المواد الكيماوية.
بعد إعلان الجمهورية عام 1953، بدأت الدولة في الاهتمام بالصناعات الثقيلة مثل صناعة الحديد والصلب والصناعات التعدينية والبترولية والصناعات الكيماوية بجانب التوسع في صناعات الغزل والنسيج والصناعات الغذائية. والفترة بين نكسة عام 1967 وحرب 1973 كانت مؤثرة بشكل كبير على القطاع الصناعي بالسلب، ليبدأ بالانتعاش تدريجيًّا بعد الحرب خاصةً بعد إصدار قانون عام 1974 يهدف تشجيع الاستثمار الصناعي في البلاد وجذب أموال المصريين وغير المصريين من الخارج، وأعقب ذلك إعلان سياسة الانفتاح الاقتصادي.
يُشير إحصاء تمّ عام 2012 إلى أن عدد المنشآت الصناعية المسجلة بلغ 33,046، بقيمة إنتاجية 707,410 ملايين جنيه، وبتكلفة استثمارية 533,999 مليون جنيه، وبلغ عدد العمال في هذه المنشآت 1,786,727 عامل، وبلغت قيمة الأجور المسددة للعمال 19,537 مليون جنيه. ومن أشهر وأهم المدن الصناعية في مصر: القاهرة وشبرا الخيمة وحلوان ومدينة السادات والعاشر من رمضان والسادس من أكتوبر والإسكندرية والمحلة الكبرى ونجع حمادي وكفر الزيات وكفر الدوار والسويس.

### السياحة
تعد مصر مقصدًا للسياح على مر العصور لما تمتلكه البلاد من مقومات سياحية تضعها على الخريطة العالمية للسياحة. كذلك تعد السياحة مصدرًا هامًا للدخل القومي المصري. وقد بلغ عدد السائحين الذين زاروا مصر عام 2010 أكثر من 14.7 مليون سائح، وانخفض إلى 9.8 مليون في 2011. وارتفع عدد السائحين في 2012 إلى 11.5 مليون، لكنه تراجع إلى 9.5 عام 2013، وبدأ يتزايد تدريجيًّا عام 2014؛ خاصةً السياح العرب. يمكن تقسيم السياحة في مصر إلى أربعة أنواع رئيسية:

#### السياحة الترفيهية

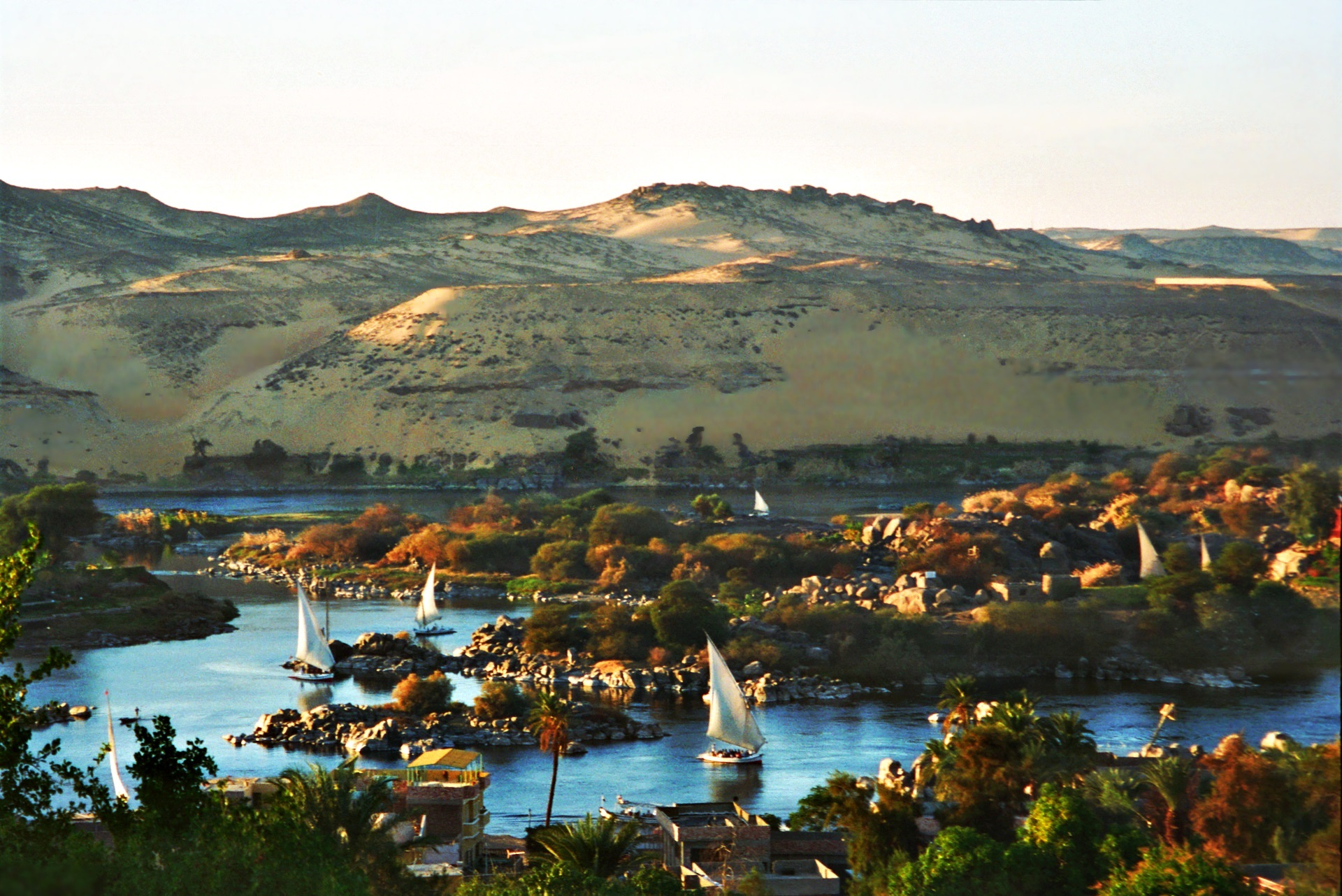
النيل في أسوان.

تجتذب مقومات السياحة الترفيهية المختلفة عددًا كبيرًا من السائحين من جميع أنحاء العالم، نظرًا لما تتصف به مصر من شواطئ متميّزة بطول أكثر من 3,000 كم على سواحل البحرين الأبيض المتوسط والأحمر، والتي تُعرف كذلك بسياحة الشواطئ. كذلك السياحة في نهر النيل.
تطل محافظات جنوب سيناء والسويس والبحر الأحمر على البحر الأحمر، وتشتهر هذه المناطق بالمياه الصافية والشعاب المرجانية الملونة والتي تضم 75 نوعًا منها، كذلك الأسماك النادرة، مما سَهل القيام بالرياضات البحرية كالغوص والغطس كما في شرم الشيخ ودهب ونويبع وطابا ورأس سدر. كذلك قرب سلسلة جبال البحر الأحمر من الشاطئ هيأ الفرصة لإقامة المخيمات والمعسكرات الشاطئية في السهل الواقع بين الشاطئ والجبال أو المخيمات والرحلات الجبلية، وذلك منتشر في مدن كالغردقة وسفاجا والقصير. أما شبه جزيرة سيناء فتمتاز بطبيعتها البحرية والجبلية معًا وإطلالها على البحر المتوسط والبحر الأحمر بخليجيه السويس والعقبة معًا وتشتهر كذلك بالمنتجعات السياحية التي تعمل طول العام. أما منطقة الساحل الشمالي وهو ساحل البحر المتوسط؛ تمتاز بكثرة قراها السياحية الممتدة على طول الساحل؛ خاصةً جهة الشمال الغربي بين الإسكندرية والسلّوم.
وبالنسبة للسياحية في النيل فهي تأخذ شكل الرحلات السريعة بالمراكب الصغيرة التي تعمل في العديد من المدن المطلة على النهر لرؤية المعالم من وسط النيل، كذلك يعج النهر بالبواخر النيلية والفنادق العائمة والتي تسير من القاهرة إلى الأقصر وأسوان والعكس مرورًا بكافة مدن الصعيد المطلة على النهر، ولها مراسي خاصة في كل مدينة لرؤية معالم كل مدينة ذات معالم هامة على حدة.

#### السياحة الثقافية
تعد السياحة الثقافية والأثرية من أهم وأقدم أنواع السياحة في مصر إذ إن مصر بها العديد من الآثار الفرعونية واليونانية والرومانية والمتاحف، وقد نشأت السياحة الثقافية منذ اكتشاف الآثار المصرية القديمة وفك رموز الحروف الهيروغليفية وحتى الآن لا تنقطع بعثات الآثار والرحالة السائحين ومؤلفي الكتب السياحية عن مصر وقد صدرت مئات الكتب بلغات مختلفة وكانت وسيلة لجذب السياح من كل أنحاء العالم لمشاهدة مصر وآثارها وحضاراتها القديمة من خلال متاحفها القومية والفنية والأثرية.

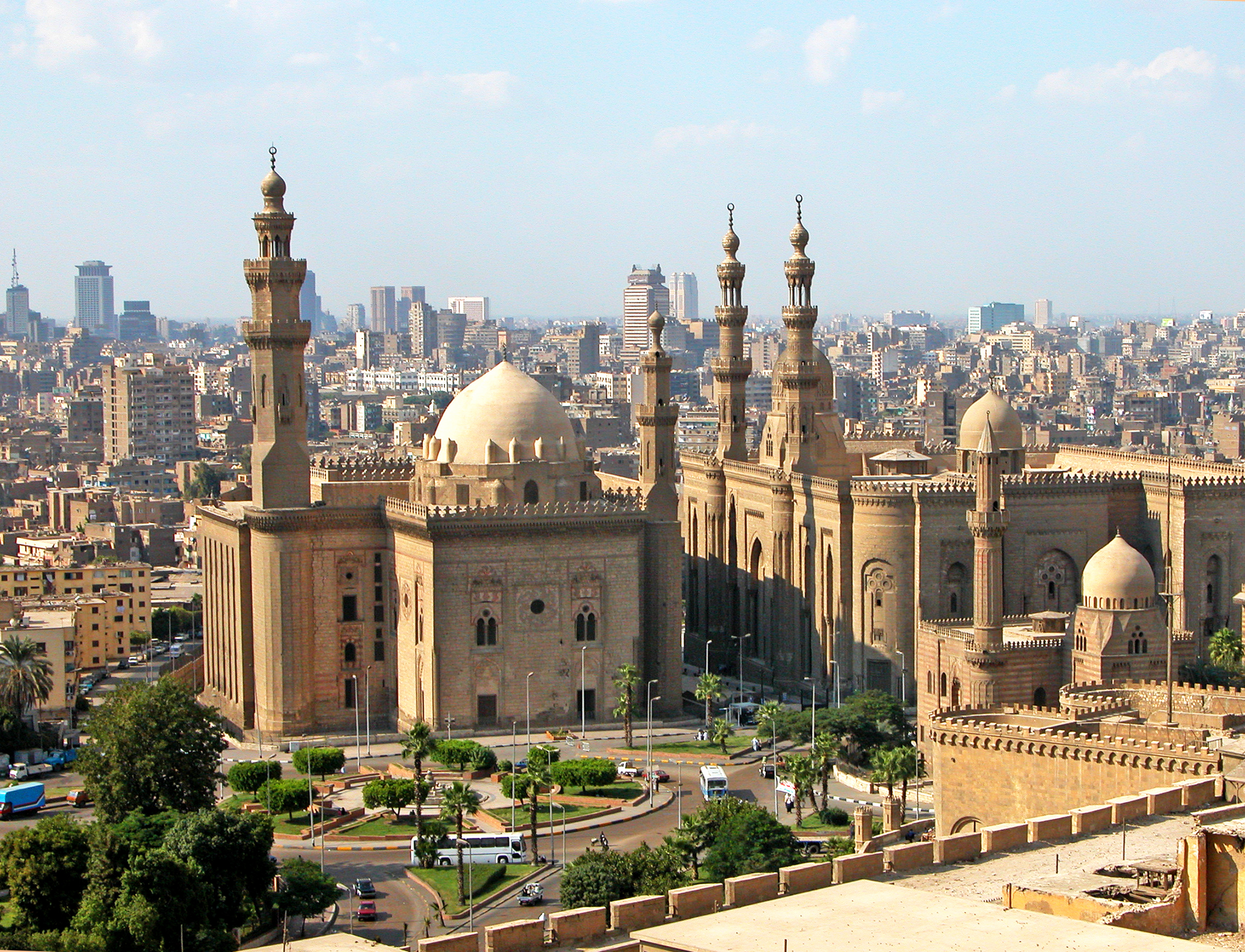
صورة عامة للقاهرة ومسجدي السلطان حسن والرفاعي

ومن أهم المناطق السياحية: مجمع الأديان والقاهرة الإسلامية وشارع المعز لدين الله وقلعة صلاح الدين بالقاهرة، وأهرام الجيزة وأبو الهول ومنطقة سقارة ومنطقة دهشور بالجيزة، والمسرح الروماني والحمامات الرومانية ومعبديّ الرأس السوداء والقيصرون وعمود السواري وقلعة قايتباي بالإسكندرية. أما مدينة الأقصر التي تضم مجموعة أثرية كبيرة فتعدّ متحفًا مفتوحًا، وتضم عددًا من الأماكن الأثرية الشهيرة مثل معبد الكرنك ومعبد الأقصر ووادي الملوك ووادي الملكات ودير المدينة. أما أسوان بجانب أنها تعدّ مشتى للسياح لدفء جوها في فصل الشتاء فتضم عدة أماكن تاريخية أثرية مثل معابد أبو سمبل وجزيرة فيلة وجزيرة النباتات. ويضم صعيد مصر بشكل عام عددًا من المعالم التاريخية مثل معبد دندرة بقنا ومنطقة ميديون ببني سويف وتل العمارنة بالمنيا وهرميّ اللاهون والهوارة وقصر قارون بالفيوم. أما الوجه البحري فيضم على سبيل المثال معبد وادجيت وتل الفراعين بدسوق ومدينة فوه ومنطقة صا الحجر الأثرية ببسيون وأديرة وادي النطرون. وفي سيناء مناطق مثل جبل موسى ودير سانت كاترين. وفي الصحراء الغربية مناطق متفرقة مثل معابد هيبس والقويطة والريان بالخارجة، ومقابر موط والمذوقة وقرية بلاط وقرية القصر بالداخلة، كذلك مدينة باريس وقصر الفرافرة والواحات البحرية.

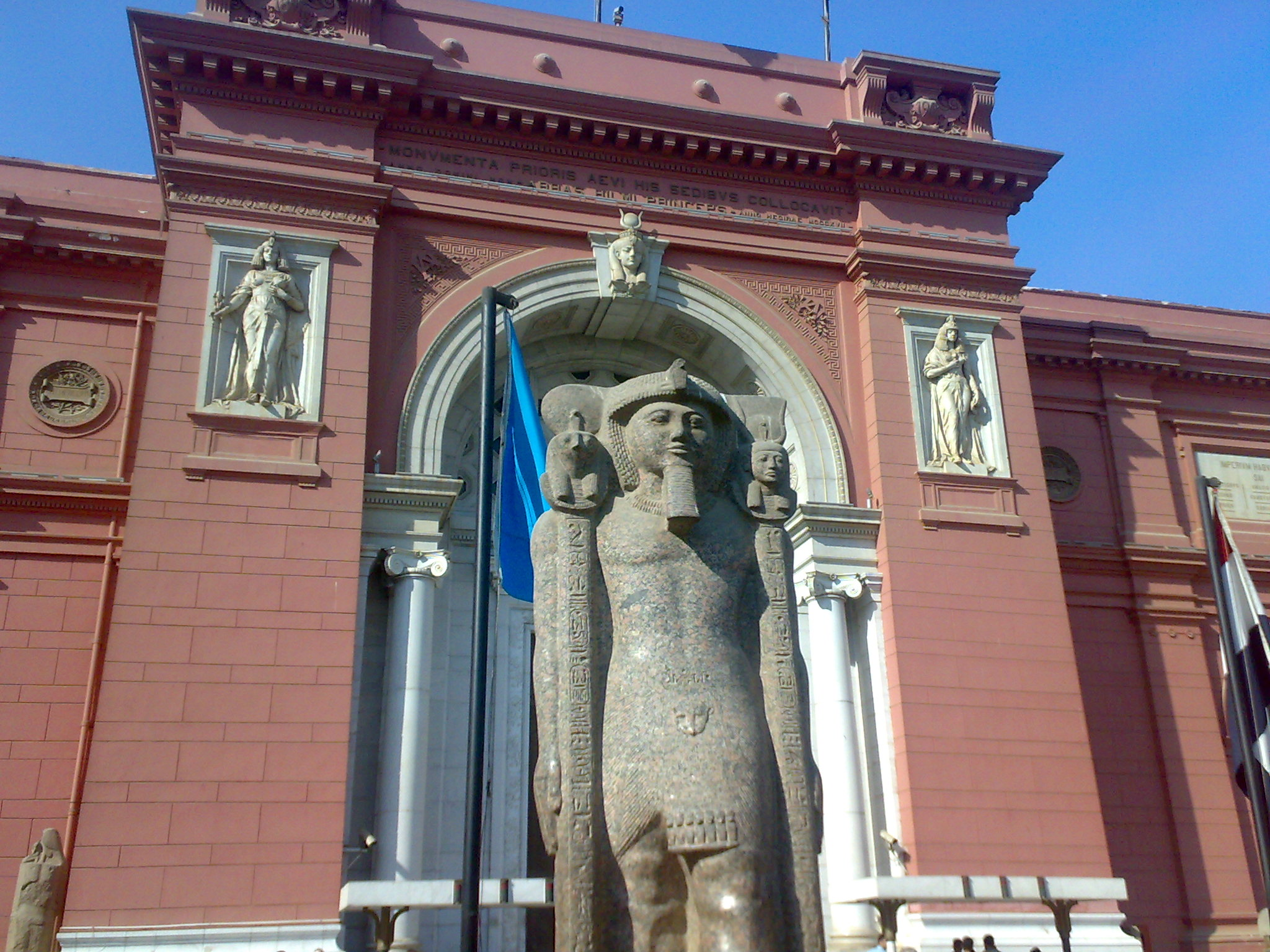
المتحف المصري

#### المتاحف
تنتشر المتاحف كذلك في عدد من المدن المصرية؛ والتي تتنوع ما بين متاحف قومية وفنية وإقليمية، وفي الغالب يختص كل متحف بعرض الآثار التي تخص حقبة أو عصر معين، مثل: المتحف المصري ومتحف الفن الإسلامي وقصر الجوهرة وقصر المنيل والمتحف اليوناني الروماني ومتحف النوبة ومتحف الفنون الجميلة والمتحف القبطي والمتحف الزراعي والمتحف الحربي ومتحف الأحياء المائية والمتحف الغارق ومتحف العلمين العسكري وهناك متحف جديد ينشأ وهو المتحف المصري الكبير.

#### السياحة البيئية

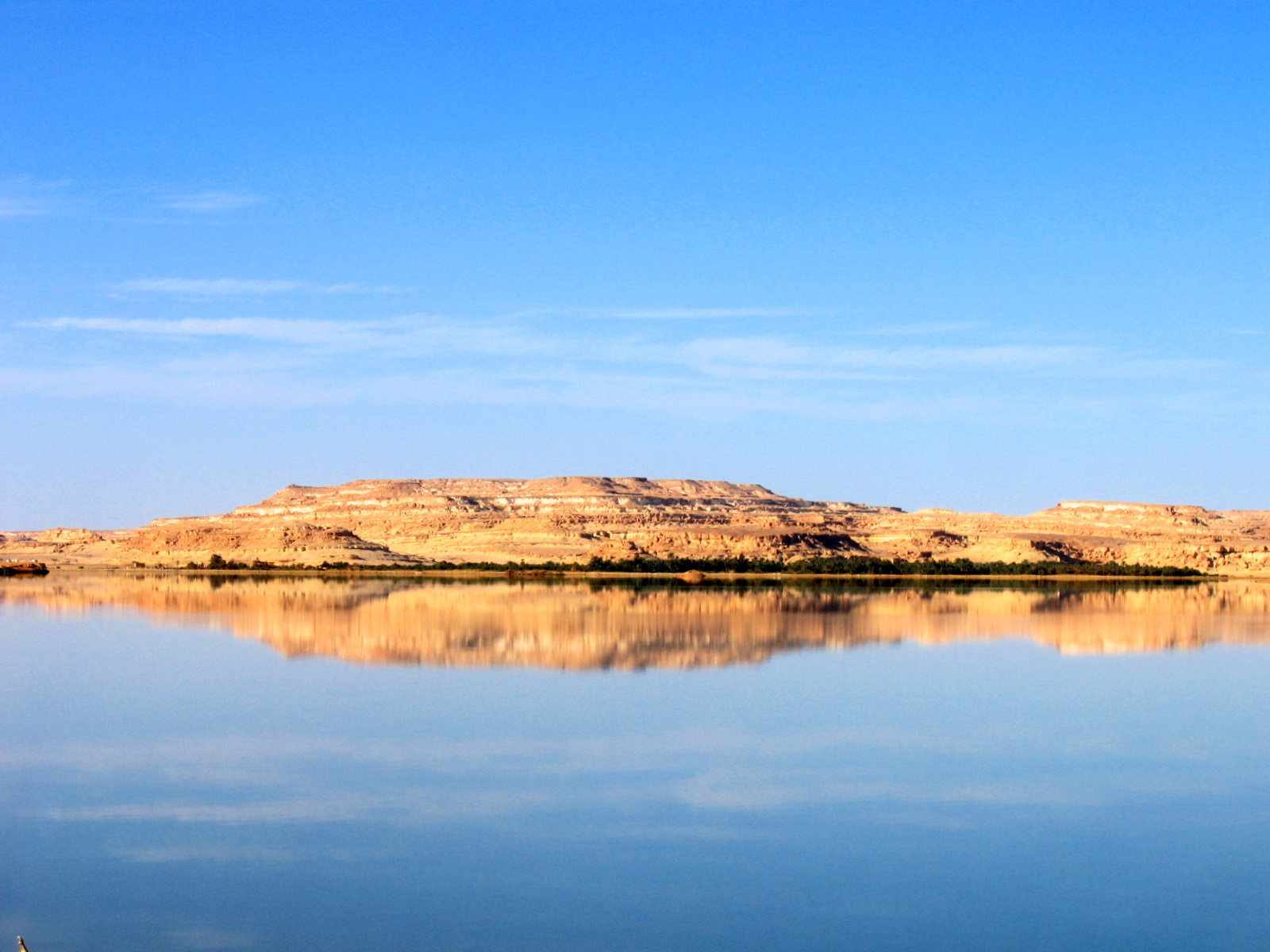
البحيرات والينابيع في واحة سيوة التي تعد محمية طبيعية ومقصدًا سياحيًّا بيئيًّا وعلاجيًّا.

وهي السياحة في المحميات الطبيعية، وتكون في جولات مصحوبة بمرشدين باستخدام وسائل مواصلات ترفيهية أو ركوب القوارب أو المشي بحسب المنطقة، ومن أشهر هذه المحميات محمية رأس محمد ومحمية نبق ومحمية سانت كاترين ومحمية البرلس ومحمية جبل علبة.

#### السياحة العلاجية
يتعدد وجود الينابيع والعيون الحارة والمعدنية والكبريتية في مصر، بجانب مُناخها الجاف وما تحويه من رمال وطمي صالح للاستشفاء من عدة أمراض، كالأمراض الروماتيزمية والجلدية وأمراض العظام والجهاز الهضمي والجهاز التنفسي. ويظهر ذلك في عدة مدن ومناطق مثل: حلوان وعين الصيرة والعين السخنة والغردقة والفيوم وواحات الصحراء الغربية وأسوان وسفاجا وسيناء.

## الموارد والطاقة

### التعدين
عرف المصريون القدماء التعدين باكتشافهم معدن النحاس قبل عصر الأسرات الفرعونية، كذلك اكتشفوا الذهب مبكرًا قياسًا بمعرفة الإنسان لهذا الفلز في سائر العالم. كذلك سجّل المصري القديم نشاطًا في مجال استخراج الأحجار، وظهر ذلك في بنائهم الأهرام في ربوع مصر كأهرام الجيزة في عصر الدولة القديمة، وتزايد احتياج المصريين للتعدين على مر العصور واستخدموها في التصنيع. وحديثًا أنشأ محمد علي باشا مدرسة للمعادن في القاهرة عام 1834، وتمت أول عملية مسح جيولوجي للبلاد عام 1835، واستعان بخبرات أجنبية لتعليم المصريين لأجل نهضة الصناعة المصرية على النمط الحديث.

### النفط والغاز الطبيعي

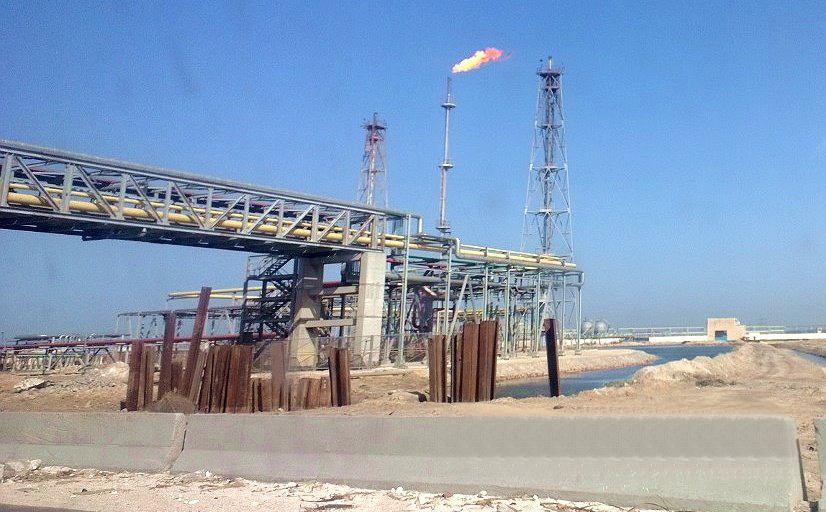
مصفاة نفط عند بحيرة مريوط أقصى شمال مصر.

يُحتمل استخدام قدماء المصريين للزيت الخام كوقود للإضاءة في المصباح الزيتي، وذلك بحسب رسومات على جدران المعابد. وقد بدأت الحكومة المصرية عام 1886 بحفر أول بئر بترول في رأس جمسة. ومنحت الحكومة امتيازًا لإحدى الشركات للبحث عن البترول في سيناء وقنا بدون نتيجة، ولم يتحقق من وجود نفط بكميات تجارية في رأس جمسة إلا في عام 1908، وبدأ الإنتاج التجاري من الحقل عام 1910، وتوالت بعد ذلك الاكتشافات البترولية في مصر. وفي عام 1911 تأسس أول معمل تكرير بمدينة السويس، وبدأ تشغيله عام 1913، وحاليًا تمتلك البلاد 9 معامل تكرير. وفي عام 1957 أُنشئت الشركة العامة للبترول؛ وهي أول شركة وطنية مملوكة للدولة بالكامل لتعمل في مصر والخارج. وقد بدأت مصر في تصنيع البتروكيماويات في مايو 1982 بإنشاء مجمع العامرية للكيماويات جنوب الإسكندرية؛ والذي بدأ في الإنتاج عام 1986.
وقد بلغ إجمالي إنتاج زيت النفط الخام ومتكثفات والغاز الطبيعي خلال عام 2012 - 2013 حوالي 78.7 مليون طن، منها حوالي 33 مليون طن زيت خام ومتكثفات وبوتاجاز؛ وحوالي 45.7 مليون طن مكافئ من الغاز الطبيعي. وتنتشر حقول البترول والغاز الطبيعي بشكل عام في مناطق رئيسية هي: حوض خليج السويس وشمال دلتا النيل والمياه الإقليمية في البحر المتوسط وشمال الصحراء الغربية.

### الكهرباء

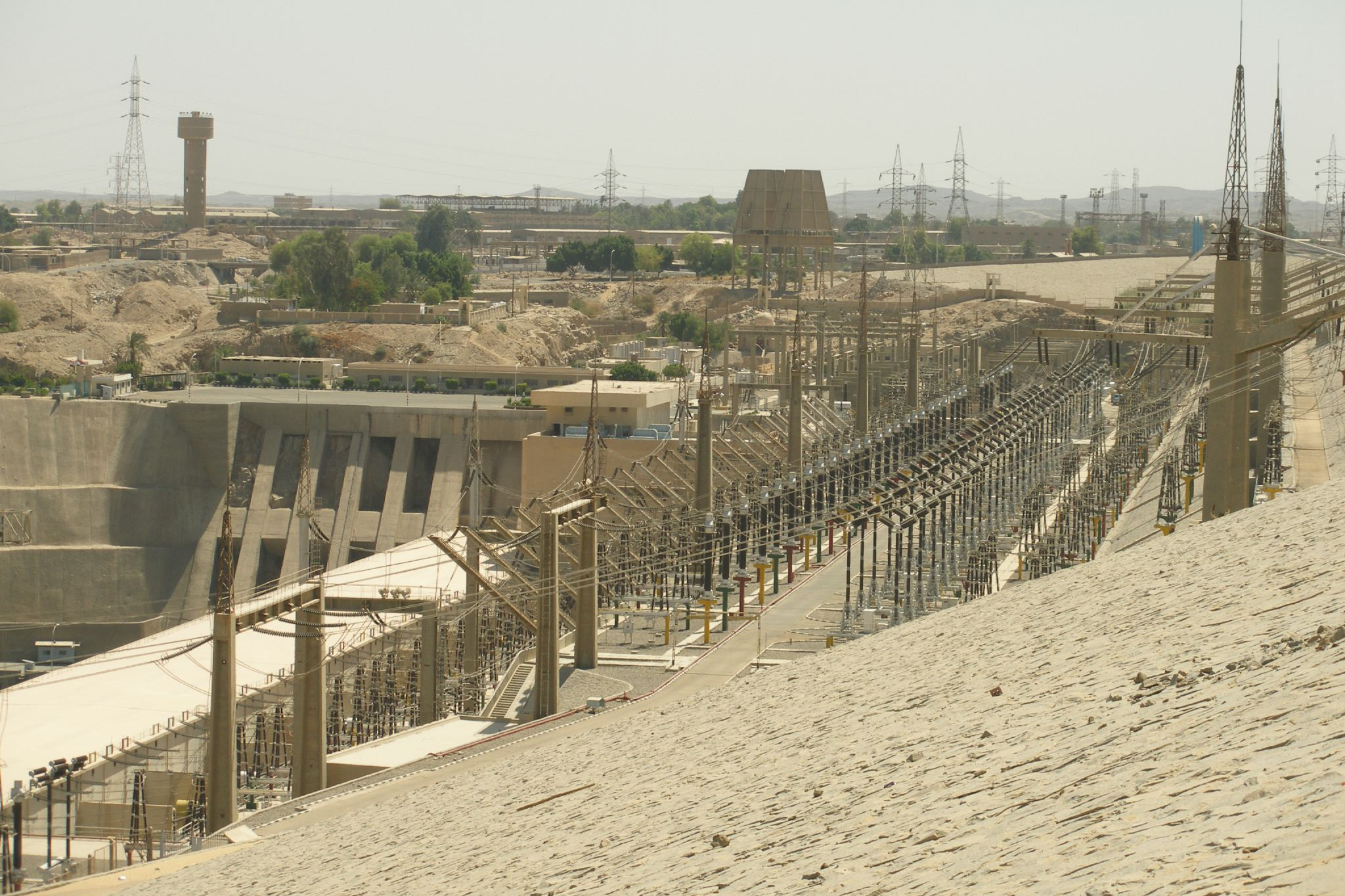
محطة كهرباء بالسد العالي

بدأ إنتاج الكهرباء في مصر سنة 1893 وكانت أشهر شركات الكهرباء شركة لوبان الفرنسية وقد أُمم هذا القطاع سنة 1962، وأصبح تابعًا لوزارة الكهرباء والطاقة حيث يتبعها هيئات الطاقة النووية والطاقة الجديدة والمتجددة والشركة القابضة لكهرباء مصر.
وفي عام 1968 اكتمل بناء السد العالي والذي ساهم في زيادة الطاقة الإجمالية لكهرباء مصر، حيث تبلغ عدد التوربينات 12 توربينة قدرة التوربينة 175 ميجاوات والقدرة الإجمالية للمحطة 2100 ميجاوات وتبلغ الطاقة الكهربية المنتجة 10 مليار كيلووات ساعة سنويا.
تعدّ مصر أول دولة في العالم في استخدام الطاقة الشمسية، حيث قام العالم الأمريكي (فرانك شومان) عام 1911 بإنشاء أول محطة للطاقة الشمسية في منطقة المعادي بالقاهرة، وفي عام 2007 اتفقت الحكومة المصرية على إنشاء محطة في منطقة الكريمات بجنوب القاهرة بقدرة 140 ميجاوات ولكن في عام 2010 توقف المشروع تماما،، كما عملت مصر على إنشاء محطة نووية لإنتاج الطاقة في منطقة الضبعة وهو مشروع تم التخطيط له عدة مرات بداية من عام 1953 إلا أن المشروع لم يتم تنفيذه على أرض الواقع،
يصل الحمل الأقصى إلى 28750 ميجاوات (عام 2014) وبلغت الطاقة المولدة حوالي 139 مليار ك وس، يمثل التوليد المائي نسبة 6.9% والغاز الطبيعي 70.63%، والمازوت 22.43%. والرياح 2% والطاقة الشمسية 0.55% وبعض الوسائل الحرارية (بخاري وغازي ودورة مركبة)، ويبلغ عدد المشتركين على الجهود المتوسطة والمنخفضة (22 و 11 و 0.4 ك ف) 25 مليون مشترك ونسبة الطاقة المباعة 20.5% للصناعة و 48% للمنازل و 17.6% للمرافق والحكومة و4.1% وللزراعة والتجارة 3.4%، ويبلغ عدد العاملين بشركات الكهرباء بمصر 170 ألف عامل

## النقل والمواصلات
امتازت مصر منذ القِدم باهتمام أهلها بالنقل ووسائله؛ نظرًا لموقع مصر الرابط بين بين قارات العالم القديم؛ وموقعها على البحرين المتوسط والأحمر ومرور نهر النيل وفروعه في الوسط. ذلك جعل شعبها من أسبق شعوب العالم معرفة بالملاحة، كذلك تعد مصر من أوائل دول العالم استخدامًا للسكك الحديدية والطيران.

### النقل البري
كان النقل البري في مصر القديمة قاصرًا على جسور النيل وفروعه وقنواته خاصةً أن معظم مراكز العمران كانت تقع على جوانب هذه المجاري المائية. كذلك كان يشتمل النقل البري بعض الطرق الصحراوية، وفي عصر البطالمة اتجهت عنايتهم نحو إصلاح وتأمين الطرق، غير أن هذه العناية هبطت في العصر الروماني والبيزنطي واقتصر اهتمامهم على الطرق الصحراوية المؤدية إلى موانئ البحر الأحمر وواحات الصحراء الغربية. وفي العصر الإسلامي عاد الاهتمام بالطرق في الوادي والدلتا والجهات الصحراوية، خاصةً الطرق التجارية كالطريق الواصل بين الفسطاط والقلزم والطريق بين قوص وعيذاب. غير أن الاهتمام قل في أواخر عصر المماليك بسبب نقص مرور التجارة عبر الأراضي المصرية لكثرة المكوس واكتشاف طريق رأس الرجاء الصالح. وفي عصر العثمانيين بقي الحال على ما هو عليه حتى عصر محمد علي باشا، فقد اهتم بالطرق وتمهيدها ورصفها بالحجارة، مثل الطريق بين القاهرة والسويس الذي أقام عليه الاستراحات. وقد فكر محمد علي في إنشاء خط سكك حديدية بين القاهرة والسويس عوضًا عن إنشاء قناة مائية تربط النيل بخليج السويس، ولكن من أقام هذا المشروع عباس الأول ولكن بدأ ربط القاهرة بالإسكندرية وبدأ تشغيله في أول سبتمبر 1851 بين كفر الزيات والإسكندرية؛ وبذلك أصبحت مصر ثاني بلاد العالم في تشغيل السكك الحديدية بعد بريطانيا، ثم اُستكمل حتى القاهرة واشتغل بكامل طاقته عام 1856. ومد سعيد باشا عدد من الخطوط إلى مدن أخرى، وبحسب إحصاء عام 2012؛ فإن مصر تمتلك 28 خطًّا حديديًّا وصل طولها إلى نحو 9,435 كم عبر 796 محطة ركاب و1,800 قطار عامل يتحرك ذهابًا وإيابًا على طول 135 ألف كيلومتر، بما أدى إلى تزايد مساهمة شبكة السكك الحديدية أولًا في نقل الركاب لتصل إلى نحو 54,400 مليون راكب/كم، وثانيًا في نقل البضائع لتصل إلى حوالي 43,000 مليون طن/كم. كذلك أنشأت الحكومة أول قطار أنفاق يربط القاهرة بمدن وضواحي إقليم القاهرة الكبرى والذي بدأ تشغيله بشكل جزئي عام 1981  وبشكل كلي عام 1987؛ ويضم في ثلاثة خطوط ومخطط أن يضم 6 خطوط، وذلك بديلًا عن القطارات الكهربائية التي أنشئت في القرن التاسع عشر والموجود مثلها في الإسكندرية، والمخطط كذلك إنشاء مشروع قطارات للأنفاق بها مع مدن أخرى مثل قليوب والمنصورة  والعاشر من رمضان وبلبيس والشيخ زايد والسادس من أكتوبر ومدينة السادات والإسكندرية وطنطا وأسيوط.
وقد بدأت الحكومة المصرية منذ عام 1888 في تحويل الطرق الترابية إلى طرق زراعية ممهدة، وأنشأت عدد من الطرق المحلية في كل مديرية ومحافظة، وبحسب إحصاءات عام 1910؛ فقد بلغت أطوال الطرق 2813,6 كم؛ لكنها لم تكن صالحة لسير السيارات والتي بدأ دخولها إلى مصر منذ عام 1907؛ وفي عام 1912 بدأت الحكومة في إصلاح الطرق وتمهيدها للسيارات ورصفها، فقد رُصف أول طريق في مصر عام 1913 يربط بين كوبري الإسماعيلية على فم ترعة الإسماعيلية وبين كوبري أبو النجا بالقرب من قليوب. وأصبحت الطرق المرصوفة في البلاد لم تتعد 400 كم؛ غير أن قيام الحرب العالمية الثانية وزيادة المنقولات أعطى فرصة كبيرة للنقل البري لكي يتقدم في البلاد. وبعد إعلان الجمهورية في مصر عام 1953؛ بدء الاهتمام بقطاع الطرق ورصفها على الطرق الحديثة وقتها، فقد زادت أطوال الطرق المرصوفة من 3,887 كم سنة 1952 إلى 6,500 كم سنة 1960، وبالتدريج زادت أطوال الطرق لتصل إلى 46.9 ألف كم عام 2006. وبلغت عدد المركبات 6,860,994 مركبة عام 2013.

### النقل المائي
اهتم المصريون القدماء بالنقل المائي أكثر من اهتمامهم بالنقل البري نظرًا للظروف البيئية الطبيعية، خاصةً أن المدن والقرى المصرية كانت تقع معظمها على ضفاف النيل وفروعه، فكر المصريون في شق قناة تربط النيل بالبحر الأحمر، وبدأ هذا المشروع سنوسرت الثالث وحُفر في عهده قناة تصل النيل برأس خليج السويس، أطلق عليها المؤرخون قناة سيزوستريس.

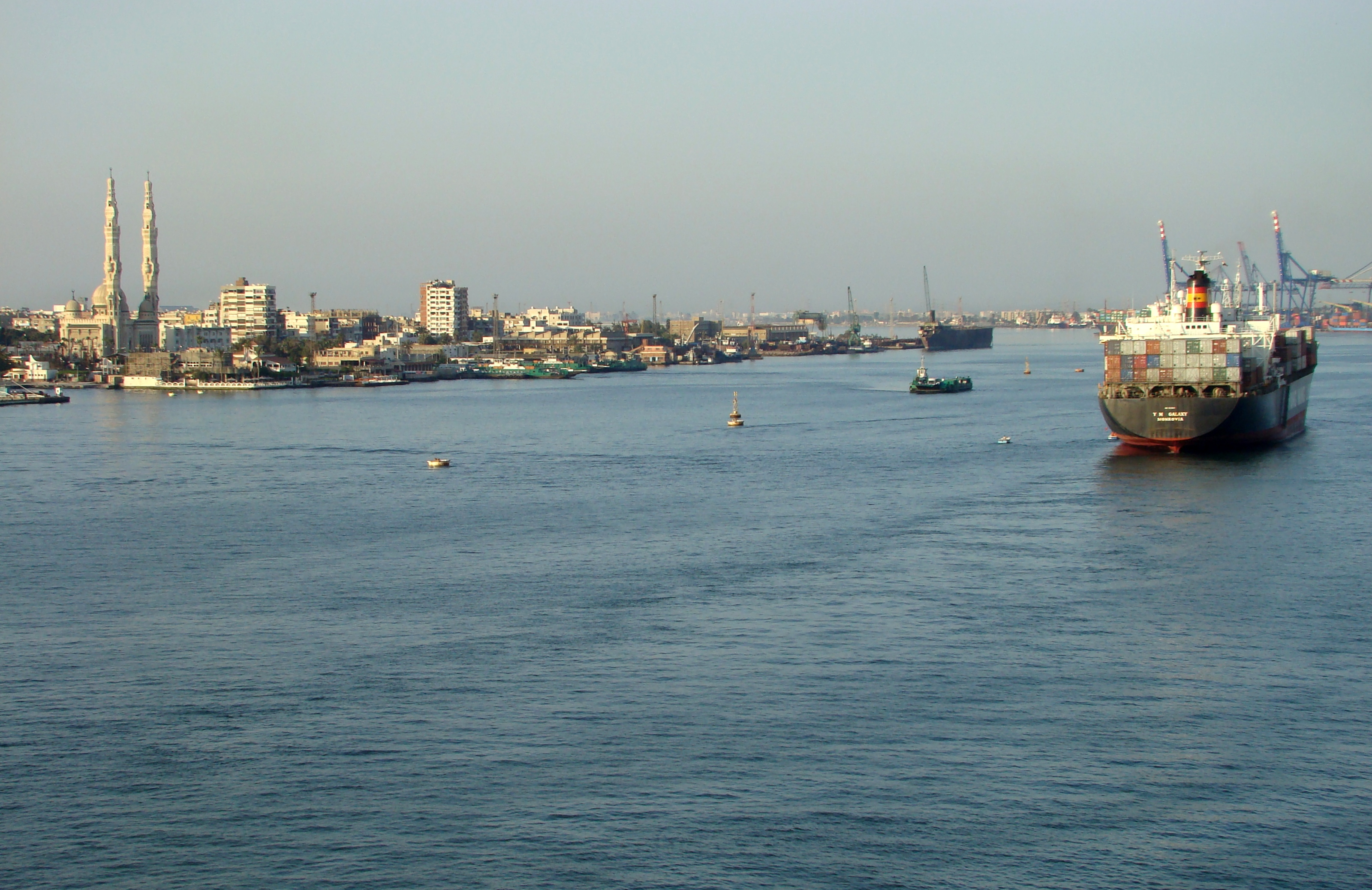
مدخل قناة السويس شمالًا عند بورسعيد.

ومع تولي محمد علي باشا حكم مصر عام 1805، شرع في حفر الترعة المحمودية وطهر وشق بعض الترع الملاحية شمالًا وجنوبًا، وشرع في حفر رياحات الدلتا الثلاث التوفيقي والمنوفي والبحيري، وفي عهد إسماعيل افتتحت قناة السويس عام 1869 والتي أثرت بالسلب على حركة النقل المائي الداخلي خاصةً في الشمال رغم أنها كانت السبب في تنمية حركة المسافرين بين أوروبا والهند وجنوب شرق آسيا. ومع التوسع في إنشاء السكك الحديدية زاد حال النقل المائي المصري سوءًا مع زيادة التنافس بينهما، ومع بداية الحرب العالمية الأولى بدأت حالة النقل المائي في التحسن المطرد لزيادة حجم البضاعة المنقولة داخل البلاد، وبعد إعلان الجمهورية تشكلت لجنة دائمة للملاحة النهرية عام 1953 للإشراف على شئون الملاحة ووضع التشريعات الخاصة بها، وبحسب إحصاء عام 2012 فإن طول شبكة النقل النهري يبلغ أكثر من 35,000 كم. وبالنسبة للنقل البحري فإن مصر تحتوي على 15 ميناء بحري تجاري رئيسي بجانب 44 ميناء تخصصي. ومن أهم الموانئ البحرية ميناء الإسكندرية البحري وميناء دمياط وميناء السويس وميناء غرب بورسعيد.
وبالنسبة لقناة السويس فقد أُممت بقرار من الرئيس الأسبق جمال عبد الناصر في 26 يوليو 1956، ويبلغ طولها 190.250 كم من بورسعيد شمالًا حتى السويس جنوبًا. تستخدم قناة السويس في نقل 7% من تجارة العالم المنقولة بحرًا و3% ينقل من وإلى موانئ البحر الأحمر والخليج العربي، بينما 20% من وإلى موانئ الهند وجنوب شرق آسيا، و39% ينقل من وإلى منطقة الشرق الأقصى، وتوفر قناة السويس نحو 40% من طول ونفقات الرحلة بين شرق آسيا وأوروبا. وبحسب إحصاءات عام 2012، فإن إجمالي عدد السفن التي مرت بالقناة 17,226 سفينة بحمولات صافية إجمالية بلغت 928,474 ألف طن. وبحسب عام 2011 فإن دخلها تجاوز 25 مليار جنيه. ومنذ 5 أغسطس 2014 بدأ مشروع تطوير محور قناة السويس لزيادة عُمق غاطس القناة وإنشاء تفريعات جديدة موازية لتسمح بالحركة المزدوجة للسفن دون إيقاف حركة الملاحة، بجانب إنشاء موانئ وتطوير الموانئ القديمة.

### النقل الجوي
تعدّ مصر من أوائل الدول التي استخدمت الطيران في النقل، فقد تأسست بها أول شركة طيران وطنية وهي مصر للطيران في 7 مايو 1932 وبذلك أصبحت مصر صاحبة أول خط جوي في المنطقة العربية والشرق الأوسط وسابع شركة طيران ناقلة على مستوى العالم. وعند نشأة الشركة كانت ملحقًا بها مدرستان لتعليم الطيران في القاهرة والإسكندرية لتدريب طيارين مصريين، وكان قد تم البدء في إنشاء مطار مصري وطني بديلًا عن المطارات الخاضعة للإشراف البريطاني، وكان البدء مطار ألماظة عام 1930 وافتتح عام 1932.
بحسب إحصاءات عام 2012، فإن مصر تمتلك 30 مطارًا مدنيًّا. كما زادت حركة الطائرات بميناء القاهرة الجوي إلى 108 آلاف طائرة وبالمطارات الأخرى إلى 76 ألف طائرة مثل مطار برج العرب الدولي ومطار شرم الشيخ الدولي ومطار الأقصر الدولي، هذا إلى جانب زيادة حركة نقل الركاب بميناء القاهرة الجوي لتصل إلى 11.2 مليون راكب وبالمطارات الأخرى إلى 10.5 ملايين راكب، إضافة إلى زيادة حركة نقل البضائع بالنقل الجوي لتصل إلى نحو 311.4 مليون طن/كم.
من أشهر شركات الطيران المصرية شركة مصر للطيران، وهي شركة قابضة مملوكة بالكامل للحكومة المصرية، وتقدم خدماتها إلى أكثر من 80 وجهة حول العالم، كما أنها عضوة في تحالف ستار، وتملك 9 شركات منها مصر للطيران للخطوط الداخلية والإقليمية  ومصر للطيران للشحن. كذلك تتواجد شركات أخرى على الساحة مثل سيناء للطيران وإير كايرو والمصرية العالمية للطيران والإسكندرية للطيران ولوتس للطيران والقاهرة للنقل الجوي والكان للطيران وتراي ستار إير بجانب عمل شركات الطيران الخاص والبالون ونوادي ومعاهد الطيران.

## الاتصالات

مبني وزارة الاتصالات في مصر ويقع في القرية الذكية

بدأت صناعة الاتصالات السلكية واللاسلكية نشاطها في مصر عام 1854 بافتتاح أول خطوط التلغراف بين محافظتي القاهرة والإسكندرية تحت اسم سلطة البرق والهاتف، فيما شهد عام 1881 تركيب أول خط هاتفي بين المحافظتين.
في سبتمبر 1999 تم الإعلان عن المشروع القومي للنهضة التكنولوجية والذي يعكس الاهتمام الكبير الذي تعطيه الحكومة المصرية لضرورة الإسراع في النهوض بصناعة واستخدام تكنولوجيا المعلومات لخدمة أهداف التنمية في مصر وكان يجب لترجمة مشروع النهضة إلى واقع ملموس أن يتم إعداد وتنفيذ العديد من المشروعات واتخاذ الإجراءات اللازمة لتنمية الصناعات.
تأسست شركة القرية الذكية عام 2001 بهدف دعم وتنمية الكيانات التكنولوجية المعروفة ومؤسسات الأعمال على الصعيدين المحلي والإقليمي، وتضم القرية العديد من شركات الاتصالات وتكنولوجيا المعلومات العالمية منها والمحلية والهيئات الحكومية المرتبطة بتلك الصناعة وذلك على مساحة قدرها 3 ملايين متر مربع غرب مدينة القاهرة وتضم القرية الذكية الآن أكثر من 160 شركة، ويعمل بها 40,000 موظف ومن المنتظر أن يصل العدد إلى 100,000 بنهاية عام 2014.

### الخدمة التليفونية

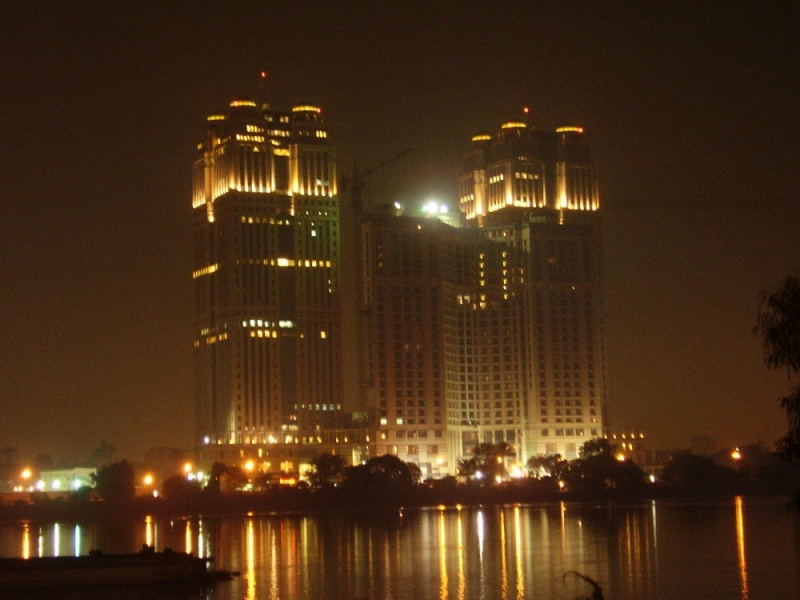
أوراسكوم للاتصالات المصرية

في عام 1854 افتتح أول خط تلغراف في مصر، في عام 1881 أقيم أول خط تليفوني يربط بين القاهرة والإسكندرية وتعدّ مصر من أوائل الدول في استخدام التليفون الذي تم اختراعه في 1876، وفي عام 1883 تم تمديد الخطوط التليفونية إلى بورسعيد والإسماعيلية والسويس.
ووفقًا لإحصائيات 2010 بلغ إجمالي عدد المشتركين 11,280,000 وإجمالي سعة السنترالات 14,426,597، وبلغ عدد خطوط التليفون الرئيسية 10,700,000 وعدد المشتركين في خدمة التليفون المحمول 50,68,197 وبلغ عدد تليفونات الخدمة العامة للتليفونات 58,002.

### الهاتف المحمول
تم إدخال أول خدمات الهاتف المحمول بالنظام العالمي للاتصالات المتنقلة في مصر عام 1996. ويوجد بمصر أربعة شركات تقدم خدمة الهاتف المحمول وهي:
- شركة أورنج مصر وكانت تسمى سابقًا الشركة المصرية لخدمات التليفون المحمول موبينيل التابعة لمجموعة أوراسكوم للاتصالات المصرية وقد تم بث الخدمة في مايو 1998، والتي استحوذت عليها شركة أورنج حاليًا.
- شركة فودافون مصر وهي شركة مساهمة تملكها فودافون جروب والشركة المصرية للاتصالات وهي الشبكة الثانية في مصر. وكانت تعمل سابقًا تحت اسم مصر فون للاتصالات/ كليك جي إس إم.[335]
- شركة اتصالات مصر وهي التي فازت برخصة شبكة المحمول الثالثة وقد فاز بها تحالف كلا من (مؤسسة الإمارات للاتصالات والبريد المصري والبنك التجاري الدولي والبنك الأهلي المصري) مقابل 16.7 مليار جنيه مصري في 4 يوليو 2006 وانطلق العمل فيها في مايو 2007 كأول مشغل لخدمات الجيل الثالث في مصر.[336]
- شركة المصرية للاتصالات "We" وهي شركة الاتصالات الحكومية في مصر، وتعد رابع مشغل لخدمات الهاتف المحمول في مصر، إذ أطلقت في 18 سبتمبر 2017 خدمات الهاتف المحمول في السوق المصري لتصبح أول مشغل متكامل في مصر ورابع شركة اتصالات محمولة.[75]

### البريد

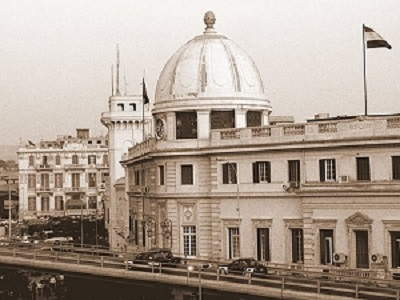
صورة قديمة لمتحف البريد بميدان العتبة

البريد المصري الذي تأسس عام 1865 هو واحد من أقدم مؤسسات مصر وأعرقها وتعدّ مصر من بين 22 دولة ساهمت في تأسيس الاتحاد البريدي العالمي عقب مؤتمر برن عام 1874 واختيرت عضوًا في هذا الاتحاد، كما أسهمت بدور فاعل أيضًا في تأسيس كل من الاتحاد البريدي العربي والاتحاد البريدي الإفريقي.
ويبلغ عدد عملائه أكثر من 15 مليون عميل تعاملوا معه على مر سنين طويلة، والعملاء الجدد الذين انضموا إلى خدمات هيئة البريد المالية في العام الماضي وحده زاد عددهم عن مليونَي عميل. والبريد المصري هو هيئة اقتصادية اجتماعية تسهم بشكل مباشر في تحقيق خطط الدولة الرامية إلى تحقيق التنمية بحيث يشعر بعائد هذه التنمية إلى جانب ضمان كفاءة وسرعة تقديم الخدمة.
ويصل عدد مكاتب البريد المصري الحكومية لأكثر من 3,700 مكتب وما يقارب 800 وكالة بريدية خاصة مثل فيديكس ودي إتش إل.

### الإنترنت

خريطة عدد مستخدمي الأنترنت حول العالم

بدأ استخدام الإنترنت في مصر في عام 1992، بإقامة بنية تحتيّة بين شبكة الجامعات المصريّة وشبكة «بت نت» الفرنسيّة، إلى جانب بدء استخدام شبكة اتصالات الإنترنت. واقتصر توفير الخدمة وقتها على جهتين فقط، هما شبكة الجامعات المصرية ومركز المعلومات. ومع بداية عام 1994 بدأ المركز في إدخال خدمة الإنترنت للوزارات والهيئات الحكومية والمحافظات، وبداية من عام 1997 بدأ المركز في خصخصة خدمات الإنترنت من خلال إتاحة الخدمات لعدد من الشركات الخاصة كمزودين للخدمة ISPs والذين يقومون بدورهم ببيع الخدمة للمواطنين والشركات، وفي عام 1997 تواجد بالسوق المصري 16 شركة خاصة لتقديم خدمات الإنترنت ووصل عدد الشركات العاملة في هذا المجال إلى حوالي 68 شركة بحلول عام 2000.
وفي عام 2002 بدأت الحكومة المصرية في مبادرة الإنترنت المجانية وهي مشروع تبنته وزارة الاتصالات وتكنولوجيا المعلومات بعقد شراكة بين شركة المصرية للاتصالات وشركات مزودي خدمة الإنترنت لتقديم خدمة الاتصال بالإنترنت بتكلفة المكالمة العادية مع اقتسام تلك القيمة بنسبة 30% للمصرية للاتصالات و70% لشركات تقديم خدمة الإنترنت، في عام 2004 أطلقت الحكومة مبادرة الإنترنت فائقة السرعة (adsl).

## الثقافة

### الأدب والشعر

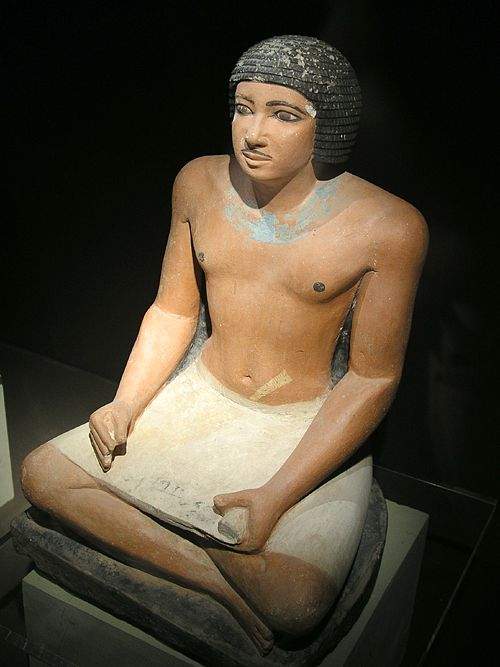
تمثال حجري ملون لكاتب مصري يعود لعصر الأسرة المصرية الخامسة.

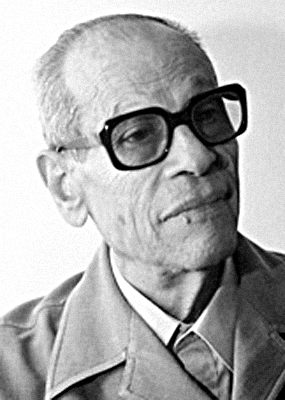
الأديب المصري نجيب محفوظ الحائز على جائزة نوبل عام 1988.

يرجع تاريخ الأدب في مصر منذ عصر الأسر المصرية المبكرة في أواخر الألفية الرابعة قبل الميلاد. حيث استخدمت الكتابة الهيروغليفية المصرية مجموعة من الصور الفنية الصغيرة لأشياء من الطبيعة، استخدمت الهيراطيقية في كتابة النصوص الدينية. وبحلول الألفية الأولى قبل الميلاد، أصبحت الهيراطيقية اللغة التي يغلب استخدامها في كتابة النصوص الجنائزية وعلى جدران المعابد، ساهمت الحضارات المتعاقبة على مصر في منحها رصيدا حضاريا متميزا من أنماط الفكر والآداب والفنون.
تعثرت الحركة الأدبية والفكرية في مصر مع نهاية حكم المماليك وبداية حكم العثمانيين، ولكن في العصر الحديث بدأت النهضة الحضرية في عهد محمد على وساهم فيما بعد الاتصال بأوروبا في عودة وتعزيز مكانة مصر الأدبية والفكرية، برزت فيما بعد مدرسة الإحياء والبعث على يد محمود سامي البارودي والتي كانت بذرة لنشأة المدرسة الكلاسيكية والرومانسية فيما بعد، ومن أشهر الأدباء والشعراء في العصر الحديث أحمد شوقي وعباس محمود العقاد والمنفلوطي وغيرهم.
أما في العصر الحديث فقد ازدهر الأدب القصصي من رواية وقصة قصيرة بشكل كبير، وامتلأت ساحة الأدب بالعديد من الأدباء والمفكرين الذين نالوا شهرة عالمية واسعة، ومن أشهر هؤلاء الأدباء: الكاتب الروائي نجيب محفوظ والذي حصل على جائزة نوبل في الأدب عام 1988 وتوفيق الحكيم والدكتور طه حسين، ومن أشهر كتاب القصة والرواية في مصر الكاتب إحسان عبد القدوس ويوسف السباعي ويوسف إدريس وغيرهم.

### الفنون

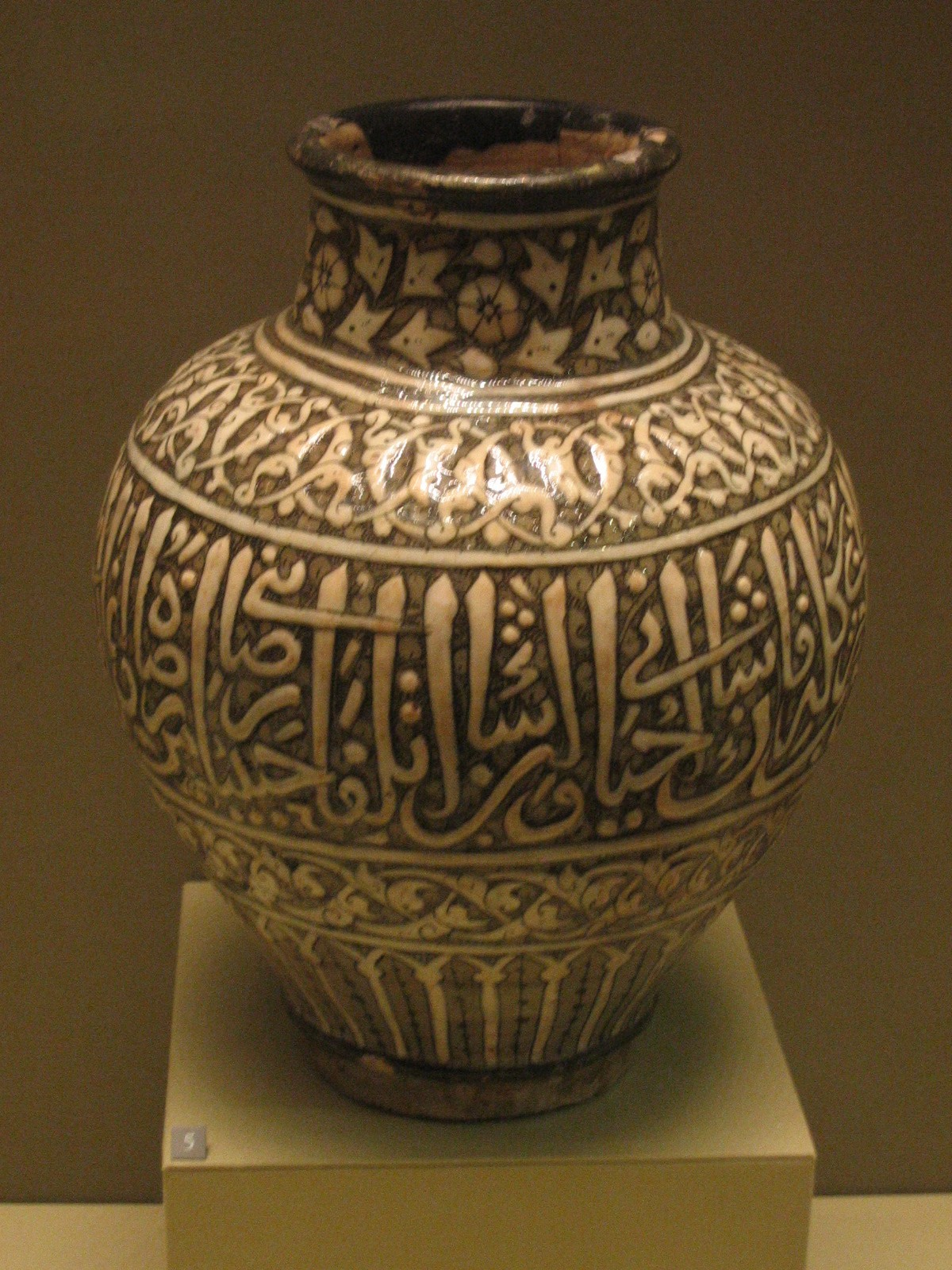
زهرية من عهد المماليك، من القرن الرابع عشر.

مارس المصريون منذ القدم فنون الرسم والنحت. وبدخول المسيحية نشأت مدرسة مصرية في فن الأيقونات وتطورت أساليب الزخارف وبرعوا في فنون الزخرفة والنقوش في الأغراض المعمارية والحياتية التطبيقية. ومع دخول الإسلام مصر ازدهر فن العمارة، تطورت فنون الزخرفة والنقش وصناعة الزجاج والتفنن في صناعة الزجاج الملون الذي أخذه المصريون عن قدماء المصريين ومن الرومان، وشكلوه كمصابيح جميلة مزخرفة كمشكاة للمساجد والجوامع، واستخدموا الزجاج الملون لتزيين الأبواب والنوافذ في بيوتهم، وكذلك برعوا في تشكيل الأواني الفخارية والخزفية والزجاجية الجميلة، بالإضافة إلى فن التطريز وصناعة السجاجيد أيضًا من الفنون التشكيلية التي تعم بها البيوت في الحياة اليومية، وكانت مصر تقدم كسوة الكعبة سنويًا، وكان فنانوها من المطرزين يزينونها بخيوط الذهب في كتابات من القرآن الكريم، بديعة في مظهرها جميلة للرؤية.
في العصر الحديث، أعاد فنانون من أمثال محمود مختار وجمال السجيني بعث روح مصرية في فن النحت تستلهم ماضيه وتختلف عن المدارس الأوربية، وكذلك في فن الرسم قاد الفنانون التشكيليون أمثال حسين بيكار ويوسف فرنسيس في مجال الرسم التصويري، وفي فن الجرافيك، أشتهر الفنان كمال أمين بلوحاته في جميع أنحاء أوروبا ولقب في فرنسا ب «رامبرانت مصر»، وكذلك ابتكر الفنان التشكيلي العالمي رأفت عدس الفن التجريدي الزخرفي ويلقبه بعض النقاد الفنيين في أوروبا بلقب «بيكاسو أفريقيا»، كما كان للفنان عادل عبد الرحمن دور بارز في الفن المصري المعاصر الذي صبغه بصبغة عالمية من خلال فن التصميم الجرافيكي والإسقاط الضوئي وبحوثه عن أثر الفن المصري القديم على الفنون الغربية.

### التمثيل والمسرح
يعدّ فن المسرح هو فن مصري أصيل منذ عهد الدولة القديمة، حيث نشأ الأدب المسرحي نشأة دينية كما يتضح من تمثيلية منف في عهد الملك مينا، ومسرحية التتويج في عهد الملك سنوسرت الأول، ومسرحية انتصار حور على ست قاتل والده أوزيريس التي يرجح أن كاتبها هو الحكيم أمحتب في عهد الملك زوسر. وفي العصر الحديث احتفظ المسرح المصري بمكانته كأقدم مسرح في الشرق الأوسط، حيث بدأ مع الحملة الفرنسية عام 1805م، وفي عهد الخديوي إسماعيل شهد المسرح والعديد من الفنون نهضة كبرى بدأت مع تأسيس دار الأوبرا المصرية وكذلك المسرح القومي المصري عام 1869، بدأ المسرح مع يعقوب صنوع وأبو خليل القباني ثم تدرج الحال إلى إنشاء فرق مسرحية بدأت بفرق جورج أبيض وعزيز عيد ثم الفرق الحرة مثل فرقة يوسف بك التي قدمت التراجيديا أو المأساة وفرق أبو السعود الإبياري وإسماعيل ياسين وبديع خيري وعلي الكسار ونجيب الريحاني التي قدمت فنون مسرحية متنوعة.

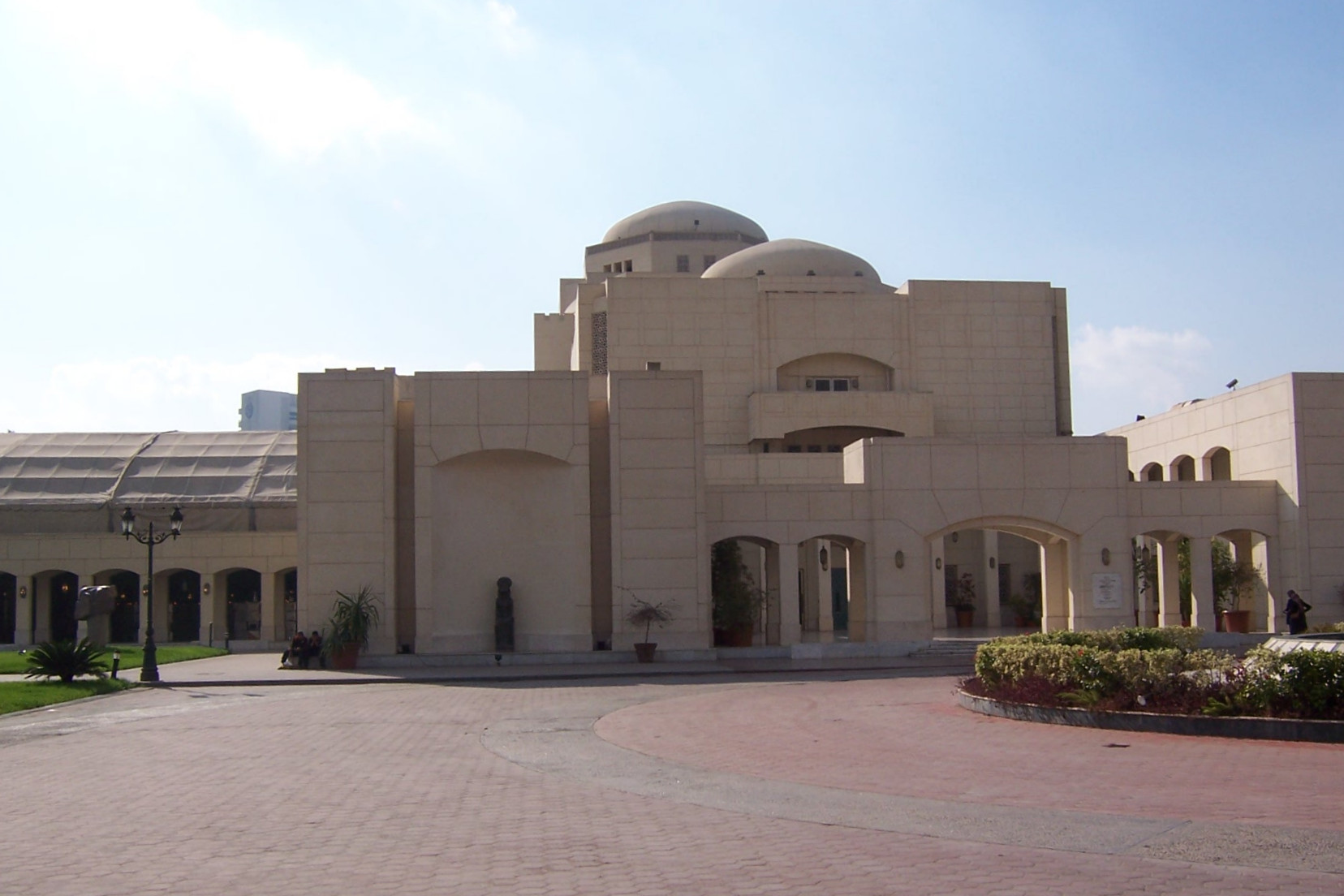
دار الأوبرا المصرية

ازدهر المسرح المصري أكثر في منتصف القرن العشرين مع انتشار المدارس المسرحية وأشهرها: فؤاد المهندس وعبد المنعم مدبولي ثم سمير غانم ومحمد صبحي وعادل إمام، ومع ظهور التلفزيون في أوائل الستينيات برزت المسلسلات التلفزيونية وبدأت بمسلسلي الضحية والرحيل عام 1964، قدمت العديد من المسلسلات المصرية البارزة وأصبح للدراما المصرية مكانة خاصة في ربوع الوطن العربي ولا زالت مستمرة حتى الآن.

### الموسيقى والغناء
تعدّ الموسيقى جزءا من الحضارة المصرية القديمة وربما منذ بدايتها فرسومات المقابر والمعابد تظهر مجموعة متنوعة من الآلات سواء في الوسط الديني أو الدنيوي وكثير من الموتى كانوا يدفنون مع بعض الآلات، وهذا أدى إلى الاعتقاد بأن الموسيقى شكلت جزءا لا يتجزأ ليس فقط من الطقوس المصرية وإنما أيضًا من الحياة اليومية.

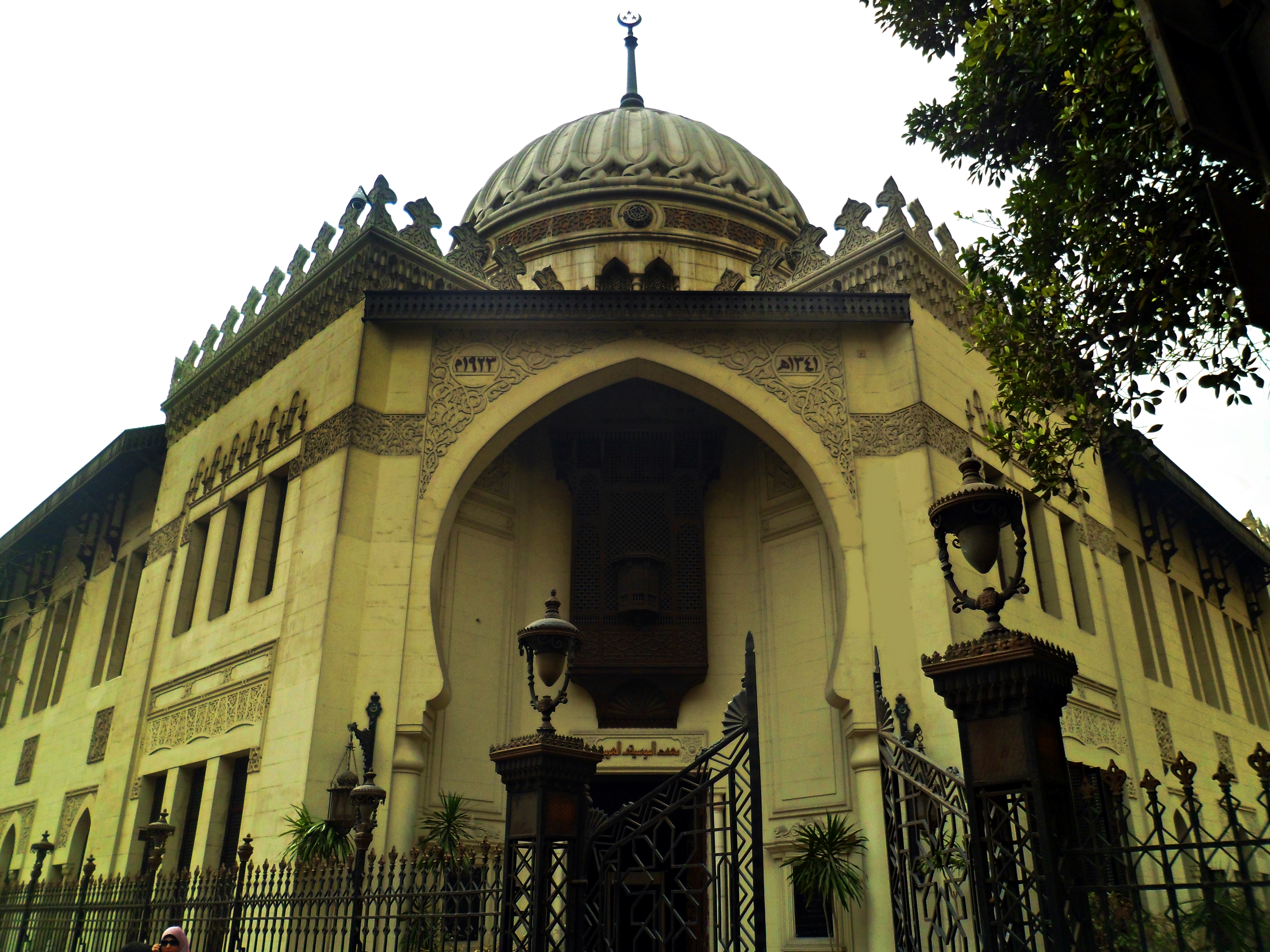
معهد الموسيقى العربية الذي تأسس عام 1914

مع بداية القرن التاسع عشر، انتعشت الموسيقى والغناء في مصر خاصة في فترة محمد علي باشا، وعرفت مصر خلال هذا القرن ألوانًا من الفن الشعبي وظهرت محاولات لتقديم موسيقى محلية الطابع في مصر قادها عبده الحامولي ومحمد عثمان حتى نهاية القرن، وشهدت بدايات القرن العشرين أحداثًا موسيقية كبيرة حيث بدأت كتابة الموسيقى، كما ازدهر المسرح الغنائي المصري على يد الشيخ سلامة حجازي الذي كان يقدم المسرح العالمى معربا ويطعمه بالقصائد العربية، ثم من بعده فنان الشعب سيد درويش الذي يعدّ الأب الروحي للموسيقى المصرية، ثم جاء من بعده العديد من الموسيقيين البارزين ومنهم الموسيقار محمد عبد الوهاب ومحمد القصبجي وزكريا أحمد ورياض السنباطي وغيرهم، كما ظهرت مجموعة من الملحنين الجدد مثل محمود الشريف وفريد الأطرش وكمال الطويل ومحمد الموجى ومحمد فوزى وبليغ حمدي وسيد مكاوى. وخلال القرن العشرين ظهرت مجموعة من الأعلام الغنائية منها: منيرة المهدية وأم كلثوم وأسمهان وليلى مراد وعبد الحليم حافظ وشادية. وفي منتصف القرن العشرين تم إنشاء معهدًا للموسيقى الأكاديمية الغربية هو «الكونسرفتوار» ساهم في تدعيم الحركة الموسيقية في مصر.
وفي الفترة الأخيرة لمعت العديد من الأسماء في مجال الموسيقى ومن أبرزهم عمار الشريعي وعمر خيرت وراجح داوود وياسر عبد الرحمن، ومن أشهر المطربين الحاليين: محمد منير وعمرو دياب الذي حصد 7 جوائز ورلد ميوزك أوردز.

### المطبخ
يتميز المطبخ المصري بالبساطة والتنوع رغم اعتماده بشكل كبير على الحبوب والخضراوات، كما أن الخبز سيد الطعام في المطبخ المصري؛ والذي يُطلق عليه العيش باللهجة المصرية كمرادف للفظ الحياة، ويصنع في 36 شكلًا مختلفًا أشهرها الشمسي والبتاو والبلدي. كذلك يُعد طبقيّ الفول المدمس ومع الفلافل أشهر أطباق الفطور المصري، والذي يتم تصنيعهما على عدة أشكال وأنواع وطرق مختلفة، ومن مصر انتشرت إلى باقي العالم خاصة بلدان الشرق الأوسط. كذلك هناك وجبات مرتبطة بالمناسبات والأعياد كأطباق الرقاق والفسيخ وكعك العيد والبسكويت وأم علي والأرز باللبن والعاشوراء والمهلبية والكِشك والكنافة والقطائف، إلى جانب الحلويات التقليدية مثل البسبوسة والبسيمة والهريسة والمشبك. كذلك يُعد الكشري والمسقعة والمحشي والملوخية والفتة وشوربة العدس والكوارع والصيادية وطاجن الأرز المعمر من الأطباق الرئيسية. كما أن الشاي وعصير القصب والعرقسوس من أكثر المشروبات الشعبية في البلاد.

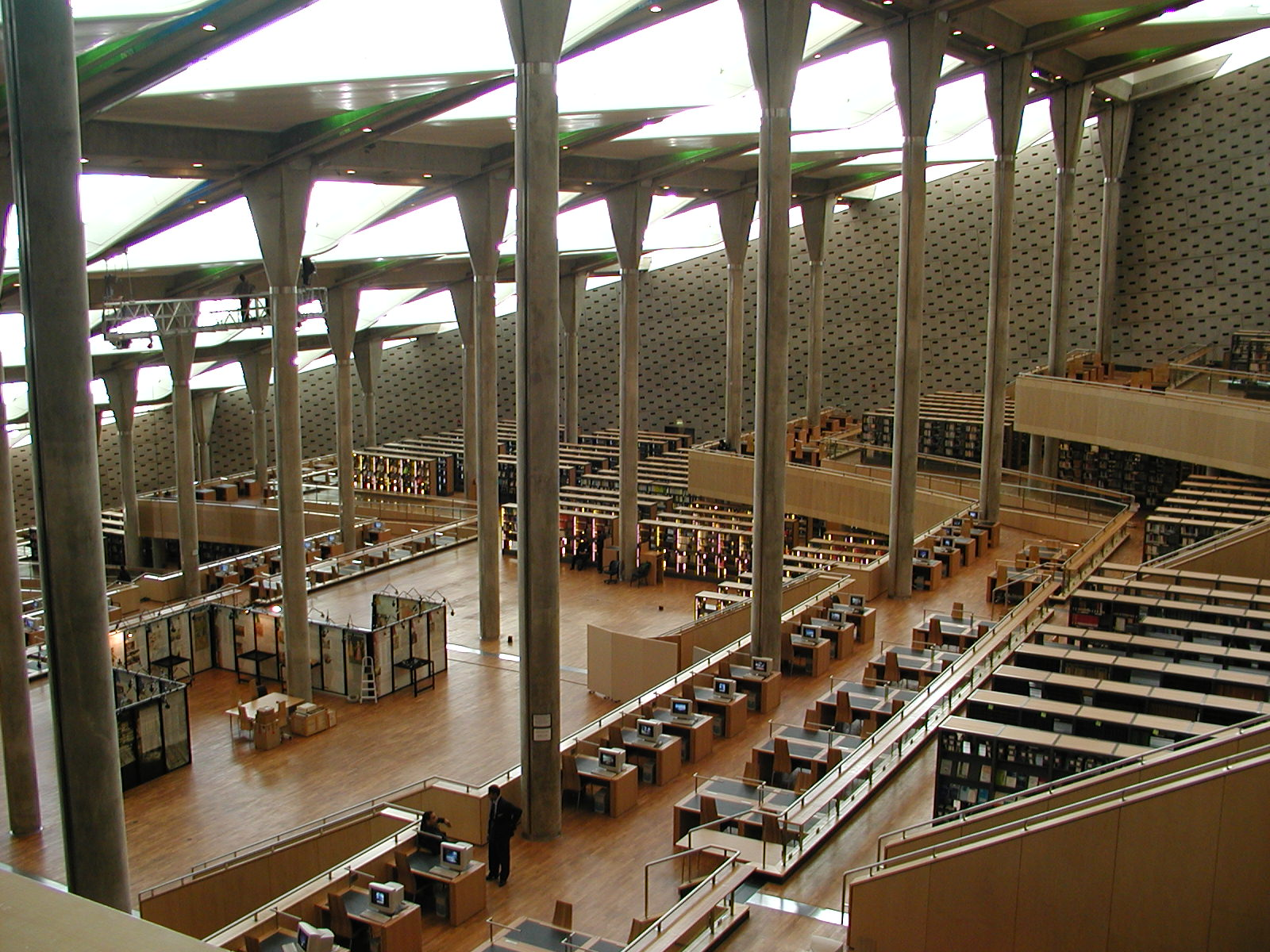
مكتبة الإسكندرية الجديدة

### المكتبات والمعارض
تشتهر مصر بالعديد من المكتبات ولعل أشهرها مكتبة الإسكندرية والتي احترقت في 391 م عندما أمر الإمبراطور الروماني ثيودوسيوس الأول بتدميرها، أعيد بنائها في عام 2002 وبدعم من اليونسكو،، ومن أشهر المكتبات العامة في مصر: المكتبة الموسيقية بالأوبرا - مكتبة القاهرة الكبرى - مكتبة مصر العامة - المكتبة المركزية بجامعة القاهرة.
تقام أيضًا في مصر العديد من المعارض الدولية ولعل أشهرها معرض القاهرة الدولي للكتاب الذي تأسس عام 1969 ويعد من أكبر المعارض في الشرق الأوسط وتم تصنيفه عام 2006 كثاني أكبر معرض في العالم بعد معرض فرانكفورت الدولي للكتاب.، وفي عام 1980 تم إنشاء أرض المعارض والذي يقع في مدينة نصر بالقاهرة ومن أشهر المعارض التي تستضيفها: المعرض الدولي للزهور والمعرض الدولي للاتصالات ومعرض الأهرام الدولي للأثاث والديكور.

## الخدمات

### الصحة

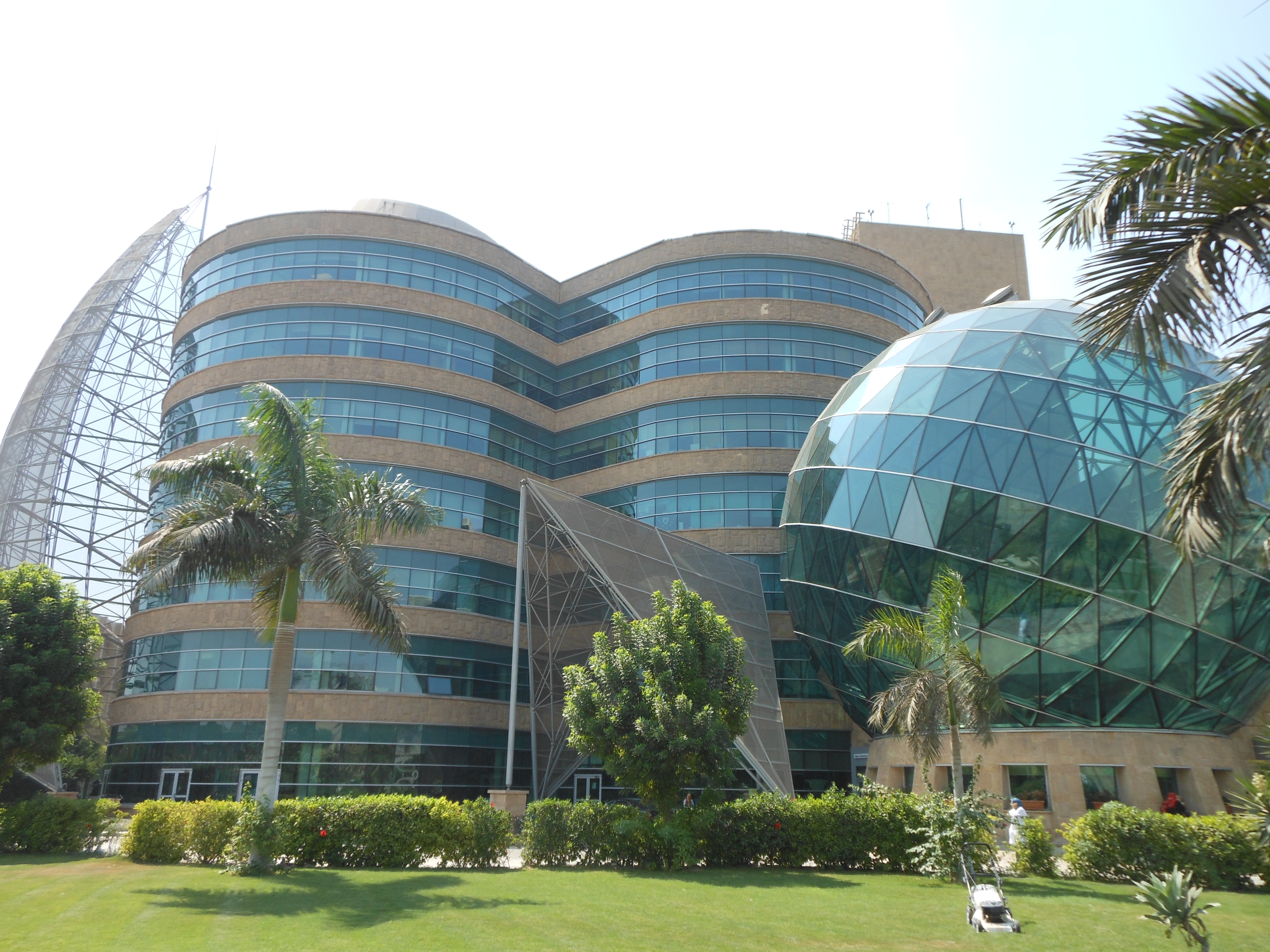
مستشفى سرطان الأطفال 57357.

بدأ تطوير الخدمات الصحية في مصر منذ عام 1923 بإنشاء المستشفيات المركزية، وتبع ذلك في عام 1928 إنشاء المستشفيات الريفية كعيادات خارجية مع وجود سريرين فقط للطوارئ. وتم استبدال هذه المستشفيات الريفية في عام 1940 بالمكاتب الصحية الشاملة، وكانت أول خدمة صحية متخصصة يتم تقديمها خارج نطاق المدن الكبيرة قد بدأت في عام 1904 من خلال عيادات العيون المتنقلة. وقد استخدمت هذه العيادات المتنقلة أيضًا في عام 1928 لمكافحة الأمراض المتوطنة.
وفي عام 1936 أقيمت وزارة الصحة والتي كانت تحتوي على قسم خاص بالصحة الريفية. وكان من مهام هذا القسم إنشاء مكاتب الصحة للقيام بالإجراءات الوقائية، وألحقت هذه المكاتب أسرة للعناية بصحة الأمهات والأطفال، ووحدات متنقلة لتقديم العلاج. في عام 1942 صدر القانون رقم 64 والخاص بتحسين الصحة في الريف. وقد قرر القانون تأسيس إدارات للصحة والهندسة في كل مديرية (محافظة) من مديريات مصر. عملت هذه الإدارات على تحسين الظروف الصحية العامة للقرى في المناطق التابعة لكل مديرية. وقرر القانون أيضًا إنشاء المجمعات الصحية (مجمع صحي واحد لكل 150000 نسمة)، وبعد ثورة يوليو 1952 عملت الدولة على التوسع ومد الخدمات خارج نطاق المدن والمناطق الحضرية ووصولها إلى الريف، وأيضًا إلى الوجه القبلي.
في أحدث تقرير للاتحاد العربي لمنتجي الأدوية والمستلزمات الطبية التابع لجامعة الدول العربية عام 2011، احتلت مصر المركز الأول عربيا في إنتاج الأدوية حيث تبلغ قيمة إنتاجها 2810 مليون دولار، كما احتلت أيضًا المركز الأول من حيث عدد المصانع الدوائية البالغة 85 مصنعًا.
ومن أهم المستشفيات في مصر حاليًا: مستشفى القصر العيني (والذي يضم أيضًا جميع كليات الطب لجامعة القاهرة) ومستشفى سرطان الأطفال 57357 ومستشفى ومعهد بحوث الكبد بالمنصورة ومركز أسوان للقلب ومعهد الكبد القومي بالمنوفية وغيرها.

### التعليم

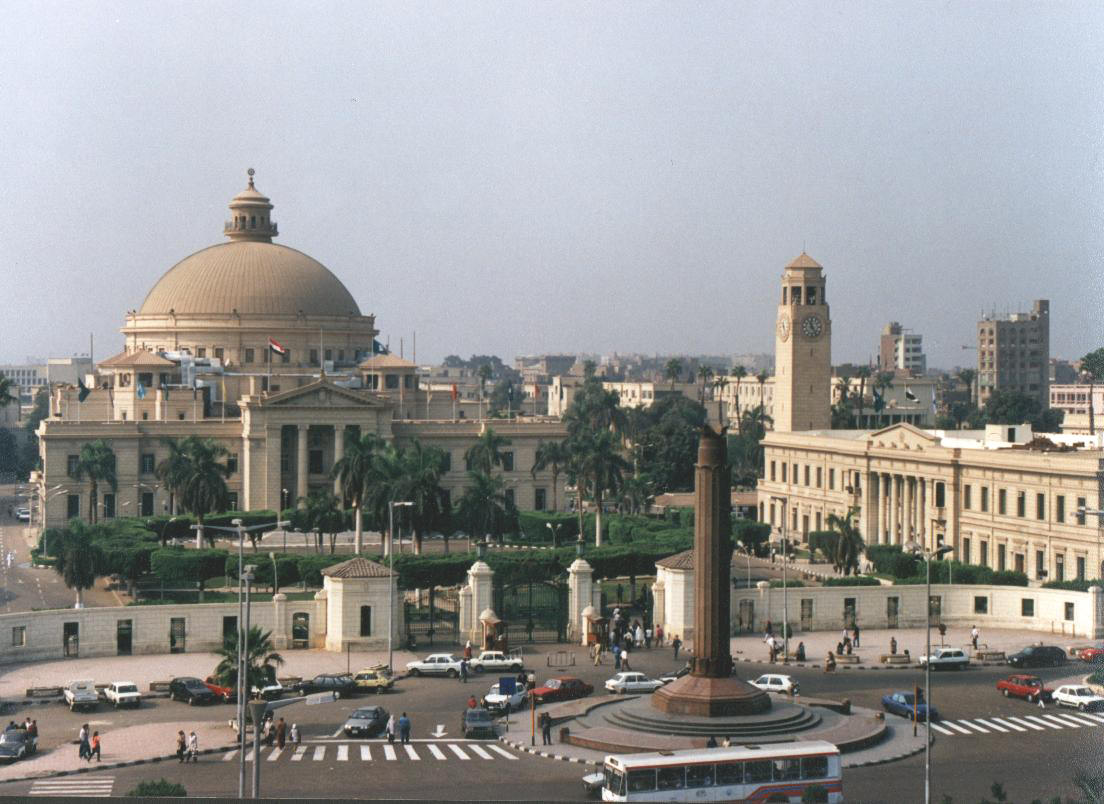
جامعة القاهرة أول جامعة أهلية وأول جامعة حديثة في مصر.

اهتم المصريون القدماء بالعلم والتعليم، فقد ساهموا في اختراع الكتابة؛ وسجلوا اللغة المصرية القديمة بالكتابة الهيروغليفية والتي ساهمت في نشر التعليم بين المصريين. وبعد الفتح الإسلامي لمصر، بدأ ظهور المدارس مرتبطًا بظهور المساجد كذلك ظهور الكتاتيب لتعليم القرآن وحفظه واللغة العربية. ومع تولي محمد علي باشا حكم مصر، بدأ في تغيير نظام التعليم على أنظمة حديثة، فأنشأ المدارس العليا المتخصصة عام 1816 والتي تناظر الكُليّات الآن في التعليم العالي، كذلك أنشأ المدارس التجهيزية عام 1825 والمدارس الابتدائية 1832. وذلك بجانب الجامع الأزهر الذي يُعد أول جامعة مصرية وأقدم جامعة في العالم، الذي كان يمنح شهادة العالمية؛ وهي مماثلة لشهادة البكالوريوس أو الليسانس الآن. وفي عام 1908 افتتحت الجامعة المصرية وهي جامعة القاهرة الآن، ثم توالي إنشاء الجامعات في أنحاء القطر المصري.
بحسب الدستور المصري، فإن التعليم مجاني وإلزامي حتى نهاية المرحلة الثانوية أو ما يعادلها بحسب القانون. وتنفق الحكومة على التعليم ما لا يقل عن 4% من الناتج القومي الإجمالي. وطبقًا للمادة 19 من الدستور امتدت مرحلة التعليم الإلزامي من 9 سنوات إلى 12 سنة اعتبارًا من سن 6 سنوات إلى 18 سنة لتضم حلقة التعليم الثانوي، فيما ينص قانون التعليم الحالي على أن مرحلة التعليم الأساسي تتكون من حلقتي التعليم الابتدائي والإعدادي بإجمالي 9 سنوات، ويضم التعليم الثانوي العام والتعليم الفني؛ ويتخصص عدة تخصصات في التعليم الزراعي والصناعي والتجاري والخدمي. بعد المرحلة الثانوية لا يصبح التعليم إلزاميًّا على الفرد، وينقسم نظام التعليم بعد ذلك إلى قسمين: التعليم فوق المتوسط لمدة سنتين دراسيتين، والتعليم الجامعي بحد أدنى 4 سنوات دراسية في الجامعات التي تضم كليات ومعاهد عُليا في كافة التخصصات، والمؤهلة للدراسات العُليا في مراحل الدبلوم العالي والماجستير والدكتوراه. بجانب كل ذلك، فإن للأزهر الشريف نظامًا تعليميًّا خاصًّا يُدّرس فيه العلوم الدينية الإسلامية بجانب الدراسات العلمية الأخرى، والمؤهلة لما بعد التعليم الثانوي للالتحاق بجامعة الأزهر وفروعها في جميع أنحاء الجمهورية.
بحسب إحصاءات عام 2013، بلغ عدد مدارس التعليم العام والخاص في مصر 47,520 مدرسة تضم 18,298,786 تلميذًا، و9,259 معهد أزهري تضم 2,023,390 تلميذًا، ليبلغ عدد تلاميذ مرحلة التعليم ما قبل الجامعي 20,322,176 تلميذًا. أما في مرحلة التعليم الجامعي، ففي عام 2012 بلغ عدد المقيدين بالجامعات 1,703,295 طالبًا وطالبة. وبلغ عدد الجامعات في مصر 58 جامعة وأكاديمية حكومية وغير حكومية، بجانب عدد متزايد من المعاهد العليا. ومن أشهر هذه الجامعات بحسب الإنشاء: جامعة الأزهر (972) وجامعة القاهرة (1908) وجامعة الإسكندرية (1938) وجامعة عين شمس (1950) وجامعة أسيوط (1957) وجامعة طنطا (1972) وجامعة الزقازيق (1974) وجامعة المنوفية (1976) وجامعة جنوب الوادي (1995) وجامعة كفر الشيخ (2006).
حلّت مصر في المركز 86 في مؤشر الابتكار العالمي عام 2023، متقدمة من المركز 92 المسجّل عام 2019، وحافظت على نفس المركز في مؤشر عام 2024.

## الإعلام

### الصحف

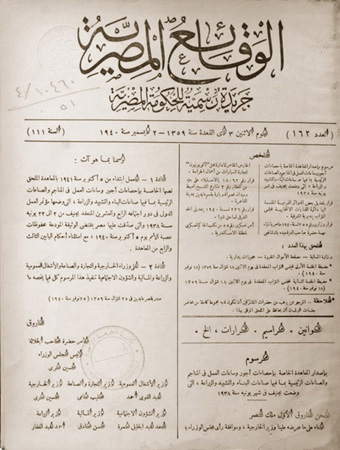
صورة لعدد من جريدة الوقائع المصرية عام 1940.

بدأ تاريخ الصحف في مصر مع الحملة الفرنسية حيث أنشأ نابليون في القاهرة مطبعة عربية وفرنسية عام 1798م، وتأسست المطبعة الأهلية. وفي عهد محمد علي صدرت نشرة شهرية باسم «جورنال الخديوي»، ما لبثت أن تحولت عام 1828 إلى جريدة الوقائع المصرية كأول صحيفة مصرية ثم جريدة الأهرام عام 1875م.
تعدّ الجريدة الرسمية هي الصحيفة المختصة بنشر تعديلات القانون والقرارات الجمهورية والأحكام الرسمية، وتعد وكالة أنباء الشرق الأوسط هي الوكالة الرسمية، ويوجد في مصر العديد من المؤسسات الصحفية الكبرى، مثل: مؤسسة الأهرام ومؤسسة أخبار اليوم ومؤسسة التحرير ومؤسسة المصري اليوم، ولدى العديد من الصحف والمجلات مواقع على الإنترنت باللغة العربية. كما تصدر بعض الصحف باللغات الإنجليزية والفرنسية.

### التلفاز

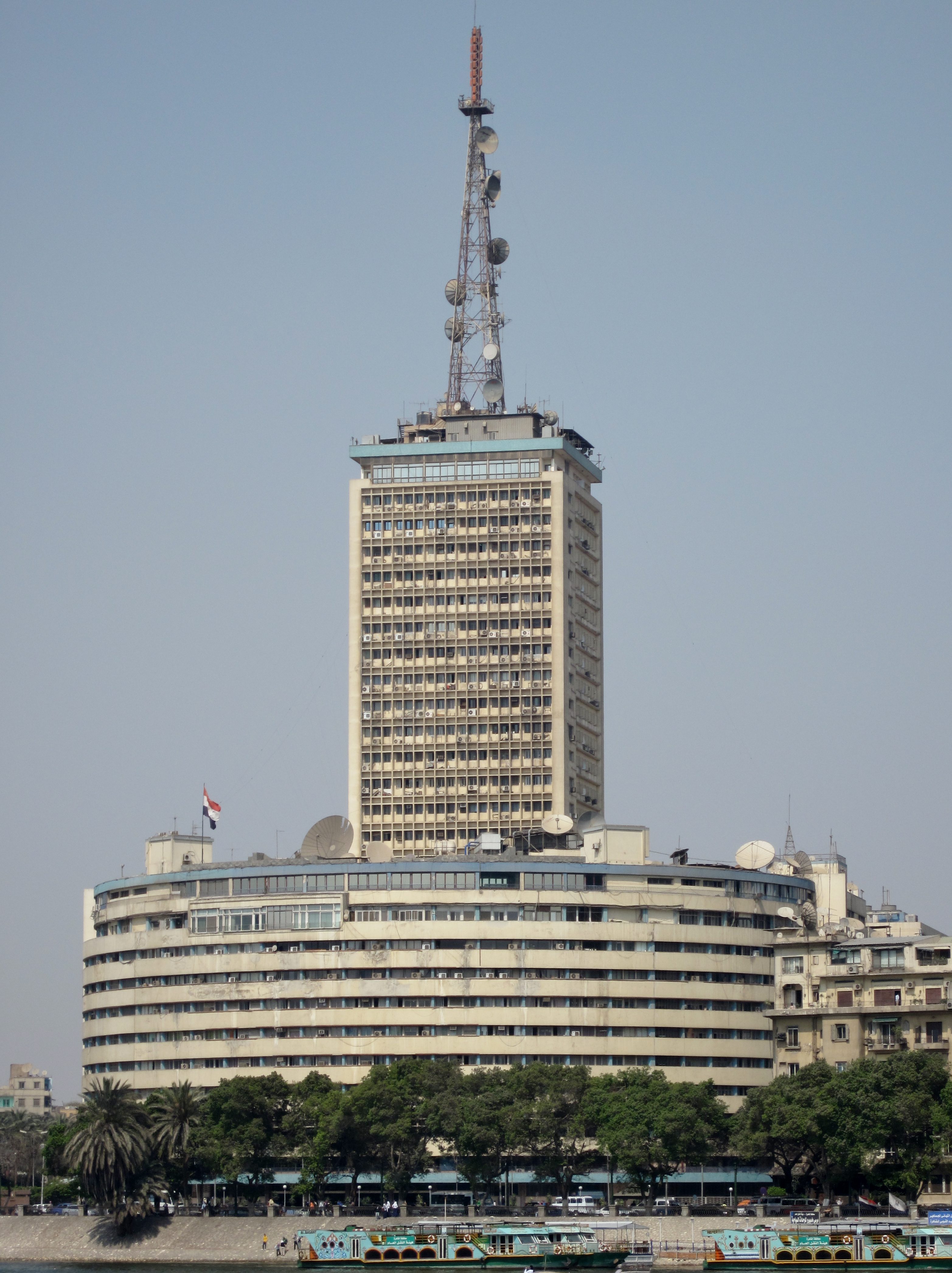
مبنى التلفزيون المصري بالقاهرة.

بدأ البث التلفزيوني في مصر عام 1960 عندما تأسس «التلفزيون العربي» والذي بث برامجه في مصر وسوريا أثناء الوحدة، بدأ البث التلفزيوني بقناة واحدة وكان بمعدل 6 ساعات يوميًّا، وفي عام 1961 انطلقت القناة الثانية المصرية وفي عام 1962 بدأ إرسال ثالث قناة بالتليفزيون المصري، وبدأ بث أول قناة فضائية مصرية عام 1990. ويضم قطاع الفضائيات الآن «المصرية 1» وقناة النيل الدولية التي تبث برامجها بالإنجليزية والفرنسية والعبرية، وفي فترة التسعينات أُطلقت القنوات الإقليمية بدءًا من القناة الرابعة حتى القناة الثامنة.
في 1998 دخلت مصر عصر البث الفضائي مع إطلاق القمر المصري نايل سات 101 وبدأ البث التجريبي لقنوات النيل المتخصصة في 31 مايو 1998 والبث الفعلي أكتوبر من ذات العام. وتبث إرسالها على أقمار النايل سات وانتلسات واسيا سات وبنما سات وعددها 12 قناة منها: قناة النيل وقنوات للدراما والأسرة والطفل وللرياضة وللثقافة وللمنوعات وللتعليم والبحث العلمي، وفي عام 2000 أُطلق القمر نايل سات 102.
وفي عام 2000 أقيمت مدينة الإنتاج الإعلامي بمدينة السادس من أكتوبر، ويوجد بها وحدة التحكم الرئيسية للقمرين الصناعيين نايل سات 1و2، وبها العديد من استوديوهات الإنتاج التلفزيوني والسينمائي ومناطق التصوير المفتوحة.

### السينما

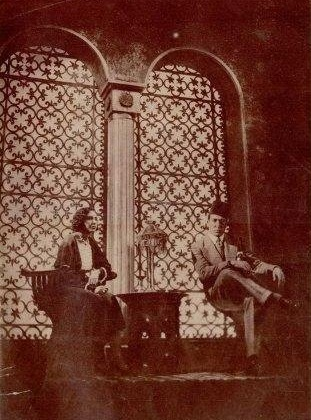
يوسف وهبي وأمينة رزق في فيلم أولاد الذوات الذي يعد أول فيلم مصري ناطق عام 1932.

بدأت علاقة مصر بالسينما مع بدء صناعة السينما في العالم، فقد قُدم أول عرض سينمائي في مصر بالإسكندرية في يناير عام 1896 وتبعه عرض في القاهرة في نفس الشهر، وذلك بعد أيام من أول عرض سينمائي في العالم الذي كان في باريس في ديسمبر عام 1895. ومن أشهر الأفلام الصامتة ليلى قبلة في الصحراء وزينب، وقد عُرض أول فيلم مصري ناطق عام 1932 وهو فيلم أولاد الذوات من بطولة يوسف وهبي وأمينة رزق، وفي عام 1935 تأسس ستوديو مصر والذي كان بمثابة قاعدة لبداية نهضة سينمائية حقيقية في مصر.
بعد قيام ثورة يوليو 1952 ومن بعدها إعلان الجمهورية أصبحت السينما المصرية أكثر ازدهارًا، وبدأ على شكل واسع انتشار الفيلم المصري في الدول العربية؛ كذلك وصل إلى دول غير عربية كأثيوبيا والهند وباكستان واليونان والولايات المتحدة والعديد من دول أوروبا، وأصبحت السينما صناعة قومية في البلاد.
ازداد عدد دور العرض السينمائي مع ظهور الأفلام الناطقة، ووصل إلى 395 دارًا عام 1958. بدأ هذا العدد في الانخفاض بعد إنشاء التلفزيون عام 1960 وإنشاء القطاع العام في السينما عام 1962 ووصل إلى 297 دارًا عام 1965، ثم إلى 141 عام 1995 بسبب تداول الأفلام عبر أجهزة الفيديو على الرغم من رواج صناعة السينما في هذه الفترة. وبفضل قوانين وإجراءات شجعت الاستثمار في إنشاء دور العرض الخاصة، عادت تزداد من جديد خاصةً في المراكز التجارية حتى وصل عددها إلى 200 عام 2001، وإلى 400 عام 2009. وعلى مدى أكثر من مائة عام قدمت السينما المصرية أكثر من أربعة آلاف فيلمًا، ويعدّ من أبرز الفنانين المصريين الذين حققوا شهرة واسعة عالميًّا الفنان عمر الشريف الذي رشح للأوسكار وفاز بثلاثة جوائز جولدن جلوب.

### الإذاعة
بدأ البث الإذاعي في مصر للمرة الأولى في عشرينيات القرن العشرين، حيث كانت الإذاعات وقتها مركزة في القاهرة والإسكندرية، وملكًا لجمعيات أهلية وأفراد. وفي 31 مايو 1934 بدأ بث أول محطة إذاعية في مصر تملكها الحكومة.
توجد في مصر ثمانية إذاعات محلية تبث برامجها على الموجات المتوسطة والقصيرة وموجة فرميوم وهي: إذاعة البرنامج العام والقرآن الكريم والشباب والرياضة والشرق الأوسط، كما توجد إذاعة خارجية هي إذاعة القاهرة الكبرى التي تبث برامجها على الموجات القصيرة بثلاث وثلاثين لغة. إضافة إلى إذاعة صوت العرب التي تبث بالعربية وتوجه برامجها إلى أوروبا والشرق الأوسط، وهناك الإذاعات المتخصصة (البرنامج الثقافي والبرنامج الموسيقى والبرنامج الأوربي)، وأطلقت مؤخرًا إذاعة راديو مصر.

## الرياضة

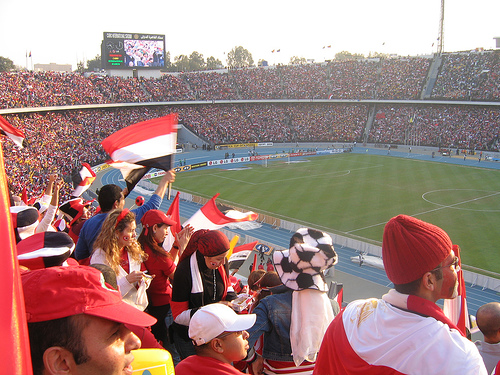
جماهير مصرية تشجع المنتخب القومي لكرة القدم.

تقع مهام إدارة الرياضة في مصر بشتى مجالاتها على عاتق وزارة الدولة للرياضة ، وتعدّ كرة القدم هي أكثر الألعاب شعبية في مصر. تأسس الاتحاد المصري لكرة القدم عام 1921م وانضم إلى الاتحاد الدولي لكرة القدم في 1923م لتكون بذلك أول دولة إفريقية وعربية تنضم للفيفا، كما تعدّ أيضًا من المؤسسين للاتحاد الإفريقي لكرة القدم عام 1957م، يمثل مصر دوليًا «منتخب مصر لكرة القدم» والذي يعد أول فريق إفريقي يلعب في كأس العالم عام 1934، وهو صاحب أكثر عدد مرات فوز ببطولة كأس الأمم الإفريقية لكرة القدم فقد نالها سبعة مرات آخرها عام (2010) بأنجولا، وفي 2010 وصل المنتخب المصري في تصنيف الفيفا إلى المركز التاسع عالميًا.
الناديان الأكثر شعبية هما النادي الأهلي المصري ونادي الزمالك، والنادي الأهلي هو أكثر الفرق فوزًا بالبطولات الإفريقية للأندية أبطال الدوري برصيد تسع بطولات يليه نادي الزمالك برصيد خمس بطولات بالإضافة إلى بطولة وحيدة للنادي الإسماعيلي، كما فاز الأهلي بالمركز الثالث في كأس العالم للأندية باليابان والتي تأهل لها ستة مرات.
كما أن هناك حضور مصري عالمي في العديد من الرياضات الأخرى ذات شعبية أقل من كرة القدم، ككرة اليد، والإسكواش ورفع الأثقال. حيث احتلت مصر المرتبة الأولى عالميًّا في الإسكواش بلاعبيها العالميين عمرو شبانة ورامي عاشور، كما تعدّ مصر بلد المنشأ للعبة كرة السرعة.
تُشارك مصر كذلك في الألعاب الأولمبية بأنواعها، ويرجع التاريخ الأوليمبي إلى عام 1910 عندما انضمت مصر إلى اللجنة الأولمبية الدولية لتصبح الدولة رقم 14 في اللجنة. وتشارك مصر بشكل دائم في دورة الألعاب الأولمبية الصيفية ودورة ألعاب البحر المتوسط ودورة الألعاب العربية ودورة الألعاب الإفريقية، يعد المصارع المصري كرم جابر أشهر اللاعبين الأولمبيين في الفترة الأخيرة حيث أحرز الميدالية الذهبية في أولمبياد أثينا 2004 والفضية في أولمبياد لندن 2012، تحتفل مصر في 3 مارس من كل عام بعيد الرياضة المصرية.

## الأعياد الوطنية والمناسبات

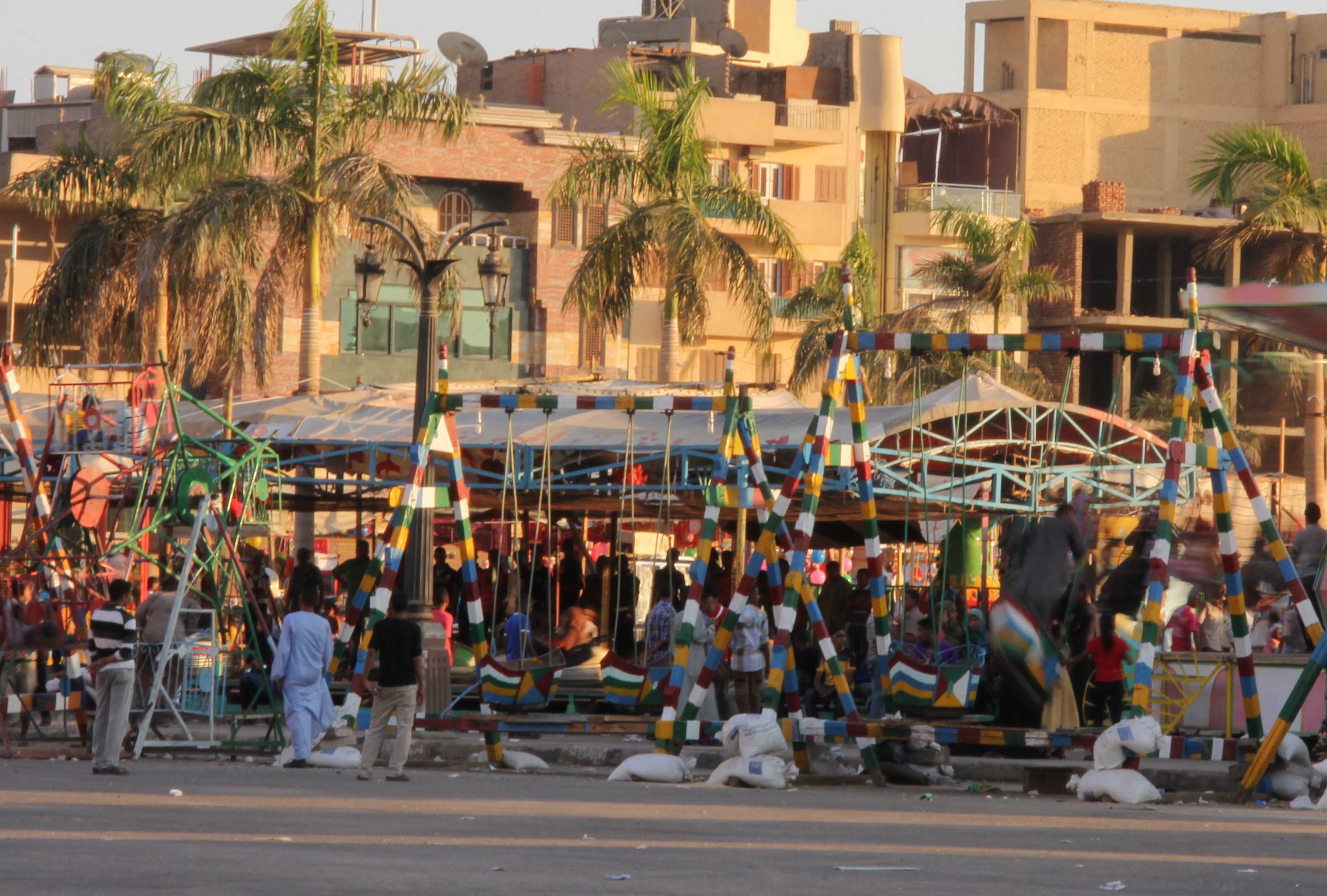
صورة من أحد الموالد في مصر

تنقسم الاحتفالات والأعياد في مصر إلى مناسبات دينية ومناسبات وطنية ومناسبات أخرى مستمرة منذ أيام المصريين القدماء. الأعياد التي تتعطل بها الدوائر الرسمية في مصر وتعدّ يوم عطلة رسمية لكافة المواطنين وهي:

### الأعياد الدينية
- أول السنة الهجرية: الأول من محرم.
- عيد الفطر: الأول والثاني والثالث من شوال.
- عيد الأضحى: من العاشر إلى الرابع عشر من ذي الحجة.
- المولد النبوي: 12 ربيع الأول.[407]
- عيد الميلاد: 7 يناير.
- عيد الغطاس: 19 يناير (تكون العطلة للمسيحيين فقط).
- عيد القيامة: حسب التقويم القبطي (تكون العطلة للمسيحيين فقط).

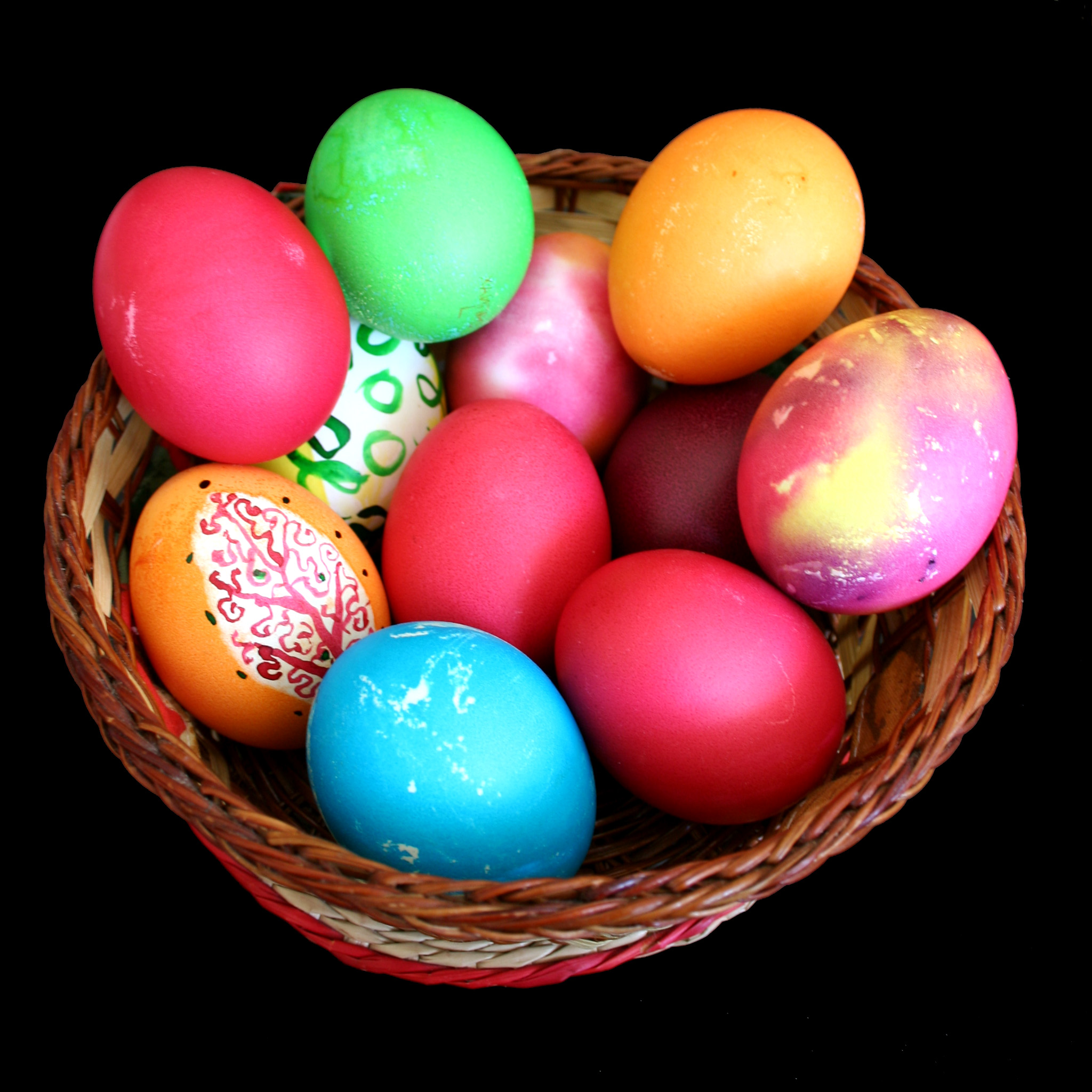
البيض الملون، أبرز معالم احتفالات المصريين بشم النسيم

### الأعياد الوطنية
- عيد الشرطة وعيد ثورة 25 يناير: 25 يناير.
- عيد تحرير سيناء: 25 أبريل.
- عيد العمال: 1 مايو.
- عيد شم النسيم: الأول من برمودة بالتقويم المصري القديم.
- عيد ثورة 23 يوليو: 23 يوليو. (يعدّ رسميًّا اليوم الوطني لجمهورية مصر العربية).[408][409]
- عيد القوات المسلحة: 6 أكتوبر.

### مناسبات أخرى
هناك مناسبات أخرى تحتفل بها مصر لكن لا تعد عطلة رسمية مثل:
- عيد الجلاء: 18 يونيو.
- عيد وفاء النيل: النصف الثاني من أغسطس.
- عيد الفلاح المصري: 9 سبتمبر.
- عيد مدينة السويس والمقاومة الشعبية: 24 أكتوبر.
- عيد النصر «عيد مدينة بورسعيد»: 23 ديسمبر.
- يوم الشهيد: 9 مارس.[410]

### قوائم
| - قائمة حكام مصر - قائمة رؤساء مجلس وزراء مصر - قائمة حروب مصر - قائمة صحف ومجلات مصر - قائمة سجون مصر | - قائمة مسارح مصر - قائمة متاحف مصر - قائمة مساجد مصر - قائمة كباري مصر - قائمة قصور مصر |

## استشهاد عام
- تاريخ مصر الاجتماعي والاقتصادي في عصر الرومان - حسن الإبياري، يوسف حسين - دار العلم بالفيوم،, 2004 (ردمك 9789771712763)
- محمد السيد غلاب، البيئة والمجتمع، مكتبة الأنجلو المصرية، القاهرة، الطبعة السادسة، 1976م
- كتاب وصف مصر - على موقع مكتبة الإسكندرية.
- The World Factbook - Egypt

## وصلات خارجية
- توقعات التنمية الرئيسية لمصر من المستقبل الدولي

### الحكومة
- مصر الرقمية – الموقع الرسمي لبوابة خدمات الحكومة المصرية
- بوابة المعلومات – الموقع الرسمي لبوابة معلومات مصر
- المعلومات ودعم اتخاذ القرار – الموقع الرسمي لمركز المعلومات ودعم اتخاذ القرار
- الاستعلامات – الموقع الرسمي للهيئة العامة للاستعلامات
- الرئاسة – الموقع الرسمي لرئيس جمهورية مصر العربية
- رئاسة الوزراء – الموقع الرسمي لرئيس وزراء مصر
- مجلس النواب – الموقع الرسمي لمجلس النواب المصري
- المحكمة الدستورية العليا – الموقع الرسمي للمحكمة الدستورية العليا المصرية
- التعبئة والإحصاء – الموقع الرسمي للجهاز المركزي للتعبئة العامة والإحصاء

### التاريخ
- "التاريخ" – التاريخ المصري على الهيئة العامة للاستعلامات
- "كتاب وصف مصر" – تاريخ مصر القديم والحديث والطبيعي على مكتبة الإسكندرية الجديدة
- "مصر الحديثة" – موقع من مكتبة الإسكندرية الجديدة

### السياحة
- تجربة مصر – البوابة الرسمية للسياحة في مصر

### خرائط
- مصر على مشروع الدليل المفتوح
- أطلس ويكيميديا حول مصر
- خرائط مصر – مجموعة خريطة مكتبة بيري كاستانيدا، جامعة تكساس في أوستن